# Cattedrale di San Pietro (Alessandria)
La cattedrale di San Pietro è stato il duomo della città di Alessandria, in Piemonte, e sede vescovile della diocesi omonima. La cattedrale fu edificata tra il 1170 e il 1175, e si ergeva originariamente nella porzione sud-orientale della Platea Maior, rinominata definitivamente dopo la seconda guerra mondiale in piazza della Libertà.
La sua costruzione - iniziata in un'epoca immediatamente successiva all'istituzione urbana, per convenzione fissata il 3 maggio 1168 - segna l'avvio di un processo edilizio e culturale di lunga durata. Attraverso i secoli, la cattedrale ha subito una serie di significative trasformazioni: ampliamenti, rinnovamenti e molteplici adattamenti hanno continuato a modellarne l'aspetto fino alla sua demolizione, avvenuta tra febbraio e luglio del 1803. All'indomani della Battaglia di Marengo, Napoleone ne decretò la fine ordinandone la demolizione. Non fu ritenuta idonea, anzi eccessivamente "ingombrante", nell'ambito della riorganizzazione funzionale urbana della città voluta dall'imperatore francese.
Nonostante la sua scomparsa fisica, la cattedrale di Alessandria merita un'attenzione speciale sotto il profilo storico e culturale. Ha rappresentato un punto di congiunzione tra gli interessi civici e quelli ecclesiastici, riflettendo la storia plurisecolare della comunità alessandrina. È stata uno dei testimoni principali delle risorse culturali e artistiche di Alessandria, raccontando, attraverso la sua stessa struttura e le sue vicissitudini, la vita e le trasformazioni della città.
Ricostruire l'aspetto e la storia di un monumento ormai perduto non è impresa semplice, soprattutto per quanto riguarda i periodi più remoti, le cui fonti sono spesso incomplete o alterate da leggende e devozioni. L'unico modo per avvicinarsi ad una comprensione dell'aspetto fisico originale della cattedrale è attraverso le iconografie che sono sopravvissute, le testimonianze di viaggiatori o osservatori diretti e le descrizioni dettagliate fornite dalle relazioni delle visite pastorali. Questi documenti, benché limitati, permettono di offrire uno sguardo, seppur parziale, sulla grandezza e l'importanza che la cattedrale un tempo possedeva.
In definitiva, la cattedrale di Alessandria, nonostante la sua assenza nel tessuto urbano contemporaneo, rimane un simbolo potente della storia alessandrina e un luogo di memoria collettiva.

## Storia

### Contesto storico-geografico: la fondazione della città di Alessandria

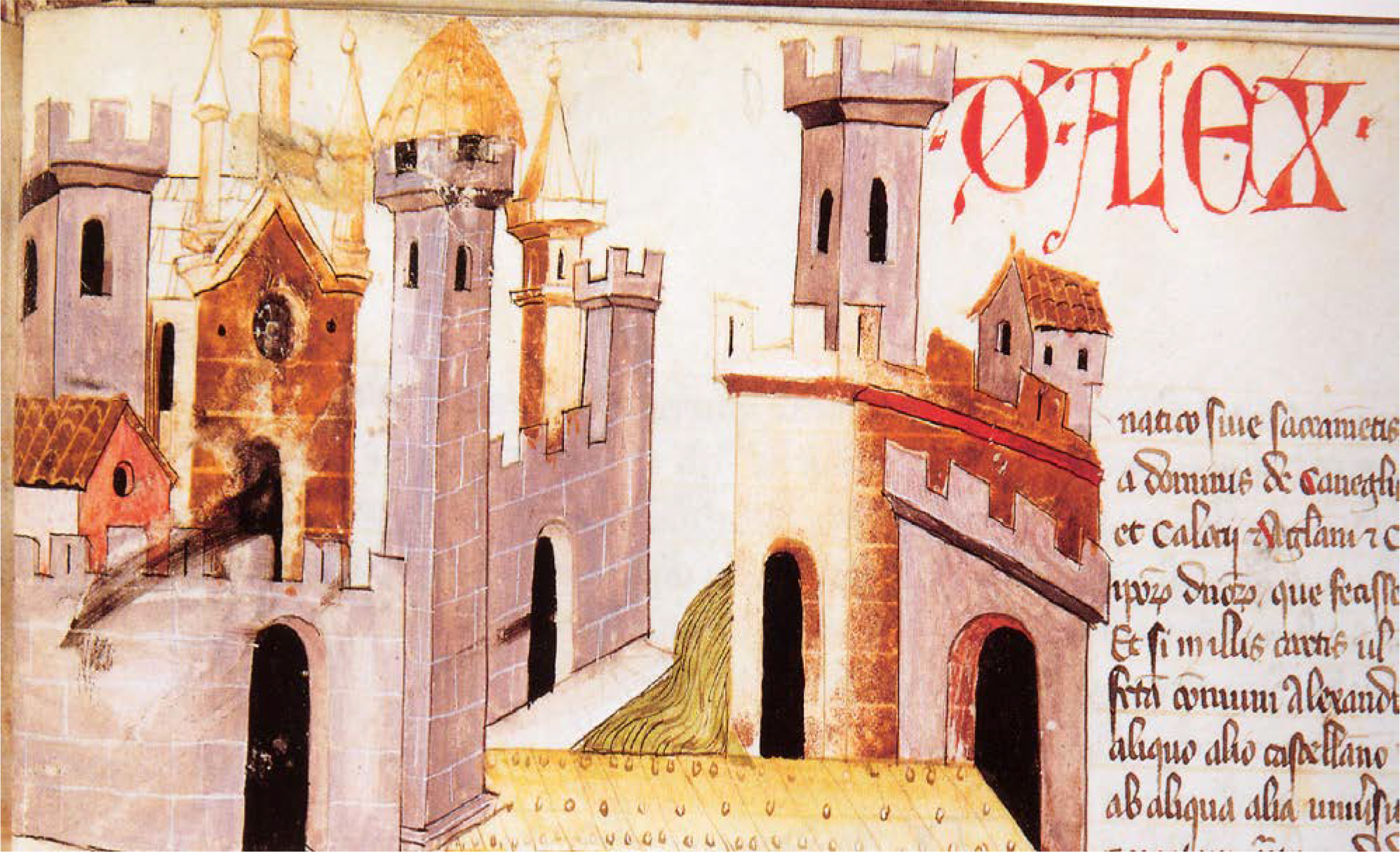
Immagine allegorica della città di Alessandria e di Bergoglio con in primo piano il ponte in legno sul fiume Tanaro. Sulla sinistra è riconoscibile la facciata dell’antica cattedrale. Anonimo, miniatura del Codex Astensis, XIII secolo.

Tra l'VIII e il X secolo il territorio che vide nascere la città di Alessandria si presentava ancora scarsamente abitato, con l'eccezione di alcune curtes regiæ che ricalcavano gli insediamenti più antichi: Forum (Villa del Foro), Roboretum (Rovereto), Bergolium (Bergoglio), Marenghum (Spinetta Marengo) e Gamondium (Gamondio, in seguito Castellazzo Bormida).
A questi si aggiungevano centri autonomi come Solerium (Solero), Quargnentum (Quargnento) e Felizzano. La struttura amministrativa e politica dell'epoca non permise un significativo sviluppo culturale e sociale degli abitanti che però mantennero gli scambi commerciali con i vicini centri abitati accrescendo esperienza e ricchezza. i centri abitati citati si formarono e crebbero ulteriormente fino poi a creare quella che verrà fondata e chiamata Alessandria.
È importante sottolineare che, di fatto, Alessandria esisteva già ancor prima della sua fondazione formale. I vari centri abitati dell'agro avevano già avviato numerose relazioni con i territori confinanti: acquisto di terreni, alleanze e accordi. Nello stesso periodo, e forse anche antecedente, vennero anche edificate alcune chiese tra le quali - la più importante - quella di Santa Maria di Castello nel cuore di Roboretum. Già agli albori della sua nascita, Alessandria favorì della strategica posizione alla confluenza tra i fiumi Tanaro e Bormida.
La città di Alessandria si fondò in un primo momento dall'unione demica di Gamondium, Marenghum e Bergolium. Questo si evince nel testo dei reclami contro Cremona del 1184 dell'imperatore Federico Barbarossa ove indica i promotori e autori della fondazione della nuova città: «de tribus locis, Gamunde vicelicet et Meringin et Burgul». Non è descritto il nome del luogo dell'incontro, anche se pare già indicato con una certa precisione nella specificazione del sito sul Tanaro dove il trasferimento fu più breve: Bergoglio.
Ai tre luoghi citati si aggiunsero in seguito Roboretum, Solerium, Forum, Vuilije (Oviglio) e Quargnentum. In questo le popolazioni furono supportate, economicamente, dalla Repubblica di Genova e dai comuni della Lega Lombarda in contrasto con il marchesato del Monferrato, principale alleato di Federico Barbarossa.
La città di Alessandria sorse dunque rapidamente, ma in un contesto di generalizzata illegalità: la sua fondazione non era stata né autorizzata né approvata dall'Impero. La città emerse anche in violazione dei diritti del marchese del Monferrato e dei marchesi del Bosco, occupando territori di loro proprietà o possesso senza avere alcun titolo legale per tale occupazione. Anche nei confronti della Chiesa, la situazione di Alessandria era complessa: non poteva costituirsi come un'unica comunità di fedeli sotto la giurisdizione della Sede Apostolica. Era piuttosto un insieme di gruppi civici, ciascuno dei quali manteneva le proprie affiliazioni pievane, parrocchiali e diocesane, a seconda dei luoghi di provenienza dei suoi abitanti. I più delicati, come si vedrà in seguito, sono proprio i problemi di natura ecclesiastica: nell’area alessandrina confluiscono infatti i limiti di cinque diocesi di solida tradizione e sul territorio insistono i diritti e i possessi di importanti enti religiosi.
Fra Giacomo di Acqui nella sua "Chronica Aquensia" afferma: « [...] Causa autem quare Alexandria fuit facta est ista, quia Marchiones Montisferrati gravabant illa loca, quæ se simul posuerunt, quæ sunt Rovetum, Marenchum, Gamondium et Bergolium».
La data ufficiale di fondazione di Alessandria è il 3 maggio 1168, anche se in quel momento la città ha già raggiunto una configurazione topografica, urbanistica e amministrativa definita.

### XII secolo: fondazione
La necessità di costruire la cattedrale non ebbe puramente un significato religioso, ma anche civile, politico e strategico. Un luogo di incontro di popolazioni differenti e di stratificazione di interessi diversi. Come già evidenziato la fondazione della città e la costruzione della cattedrale ebbero vicende contemporanee, l'altra conseguenza dell'una. Partendo dalla fondazione di Alessandria, tra le molte condizioni che accesero il processo sinecistico che diede vita ad Alessandria, si possono ricordare:
- il nome, "Alessandria", confermato in seguito, fu assunto in onore di papa Alessandro III, ampio sostenitore delle azioni della Lega Lombarda contro il Sacro Romano Impero e che aveva scomunicato Federico Barbarossa;
- la Repubblica di Genova che finanziò la fondazione della città per proteggere le proprie vie commerciali;
- la diocesi di Milano che diede protezione in chiave anti imperiale;
- i poteri sul territorio che sentirono la necessità di una affermazione di autonomia nei confronti dei marchesi del Monferrato del Bosco.

Come si evince dagli Atti Municipali dei Fabbricieri della cattedrale, l'atto di fondazione della città sancisce anche la volontà di edificare la cattedrale: «et così tutti insieme fu stabilito si facesse la Chiesa Cathedrale». Le prime notizie, dunque, risalgono alla seconda metà del XII secolo, quando fu eretta, tra il 1170 ed il 1175, una prima chiesa dedicata a san Pietro apostolo: «et del subito si diede aviso à Sua Santità, il quale mandò fosse intitolato Santo Pietro».
La città dunque affrontò il bisogno di consolidare la propria struttura amministrativa e religiosa per affermare il suo status di entità politica e territoriale indipendente. Questo corso implicava il riconoscimento da parte di una figura di autorità superiore e l'istituzione di una plebs civitatis organizzata attorno ad una ecclesia major, punto cardinale sia spirituale che civico. Il processo di stabilimento dell'autorità ecclesiastica ad Alessandria si svolse in due fasi distinte, fondamentali per la legittimazione e lo sviluppo della città come centro di potere indipendente. La prima fase si concretizzò con l'atto di donazione al papa di un terreno per l'edificazione della cattedrale; la seconda fase fu la creazione della diocesi.

#### Atto di donazione
| (LA) «Anno Milleno centino terqueviceno, his iunctis octo fuit Alexandria facta, et fù dalli otto Luoghi divisa in quatro quartieri cioè Gamondio, Marengho, Roboreto, Bergoglio et insieme con li elletti di Quargnento, Solario, Villeforis, Uvilij, li quali tutti sono li otto luoghi, et così tutti insieme fù stabilito si facesse la Chiesa Cathedrale [...] et del subito si diede aviso à Sua Santità, il quale mandò fosse intitolato Santo Pietro» | (IT) «Anno millecentosessantotto, uniti questi otto luoghi fu fondata Alessandria, e fu divisa dagli otto luoghi in quattro quartieri, cioè Gamondio, Marengo, Rovereto, Bergoglio, insieme con gli eletti di Quargnento, Solero, Villa del Foro, Oviglio, che tutti insieme costituiscono gli otto luoghi, e così, tutti uniti, si stabilì di edificare la Chiesa Cattedrale [...] [...] e immediatamente si diede avviso a Sua Santità, il quale ordinò che fosse intitolata a San Pietro.» |
| (Fabbricieri della Cattedrale, cc. 7v-8r) | |

L'atto di donazione della chiesa da parte dei consoli alessandrini è presente nel Liber Crucis della città. Si tratta di una copia del XIII secolo, come evidenzia Francesco Gasparolo nella sua edizione critica del 1889, ove segnala che Amizone Butraffo, podestà coevo, ordinò ai notai di ricopiare in un codice tutti i documenti e gli atti importanti della storia del Comune. Tra questi venne ricopiato anche il De ficto dando domino pape che verte, appunto, sulla donazione della chiesa, destinata a divenire cattedrale, sulla fedeltà della città al papa e sulla istituzione di una tassa da versare ogni anno il giorno di San Martino.
Nel gennaio dell'anno 1170, i consoli della città, Rufino Bianchi e Guglielmo de Bergasce, acquistarono un terreno sul quale costruire la chiesa. I due alessandrini - in rappresentanza delle nuove istituzioni civiche, i consules e il populus - donarono l'area acquistata, una volta giunti alla corte pontificia di Benevento, a papa Alessandro III: «Deo, & Beato Pietro, & vobis prefato D. Papæ Alexandro [...] in perpetuum terram proprii juris nostri, quæ est infra prædictam civitatem quam populus ipsius ad costituendam sibi ecclesiam emit [...]».
L'atto redatto in questa circostanza si articola in quattro sezioni principali:
- viene presentato un elenco dei cardinali e dei diaconi che presenziavano alla corte papale durante la stesura del documento;
- i consoli effettuarono una donazione, impiegando la formula feudale della donatio per fustem, che prevedeva la consegna di un giovane albero come simbolo dell'investitura. La donazione riguardava un'area destinata alla costruzione di una chiesa maggiore, intesa come fulcro religioso e rappresentativo dell'intero Comune, distinta dalle altre chiese esistenti nelle curtes di Rovereto, Gamondio, Marengo e Bergoglio;
- si descrive la ripartizione del censo annuo che la città avrebbe versato alla Sede Apostolica, un impegno finanziario documentato nel Liber Censuum e da saldare ogni anno nella festività di san Martino. La distribuzione del carico fiscale, che sembra sia stata oggetto di diverse interpretazioni, prevedeva che tre quarti del totale fossero forniti dalle classi sociali dei milites, dei mercatores e dei possessores, mentre il quarto rimanente sarebbe stato a carico delle fasce meno agiate della popolazione. Tale disposizione sottolinea implicitamente il diritto della futura cattedrale alla riscossione delle decime;
- l'atto si conclude con un giuramento di fedeltà alla Chiesa romana, formalizzato tramite l'imposizione delle mani.
Di seguito il testo originale in latino della donazione e la sua traduzione:
| (LA) «In nomine domini. Anno dominice incarnacionis Millesimo centesimo sexagesimo nono et undecimo pontificatus domini nostri Alexandri tertii summi pontificis et universalis pape, mensi ianuario tercia indicione. Nos Rufinus blancus et Willelmus de bergasce, consules de civitate Alexandrie notum facimus quidem in presencia dominorum bernardi portuensis episcopi Ubaldi tituli sancte crucis, Iohannis tituli sanctorum iohannis et pauli, Ildeprandi tituli basilice duodecim apostolorum, Iohannis tituli sancte anestaxie, Alberti tituli sancti laurencii in lucina, Guillelmi tituli sancti petri a vincula, Bosci tituli sancte potenciane, Petri tituli sancti laurencii in damaso, Iohannis tituli marcii, Teodini tituli sancti vitalis presbiterorum cardinalium et Iacinalii sancte marie in cosmidin, Cencii sancti adriani, Mainfredi sancti georgii, Ugonis sancti eustachii, et Petri sancte marie in aquiro diaconorum cardinalium et subscriptorum testium qui ad hoc rogati venerunt, Petri videlicet Sarazeni senescalchi, Iohannis Ancille Dei seneschalchi, Petri buticularii, Alberti et Albertinelli ostiariorum, ex parte omnium consulum et populi predicte civitatis per fustes offerimus deo et beato petro et vobis prefacto domino nostro pape Alexandro vestrisque catholicis successoribus sancteque romane ecclesie in perpetuum terram scilicet proprii iuris nostri que est infra predictam civitatem quam populus ipsius civitatis ad constituendam ibi ecclesiam emit. Et per eandem investituram volumus terram ipsam omni tempore romane ecclesie iure proprietario pertinere. Preterea de comuni conscilio Consulum et totius populi mandato militum domos et mercatorum et quorum facultas videbitur sufficiens ad boves abendos de singulis domibus tres denarios quidem terre in festo beati Martini exsolvent singulis annis. Ceteri de singulis domibus unus denarius et infra octavas beati Martini solvent ei cui romanus pontifex iusserit. Consules vero qui per tempora ibi constituentur fidelitatem vobis vestrisque successoribus omni occasione et contradicione remota iurabunt. Nos quoque demandato aliorum consulum et populi civitatis vobis fidelitatem fecimus. Et populus quando communiter iurabunt consulibus singulis, scilicet trienniis sicut constitutum est, iurabunt pariter et romano pontifici hoc scriptum quia interfui scripsi. Ego Fulco notarius et scriba sacri beneventiani pallacii. Ego Petrus sarazenus senescalcus Ego Albertinus hostiarius Ego Guiscardus Ego Albertus hostiarius Ego Petrus buticularius Ego Petrus qui dicor ferrarius notarius sacri palatii auctenticum huius instrumenti vidi et legi et ut in illo reperi in hoc scripsi nichil addens vel muttans preter punctum sillabam vel litteram. Ego Willelmus notarius sacri Palatii auctenticum huius instrumenti vidi et legi et subscripsi. Ego Otto notarius sacri Palatii auctenticum huius instrumenti vidi et legi et subscripsi.» | (IT) «Nel nome del Signore. L’anno dall’incarnazione millecentosettanta, undicesimo del pontificato del nostro signore il sommo pontefice e papa universale Alessandro III, nel mese di gennaio, indizione terza. Noi, Rufino Bianchi e Guglielmo di Bergasce, consoli della città di Alessandria - in presenza dei cardinali Bernardo vescovo portuense, Ubaldo del titolo di Santa Croce, Giovanni del titolo dei Santi Giovanni e Paolo, Ildebrando del titolo della Basilica dei dodici apostoli, Giovanni del titolo di Santa Anastasia, Alberto del titolo di San Lorenzo in Lucina, Guglielmo del titolo di San Pietro in Vincoli, Bosco del titolo di Santa Podenziana, Pietro del titolo di San Lorenzo in Damaso, Giovanni del titolo di San Marco, Teodino del titolo di San Vitale, con i diaconi Iacinale di Santa Maria in Cosmedin, Cencio di Sant’Adriano, Mainfredo di San Giorgio, Ugone di Sant’Eustachio, e Pietro di Santa Maria in Aquiro, e con i testimoni sottoscritti che furono chiamati per rogare quest’atto, cioè Pietro Saraceno siniscalco, Giovanni Ancilla Dei siniscalco, Pietro Buticulario, gli ostiari Alberto e Albertinello - da parte dei Consoli e del Popolo della predetta Città, offriamo “per fustes” e in perpetuo a Dio, al Beato Pietro, a Voi nostro signore Papa Alessandro e ai vostri successori e alla Santa Chiesa Romana, il terreno di nostro pieno diritto che si trova entro la predetta Città e che il popolo della stessa ha acquistato per costituirvi una chiesa. Mediante la stessa investitura vogliamo che detta terra permanga di proprietà della Chiesa di Roma per sempre. Inoltre, in base al volere congiuntamente espresso dai Consoli e dal Popolo, [stabiliamo che] i milites, i mercatores e tutti coloro che possiedono bovini, per ogni casa di proprietà, dovranno pagare ogni anno alla festa di San Martino la somma di tre denari per questa terra; gli altri, per ogni casa di proprietà, un denaro, che pagheranno entro l’ottava di San Martino a chi sarà incaricato dal romano pontefice. I Consoli di volta in volta in carica giureranno inoltre fedeltà a voi e ai vostri successori in ogni circostanza e senza alcuna contraddizione. Quanto a noi stessi, dichiariamo la nostra fedeltà in base al mandato degli altri Consoli e del Popolo della Città. E il Popolo, quando i singoli Consoli presteranno il loro giuramento, cioè ogni tre anni come è stabilito, giurerà parimenti al romano pontefice ciò che è stato trascritto qui. Io, Folco, notaio e scriba del sacro palazzo di Benevento, Io, Pietro Saraceno, siniscalco, Io, Albertino, ostiario, Io, Guiscardo, Io, Alberto, ostiario, Io, Pietro, buticolario, Io Pietro, detto Ferrario, notaio del Sacro Palazzo, ho visto e letto l’originale di quest’atto e ciò che in esso ho reperito ho trascritto qui, senza aggiungere, togliere o mutare nulla, né un punto, né una lettera, né una sillaba. Io Guglielmo, notaio del Sacro Palazzo, ho visto, letto e sottoscritto l’originale di questo testo. Io, Ottone, notaio del Sacro Palazzo, ho visto, letto e sottoscritto l’originale di questo testo.» |
| (Liber Crucis, pp. 93, 94) | |

Con il rapporto privilegiato venutosi a creare con la Santa Sede e con papa Alessandro III, evocando il precedente storico della donazione di Costantino, legittimava - di fatto - l'esistenza del Comune di Alessandria, e ne definiva lo status di signoria feudale sotto l'autorità del pontefice. Con ogni probabilità, la città di Alessandria ebbe inoltre il privilegio della concessione del "Vexillum Beati Petri", lo stendardo con croce bianca in campo rosso, simbolo della protezione papale, che il pontefice concesse personalmente.

#### Nascita della diocesi
Su richiesta dell’arcivescovo di Milano, Galdino della Sala, dei consoli di Milano e dei rettori di Lombardia e della Marca obertenga, nell'anno 1175, e quindi a chiesa quasi ultimata, il papa conferisce alla città lo ius episcopale: Alessandria divenne diocesi. Come si è scritto, la creazione della diocesi non fu semplice, il territorio della civitas nova e degli octo loci era interessato dalla presenza di cinque diocesi molto antiche e consolidate: Milano, a cui apparteneva Bergoglio; Pavia a cui apparteneva Rovereto; Tortona, a cui appartenevano Gamondio e Marengo; Asti, a cui appartenevano Quargnento, Solero e Oviglio; Acqui, a cui apparteneva Foro. A tutto ciò va aggiunto che san Pietro in Ciel d’Oro di Pavia, e altri importanti istituti religiosi, vantava diritti e i possessi sul territorio.
Il conferimento dello jus episcopale lo si ha grazie alla scoperta della lettera pontifica conservata nel "Codice 5077" della Biblioteca nazionale austriaca. Il documento fu pubblicato per la prima volta nel 1891 da Anton Chroust e successivamente incluso nei registri papali da Paul Fridolin Kehr nel 1913. Il Codice 5077 è classificato come un formulario, ossia una raccolta di copie di documenti originali trascritti per servire da modello ai funzionari della cancelleria papale durante la redazione di nuovi atti. I documenti nel codice coprono un arco temporale che va dal 1102 al 1416, e la sua compilazione è datata al XV secolo. Nonostante le ricerche, l'originale di tale lettera non è stato trovato nell'Archivio apostolico vaticano.
Papa Alessandro III onora con la dignità pontificale «la chiesa e la città che è stata costituita in onore di San Pietro e per utilità e gloria di tutta la Lombardia». Primo vescovo eletto per la neonata diocesi di Alessandria fu il suddiacono della chiesa romana Arduino (o Ardoardo). La creazione della diocesi includeva l'assegnazione di diritti episcopali su tutte le chiese e cappelle nei borghi da cui gli abitanti si erano trasferiti per fondare la nuova città. Questi luoghi — Quargnento, Solero, Oviglio, Foro, Bergoglio, Rovereto, Marengo e Gamondio — insieme alle pievi di Masio, Ponto, Cassine e Retorto, delineavano i confini della nuova circoscrizione diocesana. La transizione dell'obbedienza religiosa dei cittadini dai loro precedenti vescovi al nuovo vescovo di Alessandria non fu priva di tensioni, specialmente con la vicina diocesi di Acqui, con la quale i conflitti durarono quasi due secoli. Il documento stabiliva anche l'appartenenza della nuova chiesa locale alla circoscrizione ecclesiastica ambrosiana, sotto l'autorità dell'arcivescovo di Milano, dunque la diocesi di Alessandria è resa suffraganea dell'arcidiocesi di Milano, e lo rimase fino al primo Ottocento.
Successivamente, con il breve apostolico De novitate del 30 gennaio 1176 Alessandro III si scusa di aver eletto motu proprio il vescovo e dichiara che questo non deve pregiudicare, in futuro, il diritto di nomina che spetta al capitolo della cattedrale.
Di seguito il testo originale in latino e la sua traduzione:
| (LA) «Allexander episcopus servus servorum dei dilectis filiis consulibus et universo clero et populo Allexandriæ salutem etc. Sacrosanctæ Romanæ ecclesiæ celesti privilegio sibi collato semper licuit semperque licebit episcopales sedes divisas coniungere et coniunctas pro temporis necessitate dividere et in illis locis, in quibus nunquam episcopatus fuisse noscuntur, exigente et necessitate et utilitate, (f. 76’) episcopos ordinare. Sanctum enim Sardicense concilium statuit non passim episcopum ordinari, nisi aut in civitatibus, que episcopos habuerunt, aut que tam populose sunt, ut episcopum habere mereantur. Inde est, quod cognito vestro desiderio, quod nobis sæpe aperuistis totis affectibus exorantes, ut civitatem vestram pontificali dignitate decoraremus, ne defectum ecclesiasticorum sacramentorum sustineretis, recepta quoque instantissima petitione venerabilis fratris nostri Galdini archiepiscopi Apostolicæ Sedis legati, et consulum Mediolanensium necnon etiam rectorum Lombardiæ et Marchiæ, post habitam multam deliberationem de communi fratrum nostrorum consilio, ecclesiam et civitatem vestram, que in honorem beati Petri et ad profectum et exaltationem totius Lombardiæ edificata est, pontificali dignitate decoramus et dilecto filio Arduino subdiacono nostro, quem utique moribus et sanguine nobilem et litteratum scientia decoratum vobis in episcopum et pastorem concessimus, et successoribus eius ius episcopale in omnibus ecclesiis et cappellis castrorum et villarum, quarum habitatores ad habitandum in civitate vestra venerant, cuiuscumque hactenus fuerint, et nominatim Quernenti, Solor, Burgolii, Uville, Fori, Roboreti, Marengi et Gamundi, quorum habitatores Alexandriam inhabitare tenentur, perpetuo tradimus concedimus et auctoritate apostolica confirmamus. Statuentes, ut cuncti clerici et laici omnium prædictorum locorum ei obœdiant et de decimis et de omni pontificali iure tamquam proprio pastori respondeant; sicut solebant episcopis suis respondere, ita quod laici decimas non debeant ulterius in feodo vel alio titulo possidere. Prohibemus etiam, ne clerici extra Alexandriam, in aliquo supradictorum locorum, donec persecutio Friderici dicti Imperatoris duraverit, missas vel sepulturas, baptismus vel alia divina officia celebrare præsumant. Præterea plebem de Masio, cum omnibus pertinentiis suis, plebem de Ponto cum omnibus capellis et pertinentiis suis, post mortem venerabilis fratris nostri Petri Papiensis Episcopi, plebem de Cassinis cum omnibus capellis et pertinentiis suis et plebem de Porta similiter ecclesie vestre duximus concedendas. Volumus autem, ut predictus electus a venerabili fratri nostro Galdino Mediolanensi Archiepiscopo, Apostolicæ Sedis legato, in diaconum et presbyterum ordinent35et de manu eius munus consecrationis percipiat et tam ipse quam successores ipsius ei et successoribus suis tamquam metropolitanis suis debitam obœdentiam exhibeant et honorem, sicut alii suffraganei Mediolanensis ecclesiæ facere noscuntur. Decernimus ergo, quod nulli omnino hominum liceat prefatam ecclesiam temere perturbare aut eius possessiones auferre aut ablatas retinere minuere aut quibuslibet molestiis fatigare, sed omnia integra (f. 77) et illibata serventur eorum, pro quorum gubernatione ac sustentatione concessa sunt usibus omnimodis profutura, salva sedis apostolice auctoritate37et Mediolanensis archiepiscopi canonica reverentia. Si qua igitur in futurum ecclesiastica secularisve persona hanc nostre constitutionis paginam sciens contra eam temere venire temptaverit, secundo tertiove commonita nisi reatum suum digna satisfactione correxerit, potestatis honorisque sui dignitate careat reamque se divino iudicio existere et a sanguine dei et domini redemptoris nostri Iesu Christi aliena fiat atque in extremo examine districte ultioni subiaceat. Cunctis autem eidem loco sua iura servantibus sit pax domini nostri Iesu Christi, quatenus hic fructum bone actionis percipiant et apud districtum iudicem premia eterne pacis inveniant. Amen.» | (IT) «Alessandro vescovo, servo dei servi di Dio, saluta i diletti figli consoli e tutto il clero e il popolo di Alessandria. Alla sacrosanta chiesa romana grazie al privilegio celeste a essa conferito è stato e sarà sempre lecito congiungere sedi episcopali divise e dividere sedi congiunte, a seconda delle necessità del momento, e in quei luoghi in cui non vi sono mai stati episcopati crearne, qualora ciò sia richiesto dalla necessità e dall’utilità. Il concilio di Sardi ha stabilito infatti che non si possano creare vescovi se non nelle città in cui vi furono in passato o nelle città che sono diventate tanto popolose da meritare la creazione di un vescovo. Da ciò consegue che, conosciuto il vostro desiderio, spesse volte manifestatoci con accorate suppliche, di onorare la vostra città della dignità apostolica affinché non doveste subire la mancanza di sacramenti ecclesiastici, ricevuta anche l’insistente richiesta del venerabile arcivescovo Galdino, nostro confratello e delegato della santa sede, e dei consoli di Milano e dei rettori della Lombardia e della Marca, dopo lunga riflessione sulla unanime volontà dei nostri confratelli, stabiliamo di onorare la vostra chiesa e la vostra comunità cittadina, costituita in onore di san Pietro e per l’utilità e la gloria di tutta la Lombardia, con la dignità episcopale e al nostro diletto figlio Arduino, nobile per costumi e nascita e colto, che vi abbiamo concesso per vescovo e pastore, e ai suoi successori affidiamo, concediamo e confermiamo per sempre in virtù dell’autorità apostolica il diritto episcopale in tutte le chiese e le cappelle dei castelli e villaggi i cui abitanti si sono trasferiti per abitare nella vostra città [nuova], da chiunque dipendessero in passato, cioè Quargnento, Solero, Bergoglio, Oviglio, Foro, Rovereto, Marengo e Gamondio: gli abitanti di questi luoghi sono tenuti ad avere residenza in Alessandria e tutti i chierici e i laici dei medesimi luoghi obbediranno al vescovo come al loro pastore, nel modo in cui erano soliti fare ai vescovi delle loro precedenti diocesi, così che i laici non debbano più in futuro detenere le decime né in feudo né a diverso titolo. Vietiamo inoltre ai chierici, finché durerà la persecuzione di Federico imperatore, di celebrare messe, sepolture, battesimi e gli uffici divini fuori della città di Alessandria in qualcuno dei luoghi suddetti. Allo stesso modo concediamo alla vostra chiesa le pievi di Masio, con tutte le sue pertinenze, di Ponto con le sue cappelle e pertinenze (dopo la morte del nostro venerabile fratello Pietro, vescovo di Pavia), di Cassine con le sue cappelle, e di Porta. Vogliamo che l’eletto Arduino riceva l’ordinazione a diacono e quella sacerdotale dal nostro venerabile fratello Galdino, arcivescovo di Milano e legato della Sede Apostolica, e dalle mani di questi ottenga anche il dono della consacrazione. Disponiamo inoltre che tanto lui quanto i suoi successori debbano obbedienza e onore ai vescovi metropolitani, così come fanno gli altri suffraganei della chiesa milanese. Stabiliamo infine che a nessuno sia lecito turbare la chiesa di Alessandria nei suoi possessi o sottrarglieli, oppure – qualora le fossero sottratti – trattenerli, ridurli o sottoporli a qualunque molestia; tutti i suoi beni dovranno essere conservati integri a disposizione unicamente per conseguire scopi di governo e sostentamento, fatta salva l’autorità della Sede Apostolica e l’osservanza canonica dovuta all’arcivescovo di Milano. Se in futuro alcun ecclesiastico o laico, a conoscenza di questa nostra decisione, tenterà di opporvisi e, dopo la seconda o terza ammonizione, non avrà dato degna soddisfazione del reato commesso, sia privato di ogni potere ed onore, e venga rimosso dalla comunione col sangue del divino redentore e sottoposto al castigo finale nel giorno del giudizio. Tutti coloro che invece ne rispetteranno i diritti ricevano la pace di nostro Signore Gesù Cristo per poter ottenere il frutto della buona azione e il premio dell’eterna pace presso il Giudice Supremo. Amen.» |
| (Codice 5077) | |

Dell'edificio romanico originario nulla si sa nulla e nulla è giunto di rappresentazioni iconografiche. Come si scriverà più avanti, si possono notare alcuni particolari che raccontano una storia di interventi sicuramente di rilievo ma che non hanno snaturato totalmente l'origine del costruito.

### XIII secolo: ampliamenti

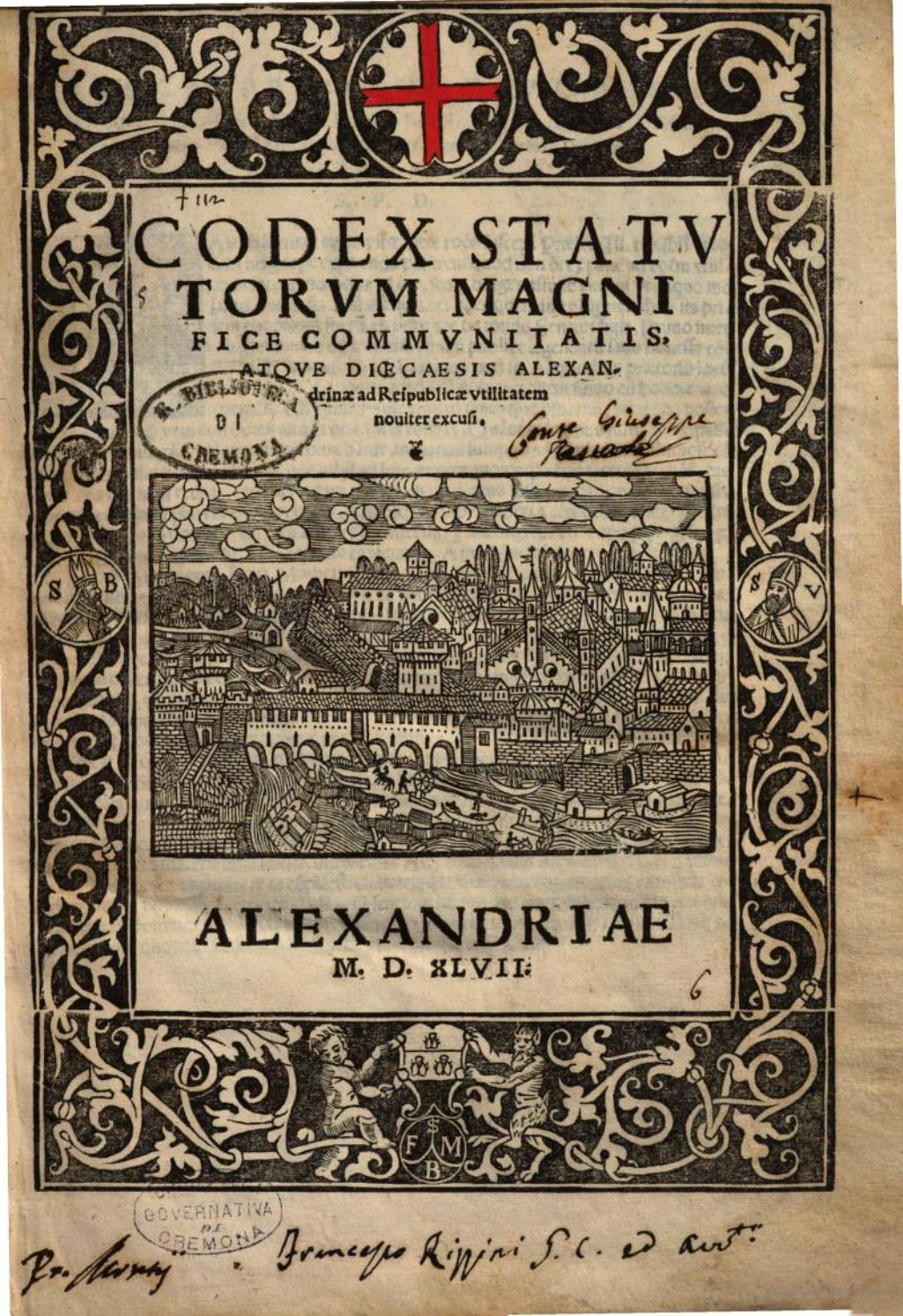
Bartolomeo da San Lazzaro detto "dell'Intaglio", Codex Statutorum Magnifice Communitatis Atque Diœcæsis Alexandrinæ, frontespizio, Xilografia, impresso in-folio in Alessandria per Francesco Moscheni e fratelli nel 1547.

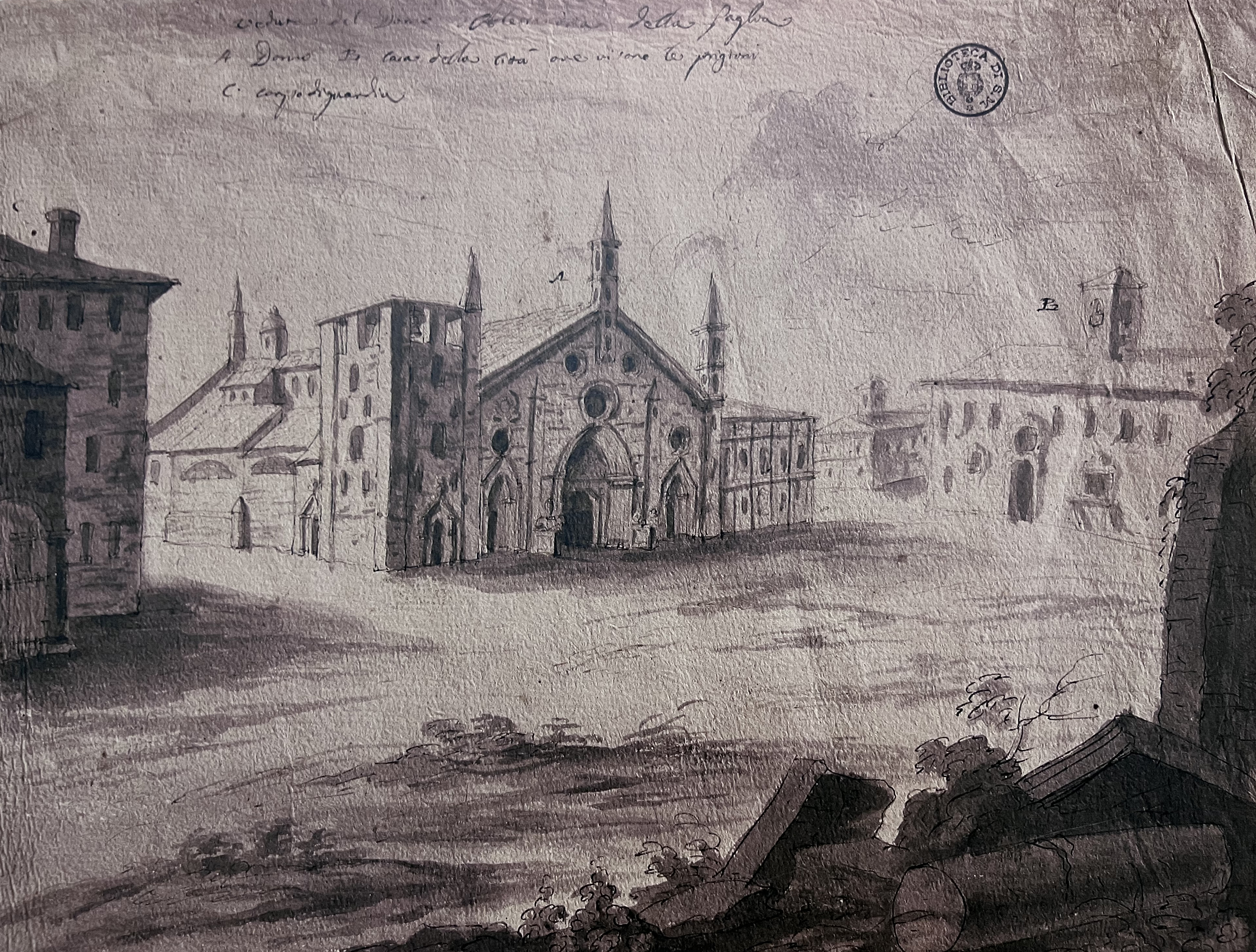
Anonimo, Veduta del domo d'Alessandria della Paglia, acquerello, metà XVIII secolo, Biblioteca Reale di Torino. Il disegno contestualizza la cattedrale nella platea major.

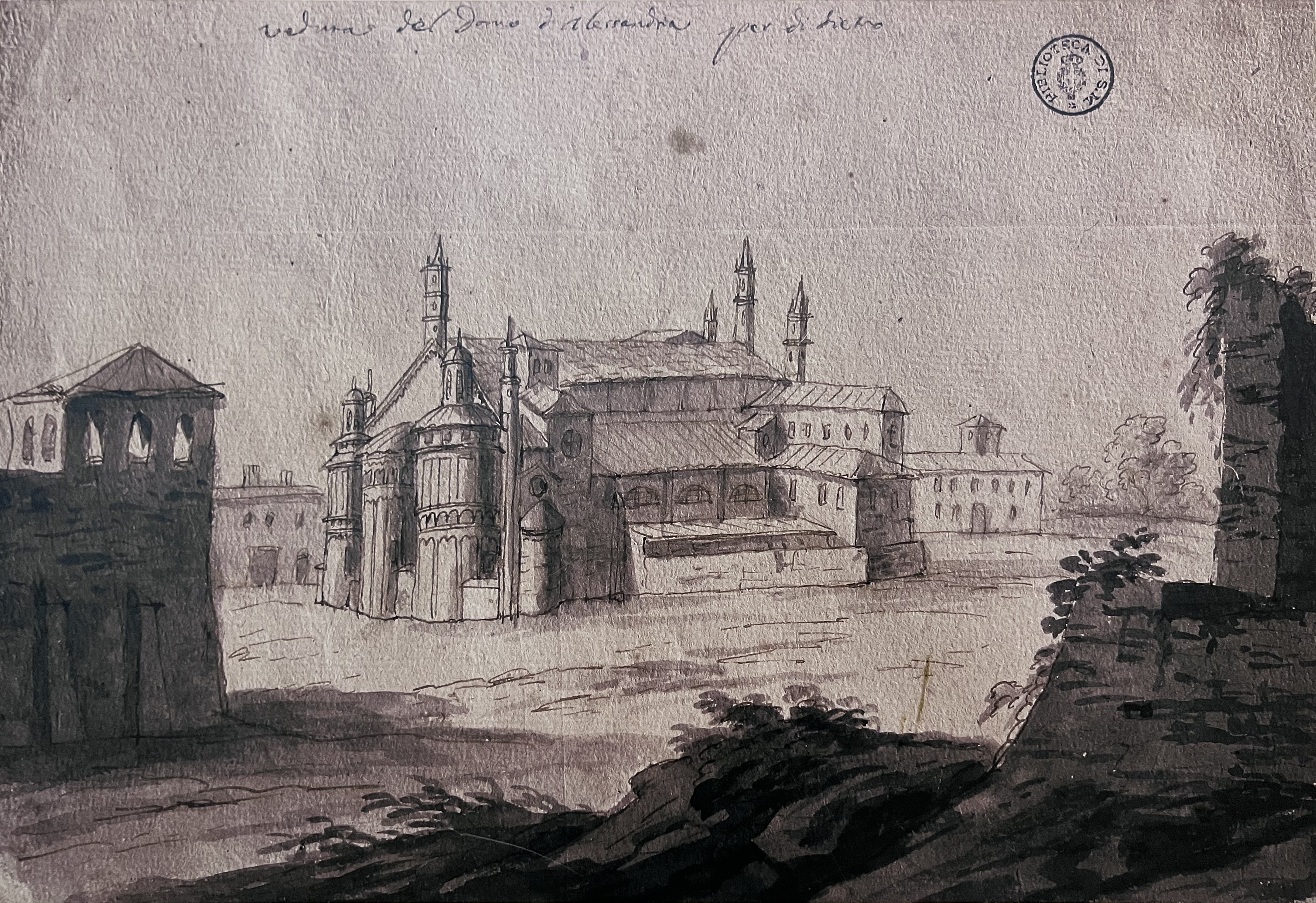
Anonimo, Veduta del domo d'Alessandria per di dietro, ibidem. È raffigurata la zona absidale composta dalle consuete absidi a tracciato semicircolare.

Nel contesto della storia architettonica della cattedrale, il XIII secolo segna un periodo di significativi interventi strutturali, come evidenziato dalla documentazione storica e dalle modifiche architettoniche dell'edificio. Questa fase di lavori è testimoniata da fonti contemporanee e da interpretazioni storiografiche successive che offrono una visione dettagliata dell'evoluzione della cattedrale.
Nella prima metà del XIII secolo, documenti attestano l'esigenza di interventi rilevanti, come indicato dall'espressione «occasione faciendi tiburium dicta ecclesiæ», per sostenere le quali vi fu un raddoppio dei contributi annuali alla Fabbrica della cattedrale: « [...] ordinamus, quod talia nunc ultimo ordinata, sive donum majoris ecclesiæ Alexandriæ, quæ, & quod fieri, & imponi debet omni anno pro laborerio, & fabrica ipsius ecclesiæ, duplicetur, & duplicari, & duplicata solvi debeat [...] ». Il termine tiburium in quel periodo potrebbe indicare una copertura o, più modernamente, una torre campanaria sopra la crociera presbiteriale.
Altri interventi, più consistenti, sono stati identificati verso la fine del XIII secolo ad opera del faber et architectus Ruffino Bottino da Casale. I lavori citati furono preceduti, nel triennio 1289-1292, da una fitta corrispondenza e un breve per la concessione di indulgenze per chi «manus porrexerint adjutrices alla Fabbrica della cattedrale, che fossero in opere, o donazioni, o legati.

A testimonianza di questi ultimi e più corposi lavori in cattedrale, si ha notizia grazie anche ad un’epigrafe commemorativa incisa su una lastra e posta all'interno dell'edificio, «Indictione nona Templum majus Civitatis per Magistrum Ruffinum Bottinum Casalensem, ut legitur in inscriptione fornicis, perficitur»:

 La lastra commemorativa è oggetto di divergenze interpretative tra Lumelli, che la localizza presso l'entrata, e Schiavina - probabilmente più correttamente - nel presbiterio, indicando l'ambiguità dell'intervento di Ruffino Bottino la cui precisa collocazione potrebbe chiarire l'entità del suo contributo.
Gli annalisti e storici successivi hanno spesso esagerato il grado di intervento sulla cattedrale, celebrandolo come un significativo ingrandimento o addirittura una ricostruzione, nonostante le indicazioni di mantenimento delle strutture preesistenti. Una perizia dell'architetto Giuseppe Caselli del 28 gennaio 1803 analizza la torre civica, iniziata nel 1292 ma rimasta incompiuta per lungo tempo, stabilendo che essa fosse successiva alla chiesa, collegata esternamente dalla facciata ma claramente posteriore: « [...] L'estremità della Facciata verso mezzanotte vedesi per quanto compare esternamente in costruzione collegata con detta Torre, o Campanile da alto in basso, anzi circondata quasi per intiero la piccola Guglia all'estremità di detta Facciata, dal Pilastrone a angolo di detto Campanile, tra Ponente verso Piazza e mezzodì verso l'interno del Duomo suddetto, deducendosi con ciò essere detto Campanile di posteriore data di detto Duomo, e facciata»..
Pietro Casalini fornisce una pianta dettagliata della cattedrale a tre navate, con cappelle e sacrestie aggiunte dopo la fondazione romanica del XII secolo e la ristrutturazione gotica di fine XIII secolo. L'architettura interna evidenzia un sistema di sostegni alternati, stilisticamente desueti per l'epoca, che influenzano la modulazione dello spazio interno con campate maggiori nella navata centrale e minori nelle navate laterali, tutte coperte a crociera (26). La disposizione è interrotta nel presbiterio, insolitamente rettangolare e preceduto da una campata mediana, la presumibile ubicazione del tiburio.
Grazie al suo rilievo, da alcuni segnali costruttivi intellegibili dalle testimonianze scritte, dall'esperienza maturata con lo studio comparato di molti altri manufatti coevi, si evince quindi, come già si è accennato, che da un lato l'opera sia stata sì rimodellata nella sua struttura formale interna, ma dall'altro abbia conservato l'impostazione originaria romanica. L’impianto è basilicale, suddiviso da pilastri alternativamente polistili – i maggiori – del tipo cosiddetto "milanese" e cilindrici, secondo un sistema costruttivo che già nel XIII secolo risultava desueto; i tre absidi tondeggianti in luogo della più "contemporanea" modalità poligonale. In conclusione, questi ed altri aspetti inducono dunque a pensare ad un sostanziale mantenimento dell'ossatura primaria.
Nel contesto architettonico della cattedrale, emerge un'interessante disamina delle strutture che si riflettono nei documenti grafici custoditi presso la Biblioteca Reale di Torino. Questi disegni, due in numero raffigurati qui a fianco, offrono prospettive distintive dell'edificio: una raffigurazione frontale pone in evidenza la facciata principale e la torre civica, mentre l'altra illustra il retro della cattedrale con particolare attenzione alle absidi. Si osserva che le modifiche apportate nel corso dei secoli non solo rispettavano la struttura originale, ma introducevano elementi estetici e funzionali contemporanei.
All'esterno, la facciata mostra un opus mixtum con fasce alternate di cotto e pietra, tipico del periodo e della regione, configurata con un tetto a capanna punteggiato da occhi di illuminazione. Elementi più tardivi, come torrette-pinnacoli e portali archiacuti, si fanno notare, specificamente il portale principale descritto nel disegno summenzionato, documentando la sua costruzione più tarda rispetto all'originale protiro. La modifca del portale è ricordata da un'epigrafe: «Hoc Opus Huius Portæ Perfectum Fuit / Per Inocentium De Petrobono / Tempore M(assarii?) Thomæ Pederanæ / Maioris Ecclesiæ S. Petri De Alexandria / MCCCXXXIIII. Die Sexta Mensis Aprilis».
Nel secondo disegno si notano le porzioni medievali delle absidi, escluse le aggiunte e sopraelevazioni più tarde che si presumono risalire al tardo Cinquecento o all'inizio del Seicento, indicano chiare influenze romaniche piuttosto che gotiche. Questo è evidente nella gestione delle superfici convesse, che sono scandite da sottili lesene. Anche le tipologie di archeggiature presenti sui coronamenti e la configurazione della loggetta superiore dell'abside centrale riflettono questa tendenza, confermando una prevalenza dello stile romanico nelle strutture più antiche dell'edificio.
Questa analisi dettagliata delle caratteristiche architettoniche consente di comprendere meglio le fasi di sviluppo storico e stilistico della cattedrale, arricchendo la narrazione storico-artistica dell'edificio e fornendo un contributo significativo alla comprensione della sua evoluzione.

### XIV e XV secolo
Le cappelle laterali che si trovano lungo i due fianchi della cattedrale hanno rappresentato un interessante esempio di evoluzione architettonica e artistica legata sia alle dinamiche sociali sia a quelle religiose della città tra il XIV e il XV secolo. Originariamente, queste cappelle non erano disposte con la regolarità che si può osservare nelle rappresentazioni attuali della pianta della cattedrale. La loro costruzione è stata progressiva e spesso rispondente alle esigenze e ai finanziamenti delle più influenti famiglie alessandrine, le quali detenevano il patronato di tali spazi sacri.
Nel XV secolo, la cattedrale di Alessandria vide l'aggiunta di alcune cappelle laterali, che arricchirono il complesso architettonico e spirituale. Tra queste, la cappella di santa Caterina fu eretta nel 1434 dalla famiglia Ghilini, seguita dalla cappella di san Silvestro, fondata nel 1452 da Guglielmo Baschiazza. Questi sviluppi riflettono l'intensa attività di patronato e devozione religiosa del periodo, evidenziando il ruolo centrale della cattedrale nella vita comunitaria e spirituale di Alessandria.
Tra il 1478 e il 1484 fu realizzato, all'interno della cattedrale, il monumento funerario del vescovo Marco Cattaneo de' Capitaneis, vescovo di Alessandria. Questo altorilievo è ancora visibile presso il corridoio di accesso alla sagrestia del nuovo duomo. L'opera è rilevante per la scultura funeraria del periodo e per la sua espressività artistica e devozionale.

### XVI secolo
L'avvio del nuovo periodo di interventi sulla cattedrale, coincidente con l'ultimo quarto del XVI secolo, risponde a esigenze di adeguamento ai dettami emessi dal Concilio di Trento e dai successivi Concili Provinciali di Milano, finalizzati al decoro e alla funzionalità degli edifici sacri. Una fase di notevole attività costruttiva si verifica in particolare dopo le indicazioni fornite dalla visita apostolica di Gerolamo Ragazzoni, svolta tra il 22 settembre e il 7 novembre 1576. Mons. Ragazzoni, noto per il suo rigore, intervenne decisamente contro le prassi ritenute obsolete o inappropriatamente trascurate, come evidenziato dalla sua azione risolutiva nei confronti degli altari trascurati e indebitamente collocati, che erano spesso accostati l'uno all'altro o addossati ai pilastri della chiesa, costituendo piccoli focolai di devozione privata e fonti di entrate limitate.
Durante la visita pastorale di Girolamo Gallarati del 1565, vennero censiti fino a trenta di questi altari, mentre molti tra essi furono smantellati nella successiva visita del 1593/1594, condotta da Gerolamo Confalonieri per conto del vescovo Ottavio Paravicini. Il delegato apostolico annotò specificatamente la rimozione degli altari, ordinata dal visitatore apostolico, perché inadeguatamente integrati con le strutture portanti o collocati in posizioni scomode: «Advertendum porro est quod Altaria [...] demolita fuerunt iussu R. mi d.ni Visitatoris Apostolici, quod adhærerent et affixa columnis Ecclesiæ essent, atque alijs locis incomodis».
Le opere di maggiore rilievo iniziarono nel luglio del 1585, «Julio mense, templum maximum Alexandriæ, quod jam situ, et vetustate obsoleverat, renovari cœptum est», all'inizio dell'episcopato del futuro cardinale Parravicini, e si estesero per almeno un paio di anni, «Eodem anno templum maximum D. Petri Alexandriæ prius cariosum, et obsolescens ob vetustatem, in illud, quod specitur, specimen, et concinnitatem [reficitur (?)], impensa partim fabricæ ipsius templi, partim Octavii Episcopi, et partim Canonicorum Collegii. Fanum D. Josephi, quod jam pridem cœptum fuerat, pecuniæ egestate imperfectum hactenus mansit, Octavius Episcopus ex aliquot ipsius templi censibus absolvendum curavit.». Anche Ghilini fornisce una testimonianza dei lavori di quegli anni: «Si fece quest'anno un abbellimento necessario al Duomo di Alessandria: poiché essendo per sua antichità divenuto nero, s'imbiancò, e dipinse conforme à questi giorni nostri si vede.». Tali lavori risultarono sostanzialmente completati nel 1591, come Parravicini stesso riportò nella sua relazione durante la visita ad limina: «Cathedralem squalidam, et omnino inornatam reperij, quam decentissimam reddidi, pavimentum construxi, universam intus renovatam pingere jeci, fenestras omnes vitreas in modernam formam redegi, luminosam reddidi, capellas omnes restitui».

### XVII secolo
Nel corso del primo trentennio del XVII secolo, la comunità e il vescovo unirono le loro forze per finanziare il completamento della Torre civica, attigua alla facciata della cattedrale. Come indicato nella sezione di riferimento di questa voce, i lavori, interrotti per trecento anni circa, furono ripresi nel 1608. Per quanto concerte l'architettura interna della chiesa, si registrano altri interventi significativi nel corso dello stesso periodo. Tra questi, spicca sicuramente la ricostruzione interna della cappella della Madonna della Salve, completata intorno al 1649 come descritto nella sezione dedicata.
Verso la fine del secolo, l'attenzione si spostò verso le sagrestie. In particolare, nel 1679 fu costruita la sagrestia di san Giuseppe, che venne decorata due anni dopo dall'estro dello stuccatore Gian Maria Aliprandi e dal pittore Pietro Bianchi, entrambi originari di Como.. Successivamente, intorno al 1695, fu ricostruita in una forma più raffinata la nuova sagrestia situata sul lato settentrionale, in sostituzione di una preesistente struttura demolita per l'occasione: «Fu demolita e rifatta in forma migliore la sagrestia antica e aggiungiamo anche fornita de' suoi banchi ad uso de' capitolari [...] ». C'erano anche piani per una terza sagrestia che sarebbe dovuta sorgere vicino alla cappella di san Liborio, sul lato sud-orientale della chiesa. Tuttavia, questi progetti furono abbandonati a causa delle numerose opposizioni, nonostante i costi fossero coperti dall'ingente lascito del vescovo Alberto Mugiasca.
Con i fondi del medesimo lascito, furono finanziati altri lavori significativi, tra cui la ricostruzione dell'altare maggiore. Quest'opera, realizzata in marmo bianco con finissimi intarsi policromi, si conserva, nonostante alcune alterazioni. Nel 1810 l'altare venne collocato nella cappella dell'Immacolata Concezione della nuova Catedrale e le alterazioni sono state dovute alla minore larghezza della cappella rispetto allo spazio del presbiterio dell'antica cattedrale. La consacrazione avvenne nel 1695, come emerge dalla visita pastorale di mons. Giuseppe Tomaso de Rossi: «Visitavit Altare Majus, quod est totum marmoreum, ejusque mensam, seu aram consecratam a n.q. Ill.mo et R.mo DD. Carolo Octaviano Guasco Episcopo Alexandrino die 31 Octobris, ut ex lapide infixo a parte posteriori dicti Altaris versus Chorum sequentem referente Inscriptionem: Hoc Altare Majus consecratum fuit / ab Ill.mo et R.mo D.D. Carolo Octaviano / Guasco Episcopo hujus Civitatis / die 31. 8bris 1695.». Furono inoltre rinnovati gli stalli lignei del coro, che in precedenza erano stati descritti come «fracta, & male composita», testimoniando un continuo impegno nella cura e nel restauro della chiesa.

### XVIII secolo
Nell'ultimo secolo del suo sviluppo, la cattedrale testimoniò un'intensa attività di arricchimento artistico, sostenuta economicamente dalle varie Compagnie costituite nelle singole cappelle. Queste imprese decorative iniziano con l'importante ciclo pittorico realizzato nella cappella di san Giuseppe nel 1713 e nella cappella di sant'Andrea nel 1723. Entrambe le opere furono frutto della collaborazione tra il bolognese Gian Antonio Gioannini, che si occupò delle quadrature, e l'astigiano Giancarlo Aliberti, responsabile per le figure. Proseguendo, nel 1724, la cappella della Salve fu abbellita da affreschi, ancora una volta opera di Gioannini per le quadrature, mentre per le figure fu chiamato Giuseppe Bianchis, originario di Como. Non meno rilevanti furono gli interventi decorativi per eventi speciali, come i due "cartelloni" realizzati in occasione della solennità di san Pietro nel 1769. Questi furono dipinti da Angelo Maria Perucchetti di Como e Francesco Siliprandi di Parma per gli aspetti architettonici e da Felice Andrietti di Alessandria per le figure.
Un'altra notevole aggiunta furono le "macchine", strutture di grande impatto scenografico. Ad esempio, nel 1780, fu commissionato ai fratelli Galliari la realizzazione di un gruppo di tele destinate all'apparato del Santo Sepolcro. L'apparato del Sepolcro aveva suscitato consensi entusiastici: «Sappiamo che stranieri illustri da lontano partirono a bello studio, non trattenuti dai disagi della stagione, per fruire un momento le delizie di questo elegante sfoggio di classica scenografia uscita dal pernello dei fratelli Galliari.». Oltre a queste manifestazioni di splendore, la cattedrale fu oggetto di continui lavori di manutenzione. Le spese di fabbriceria indicano che tali interventi erano sia accurati sia frequenti, interessando le strutture, i tetti, i pavimenti, così come gli arredi marmorei e lignei. La necessità di tali interventi era evidente data l'età avanzata dell'edificio, come emerge da una perizia effettuata dal capo mastro Domenico Caselli il 17 ottobre 1751: « [...] ho visitato detta Chiesa Catedrale si e ritrovatto che il muro della faciatta strapiomba in fori verso la piazza quale si vede due spacature ne muri lateralli della navatta magiore di mezo è marcitta ne primi Archi verso detta faciatta non ostante che tempo fa li ano posto due chiavi che prendono dal muro di detta faciatta sino al primo pilastrone delle due prime Archatte, ma nella di mezo continua di presente marcire con dette spacature [...]». In risposta a queste problematiche, si procedette con solerzia ad irrobustire le murature mediante l'uso di tiranti, a sostituire le parti mobili o a rimuovere quelle irrimediabilmente deteriorate, come i due leoni stilofori sulla facciata, ultimi residui del protiro medievale, rimossi nel 1790.
Nonostante gli sforzi impiegati nella sua conservazione e abbellimento, il destino della cattedrale fu presto segnato in maniera irreversibile, con cambiamenti profondi dettati dalle vicissitudini storiche e dalle decisioni arbitrarie degli uomini.

### XIX secolo

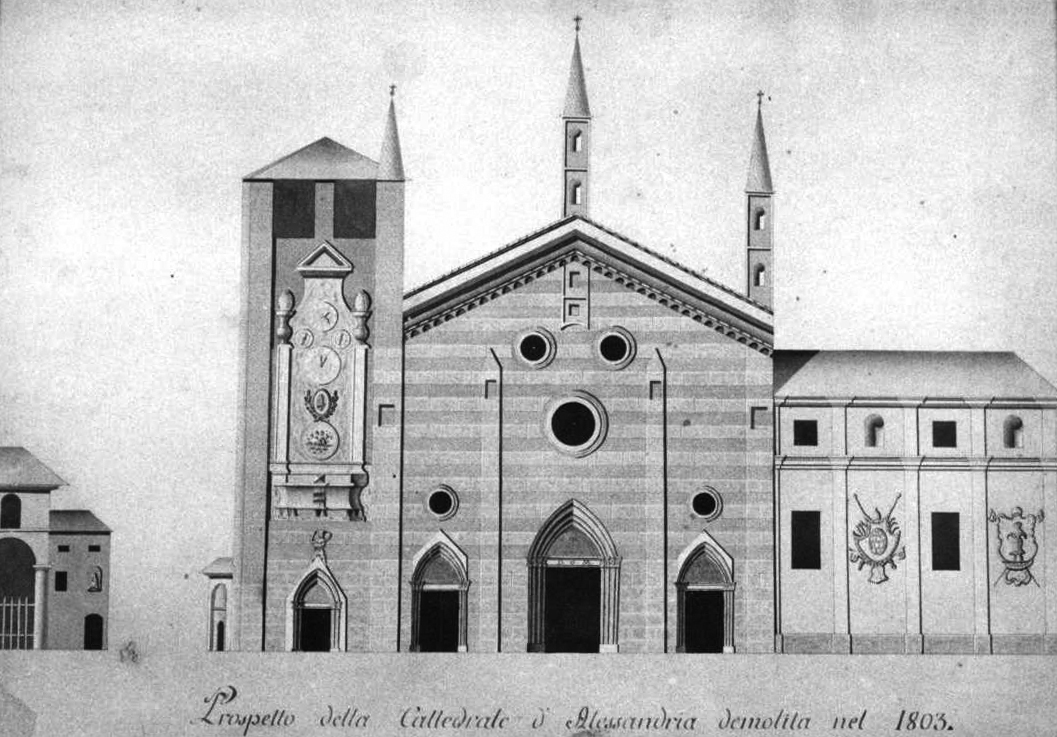
Prospetto della cattedrale, carta bianca, matita, acquerellatura, XIX secolo.

#### Decreto di demolizione
L'antica cattedrale resistette fino agli inizi dell'Ottocento, fino a quando, in pieno regime francese e all'indomani della battaglia di Marengo, Napoleone ne decretò la fine ordinandone la demolizione. Non fu ritenuta idonea, anzi ingombrante, nell'ambito della riorganizzazione funzionale urbana della città voluta dall'imperatore francese.
Fu comunque palese da tempo che la cattedrale di Alessandria fosse destinata alla demolizione, ben prima che il decreto ne sancisse formalmente la fine. Questa sensazione era alimentata da voci contraddittorie, come riportato da un agente della Casa Ferrari il 4 novembre 1802 al marchese Evasio Luigi, confinato nella sua villa nel feudo di Castelnuovo Bormida: «Qui non si sentono Novità. Solo si disse, che s'atterrava il Duomo, ed il Corpo di guardia per ingrandire la piazza, ed avere una Strada dritta, che tendesse ai Bastioni della Cittadella Vecchia, dove si sarebbe continuata in detto sito la Strada sino alla Bormida, ed in diritura del Stradone che va a Marengo. Da molti si dice già decretato a Parigi, ma da altri si dice: Balle».
Il decreto fu infine promulgato il 18 novembre 1802 e spedito da Parigi al Prefetto del dipartimento di Marengo dal ministro delle Finanze il 1º dicembre 1802. Due articoli scarni quanto perentori di un documento sottoscritto da Napoleone, segnarono il destino ultimo della cattedrale:
- Art. 1er. La Cathédrale de la ville d’Aléxandrie qui encombre la place d’Armes sera démolie. Les matériaux seront employés aux fortifications[nota 32];
- Art. 2e. Les Ministres de l’Intérieur, des finances et de la Guerre sont chargés de l’éxécution du présent Arreté[nota 33].

#### Reazioni e deliberazioni locali
Per quanto riguarda le reazioni locali di fronte ad un così drastico provvedimento, i documenti ufficiali non riportano dichiarazioni. Nonostante l'assenza di prove esplicite di collusione tra gli amministratori dell'epoca, emergono chiari segnali di apatia e conformità, probabilmente influenzati dal servilismo e dall'ideologia prevalente. Una testimonianza privata dell'agente di Casa Ferrari, datata 30 dicembre 1802, ci suggerisce che non vi fu alcuno sforzo significativo per cercare e coordinare una soluzione alternativa che potesse mitigare l'impatto sulla città: «Falsa è la nuova sparsa in Cassine che il nostro Duomo sia già chiuso, anzi si spera, che si farà ancora la festa dell'Epifania. Non v'è però da sperare che venghi sospesa l'esecuzione del Decreto, perché non trovasi alcuno, che voglia impegnarsi a tale riguardo essendo grande l'impegno affine venghi atterrato, e almeno reso inservibile».
Per comprendere le reazioni dell'Amministrazione in merito, è sufficiente richiamare il contenuto della delibera approvata durante la seduta del Consiglio Municipale del 28 dicembre 1802, in cui furono nominati i "deputati" incaricati di discutere la questione con il Prefetto: « [...] in ordine al Decreto emanato per l'atterramento del Duomo, considerando, che è questa un'opera, che reca spiacere alla Popolazione di questo Comune, o perché trattasi di fabbrica costrutta sul gusto antico bensì, ma maestosa, o perché li medesimi prediligono questo Tempio a preferenza degli altri, ovvero perché tal sagro Edificio non che il suolo, sul cui è eretto sarebbe proprio del Comune in parte, ed in parte di alcuni Particolari, risolve il Consiglio di deputare, come deputa li Cittadini Consiglieri, [...], acciò [...] si rechino tosto dal Cittadino Prefetto per prendere seco lui quelle intelligenze, e concerti, che stimeranno vantaggiosi al bene del Comune, e di questo Pubblico, conferendo a' tal Deputati le facoltà necessarie, ed opportune, previa protesta, che fa d'essere sommesso all'esecuzione della Legge, e di qualsivoglia Decreto delle Autorità Costituite».
Nonostante esistesse, come è documentato, una certa resistenza all'annuncio della prossima demolizione, questa era espressa principalmente dalla popolazione locale, la quale, ferita nel suo orgoglio civico, si trovava sostanzialmente esclusa, nonostante le proclamate intenzioni di "égalité", dalle decisioni delle élite al potere. Indizi di questo dissenso sono evidenziati dai dispacci inviati dal gran giudice e ministro della Giustizia Claude Régnier e dall'amministratore generale della 27ª divisione militare Louis Charbonnier, provenienti rispettivamente da Parigi e da Torino, datati 23 gennaio 1803. Questi messaggi, indirizzati al prefetto di Marengo e al vescovo di Alessandria, avevano lo scopo di approvare le azioni intraprese per «calmare», «far cessare», e «alleviare il rincrescimento del popolo».
Nel frattempo, il consiglio municipale, riunitosi il 2 gennaio 1803, aveva approvato, sentendosi obbligato a «de manifester son attachement à la Republique», la «démolition decretée». Durante quella sessione, furono finalmente divulgate le motivazioni, che avrebbero dovuto permettere ad Alessandria di adottare il pesante ruolo attribuitole come "bastione avanzato della nazione"; un destino che, in buona fine, fu eluso dagli imprevedibili sviluppi storici: «Considerando il Consiglio Municipale che dovendo cedere al voto del Popolo per la sussistenza della Cattedrale alla Publica causa, e difesa essendosi dai Consoli determinato, che questo Comune formi un Baloardo invincibile alla difesa dell'intera Nazione e della Republica, e resa Piazza di difesa di prima linea, affronti e resista ad ogni nemico insulto, per cui rendendosi indispensabile una Piazza d'Armi interna, ampia e capace non solo dell'ordinario Pressidio, ma eziandio della maggior Truppa, che in circostanze di Guerra o d'assedio può venire isolata, aquartierata od accampata in questa nostra Città, a cui non può suplire l'attuale circuito della Piazza suscetibile di un ristretto Corpo di 5 in 7 milla uomini, e non già quale le circostanze di Guerra o di difesa potrebbe rendere urgente, e necessaria, essere perciò dovere del Consiglio Municipale di manifestare il di lui attaccamento alla Republica con pronta somministrazione al decretato abbattimento». Questa decisione, in realtà, non era inattesa, perché pienamente coerente con i possibili piani napoleonici di trasformare il nucleo urbano di Alessandria in una fortezza-satellite della progettata città di Marengo: utopia imperialistica, certo, ma che avrebbe trovato una sua realizzazione, almeno teorica, nelle previsioni del commissario Rivaud, che immaginava per essa una pianta ottagonale con una vasta piazza centrale, otto vie porticate radiali, circuiti concentrici di collegamento, piazze minori, porte, e persino — con i consueti cedimenti retorici — la nomenclatura delle vie della città.
Durante la stessa seduta del consiglio municipale, si decise di richiedere un indennizzo per la perdita della struttura della cattedrale e del suo terreno, ritenuti di «assoluta privativa, spettanza e possesso» del Comune, conformemente all'articolo VIII, titolo IV della Legge del 10 luglio 1791. Fu pertanto stabilito che «che all'abbattimento del Duomo debba precedere il Giudizio di Perito d'Uffizio, con intervento di chi faccia le parti del Comune, e della Fabrica, sul valore del sito e fabrica della Cattedrale, abitazione, e siti annessi connessi, e dipendenti, comprensivamente anche al sito della Piazza detta di S. Giuseppe di ragione della stessa Cattedrale, acciò resti legittimamente acertato il valore di detta fabrica, e fissi l'indennità dovuta al Comune». Il perito designato per questo compito fu Pietro Casalini, di Lugano, presente alla seduta in qualità di membro del consiglio e «architecte de la Commune», che si incaricò di eseguire un'accurata misurazione delle strutture del duomo per calcolarne la stima necessaria.
Durante lo stesso incontro, il consiglio municipale avanzò la richiesta di «una pronta surrogazione d'altro locale per l'esercizio del Publico Culto», indicando la chiesa di sant'Alessandro dei padri Barnabiti come sede temporanea della cattedrale e proponendo di destinare un altro sito «ampio e capace per la costruzione d'altra Cattedrale proporzionata alla cospicuità, e decoro della Sede vescovile, della Popolazione e del Dipartimento». Tra le pretese iniziali della Municipalità figurava «eglise du Couvent des Cordeliers» la chiesa di san Francesco dei padri minori Conventuali, com'è documentato da una lettera del 27 gennaio 1803  dell'Administrateur de l'enregistrement es des domaines Bochet al cittadino Mouton, Inspecteur, Directeur par interim. In seguito, nella seduta straordinaria del consiglio municipale del 23 febbraio 1803, si era deciso altrimenti, optando per la chiesa conventuale di san Marco, già dei padri Predicatori: «Sur la proposition à deliberer si l'on demanderait le local de St. Marc proposé par Mr. l'Eveque, ou plutôr l'autre de l'Eglise es Couvent des cidevant Carmes Chaussés egalement supprimé, s'étant passé au scrutin secres par votes [...] il en est resulté que l'Eglise, et Quartier de St. Marc a été choisie à la majorité [...]».
In quella occasione, veniva anche notato che, con la demolizione della torre civica, il Comune si sarebbe trovato «ad esser sprovisto del solo Orologgio publico esistente», rendendo così «indispensabile ed urgente l'erezione di una Torre d'Orologio publico alto sonante da cui prende regola e norma la publica economia, e disciplina, ed ordine». Di conseguenza, fu deliberato «provedere al dissegno, e Calcolo della spesa per la costruzione d'una Torre da erigersi sulla Piazza nel sito da concertarsi col Comandante del Genio per la formazione di un publico Orologio».
Si ritiene che il progetto originale sia stato abbandonato per ragioni ignote. È documentato, invece, che l'architetto Giuseppe Caselli avanzò una proposta alternativa, come emerge da un elenco di lavori redatto il 7 ottobre 1803: «Da detto giorno 9 sino li 27 Piovoso [29 gennaio-16 febbraio] nella formazione del Dissegno e calcolo dell'ammontare della spesa di una Torre per detto Orologgio, prospettante sull'angolo del Palazzo di detta Majrie [...] Vacati 10». È giunto anche un preventivo per un progetto, ideato da Casalini e sottoposto il 20 febbraio 1803, che proponeva anche in questo caso il trasferimento dei quadranti su una nuova torre da costruire sull'angolo del palazzo municipale: «Le moyen le plus promte, et le moins coûteux pour placer l'horologe, qui existe sur la Tour à côté de la Cathedrale de celte Commune, qu'on detruit, est de former sur l'angle du Palais de celte même Commune corrispondan à la Place une élévation en forme de Tour suivant l'ordre infe rieur de la Façade du même Palais, parsqù en même temps, qu'on place là l'horologe, on procure une plus grande commodité à la Commme, la quelle n'a que deux Sales, et on lui augmente le Local de deux Chambres, qui lui seront très utiles. La depense sera de la somme cy dessous [...] 24702 Fr.».
Infine, per evitare dispersioni, occultamenti, furti e atti vandalici verificatisi durante la recente chiusura dei conventi, soppressi nel settembre dell'anno precedente, vennero nominati due consiglieri incaricati di redigere l'«Inventario da farsi de' mobili, effetti, ed arredi della Cattedrale, trasporti e loro immagazinamenti [...] e sorveglianza». Il 5 gennaio, alla presenza dei testimoni designati, fu dunque redatta una copia fedele del documento: «Copia dell'Inventario degli effetti, mobili e arredi appartenenti a questa Cattedrale, ricevuta da Rattazzi, segretario dell'Ufficio di Pace».

#### Atterramento
In occasione dell'Epifania del 1803, il vescovo Vincenzo Maria Mossi aveva regolarmente officiato il solenne pontificale festivo. Tuttavia, durante i vespri, venne ufficialmente notificato al capitolo dei canonici l'ordine di chiusura della cattedrale, eseguito il 7 gennaio successivo alle 9 del mattino dal comitato di polizia. L'impellenza di concludere l'episodio rapidamente, senza eccessiva pubblicità per evitare di aggravare gli animi già turbati — come menzionato, afflitti dai regrets — colse tutti di sorpresa. La nuova chiesa di sant'Alessandro, designata come sede provvisoria, si presentava spoglia e profanata, priva dell'altare maggiore, sostituito da un albero della libertà eretto dai giacobini. In attesa di interventi urgenti per la pulizia e la decorazione che consentissero di restituirla al culto, la vicina chiesa conventuale della santissima Annunziata, precedentemente delle Agostiniane, accolse inizialmente il simulacro miracoloso della Beata Vergine della Salve, trasferito quasi in segreto a mezzanotte, senza cerimonie né illuminazioni. Il giorno seguente, di buon mattino, la stessa chiesa ricevette il santissimo Sacramento, portato processionalmente dai canonici accompagnati da un nutrito gruppo di fedeli e torce accese. Il 17 febbraio, il duomo temporaneo fu finalmente riaperto, ed un solenne corteo — dalla chiesa dell'Annunziata — composto da sacerdoti e canonici in abito corale, ricollocò il Santissimo Sacramento e le veneratissime reliquie della vera Croce e della sacra Spina nella sede rinnovata. Considerata da molti come una soluzione temporanea a causa delle sue dimensioni ridotte e spazi angusti, la chiesa di Sant'Alessandro non era vista come una sistemazione adeguata. Tuttavia, inizialmente, il prefetto Campana sembrava avere un'opinione diversa, come emerge dalle sue comunicazioni con il Ministro delle Finanze il 20 febbraio 1803: «Parmi les Eglises Nationales fermées toutes celles qui avoient quelque consistence ont été destinés au service de la guerre; Je pense donc qu'il faut laisser la Cathédrale où je l'ai établie provisoirement au Couvent des Barnabites, quoique ce local soir un peu petit, il est cependent assez décent et il demande moins de réparations que tous les autres; Il n'a point été destiné au service de la guerre, er la portion principale du Couvent est vendue. Il ne reste que quelques chambres propres à la Sacristie, Choeur, dépôr et au logement des Chanoines dignitaires».
Le informazioni relative alle varie fasi della demolizione sono dettagliate nella "Cronaca sull’atterramento del vecchio duomo di Alessandria eseguito nel 1803; scritta da Luigi Giulini di Giuseppe Calzolajo". Questo documento risulta essere l'unica narrazione dettagliata conosciuta e rimasta inedita per lungo tempo.
L'operazione fu affidata agli artificieri del genio sotto la guida del cittadino Grac, e al «cittadino Giuseppe Caselli architetto», nella particolare funzione di «perito nominato relativamente a cotale demolizione». La demolizione della cattedrale, già svuotata di tutti i suoi arredi mobili, iniziò il 31 gennaio 1803 con la collocazione di tre mine lungo la parete posteriore della cappella di san Giuseppe. Nei giorni successivi, le cariche esplosive furono sistemate in punti strategici delle murature per indurre il crollo. Nonostante alcune delle mine fallissero nell'intento, e nonostante le robuste strutture medievali talvolta resistessero agli attacchi, l'uso continuato di esplosivi, corde, picconi e barre di ferro portò al collasso completo il 1º marzo dello stesso anno, lasciando un ammasso informe di rovine.
Successivamente, i manovali intervennero per categorizzare i materiali ancora utilizzabili da quelli irrimediabilmente danneggiati, separando i mattoni recuperabili dai residui di malte secolari e salvando le travi di legno e le ferramenta. I detriti vennero trasportati via con centinaia di carri, destinati a essere riutilizzati nei terrapieni delle fortificazioni, in blocchi di pietra per il ponte sul Bormida e in lastre calcaree per i pavimenti di magazzini e quartieri militari.
Il 20 luglio, si iniziò la demolizione della Torre Civica, dopo aver opportunamente rimosso orologi(15) e campane. È da notare che il castello di orologi era considerato «le meilleur, et le plus magnifique Horloge d'Italie, qui avait six [?] cadrans marquant les heures, et les mouvements des astres [...] ]»; e ancora: «La tour de l'horloge attenante à la Cathédrale a été jaite cent ans après; on y a placé dernierement le plus beau et le meilleur horloge d'Italie [...] ]». Successivamente, il 19 gennaio 1804, fu la volta dell'antico corpo di guardia adiacente. In circa un anno, la municipalità dimostrò il suo «attaccamento alla Repubblica», realizzando la tanto agognata piazza d'armi centrale, ampia e rettificata. Tuttavia, il costo di tali interventi non si limitò alla perdita di un edificio emblematico, depositario dell'intera storia civica e religiosa di Alessandria, ma comportò anche un danno irrimediabile al tessuto urbano. Il carattere medievale originale, con la sua trama irregolare di spazi interconnessi e le prospettive variabili e forzate, venne irrevocabilmente alterato, lasciando una cicatrice che nessun intervento successivo avrebbe potuto sanare. È pertinente menzionare, in conclusione, l'opinione espressa, forse non priva di un certo trasporto di parte, da Girolamo Ghilini nei suoi "Annali": « [...] in questo sito si vede à nostri giorni la Piazza grande tanto bella, e proporzionata, che in tutta la Lombardia non ve n'è una simile a questa».

## Descrizione

### Introduzione: viaggi e visite pastorali
Nell'arco del XVIII secolo si possono riscontrare alcune descrizioni della cattedrale di San Pietro che possono aiutare alla comprensione delle aree circostanti e degli spazi interni. Un interessante manoscritto del 1775, redatto dal canonico casalese Giuseppe De Conti, racconta il suo punto di vista durante un viaggio da Casale a Roma:
«Fra gl’edifici sagri (Alessandria) può primo vantarsi della sua Cattedrale isolata, vasta a trè navi, con esterni in semigottico gusto alternati di mattonelle e pietre con sobrii portichetti, e gallerie. Alla porta maggiore prospiciente sulla Piazza tiene un peristilio barbaro di rimarco. Nell’interno fà pompa della Cappella di S. Giuseppe, ben frescata sulle volte, e con un’icona in tela nell’altare di qualche considerazione. V’è anche la Cappella della Salve bene abbellita di marmi, pitture, dorature. L’architetto di questo tempio fu nel 1300 mastro Bottino di Casal S.t. Evasio, come sta scolpito in una lapide, riportata dal Ghilini storico di questa città. La Piazza maggiore, che tiene davanti è spaziosa di forma quadrilunga quasi regolare».
Molto importanti, per la descrizione degli edifici religiosi, sono le visite pastorali diocesane dei vescovi. Una, del vescovo Giuseppe Tomaso de Rossi del 22 giugno 1760, presenta le strutture interne nei verbali della sua visita: «Visitavit Corpus dictæ Ecclesiæ Cathedralis, quod constat tribus Alis, quarum media est major, reliquæ duæ laterales sunt minores. In Capite majoris attollitur altissima Testudo alluminata finestris, et fulcitur duobus [...] ibus Presbyterii, ac duabus Columnis; subtus dictam Testudinem efformantur quatuor magni arcus, et in medio illius qui est in prospectu fulgent Insignia præfacti DD. Episcopi in tela picta espressa, et hinc inde illa præfatæ Ill.me Civitatis expressa pariter ut supra. Sequuntur hinc inde pariter in dicta Ala tres alii magni Arcus, in eorum singuli includentes duos alios minores, qui sustentantur a sex columnis comprehensis supra relatis. Hæc ala major, quemadmodum et prædictæ laterales, est opere fornicato constructa [...]».
Alessandria fu una delle prime tappe che Donatien-Alphonse-François de Sade scelse durante il Voyage d’Italie, dopo la fuga precipitosa dalla Francia. Si fermò a dormire la notte del 26 luglio 1775 e descrisse così la piazza e la chiesa: « [...] La piazza è lunga, ma mal costruita. Vi si stava costruendo, quando la visitai, un edificio abbastanza piacevole, ma che da solo non l’abbelliva mai. La cattedrale, di tipo gotico e senza alcun ornamento esteriore, prende da sola quasi un intero lato della piazza e nasconde un municipio discreto, situato su una specie di prolungamento dietro alla piazza.».

### Contesto urbanistico:Platea Maior

Posizione dell'antica cattedrale inserita nel tessuto urbano.

Con la fondazione della città di Alessandria, e la contestuale edificazione della cattedrale, nasce anche la Platea Maior. Con la civitas nova il baricentro si sposta da borgo Rovereto alla Platea Maior, posizionata strategicamente nel cuore del nuovo costruito urbano. La piazza si afferma come fulcro centrale rivestendo da subito un ruolo epicentrico del comune. Qui sorsero, formando un complesso direzionale coeso con la cattedrale, il Palatium Vetus, che ospitava gli organi del potere comunale, e il Palatium Novum, sede del municipio. Nel contesto medievale, la Platea Maior non era quindi soltanto uno spazio pubblico, ma il cuore pulsante della vita civica, amministrativa e religiosa di Alessandria; i suoi edifici erano anche luoghi di incontro per i cittadini, dove si svolgevano assemblee e discussioni pubbliche.
Come evidenziato nel Codex Statutorum Magnifice Communitatis Atque Diœcæsis Alexandrinæ, la "piazza maggiore" riveste un'importanza fondamentale nella storia urbanistica della città. Questo documento, pur nella sua versione stampata del 1547, ci offre una visione dettagliata delle funzioni sociali, commerciali e religiose della piazza nel corso dei secoli.
La piazza era un'importante area commerciale, ospitando mercati settimanali e fiere annuali. Il mercato del pesce, delle erbe e dei frutti si teneva sotto i portici della cattedrale, una struttura che, come in altre città medievali, fungeva da polo di attrazione per le attività mercantili. Durante le fiere, la piazza si trasformava radicalmente, accogliendo tende e banchi di mercanti provenienti da altre città, il che richiedeva una complessa organizzazione logistica, come evidenziato dalla descrizione delle levatæ e dei ponti che facilitavano il transito e l'accesso agli spazi di mercato inframezzati dal reticolo delle bealere.
Oltre ai suoi portici, che come si è visto dimostrano l'interconnessione tra sfera religiosa e commerciale, la cattedrale svolgeva anche un ruolo cruciale nella vita politica della città, ospitando riunioni del consiglio comunale e la torre, con il campanile alla sommità, fungeva da archivio per i documenti municipali.
Del 1845 è una breve pubblicazione delle "Memorie di Pietro Civalieri scritte nel 1845 circa" in cui descrive la piazza e le parti esterne alla cattedrale: « [...] Cosicché lo spazio di facciata al Duomo chiamavasi piazza del Duomo, e quello di fianco piazza di San Giuseppe, ove giocavasi al pallone; e dietro al Duomo eravi anche piazza e v'erano le case dei Ghilini e quelle de' Merlani. [...] Appoggiato al campanile era un arco sotto la cui apertura passavasi per andare intorno al Duomo, e sull'attuale via deJ]e Scuole, e dall'altro lato contro una casuccia con tre portichetti, che serviva da corpo di guardia centrale. [...] L'antica piazza era lunga trabucchi 41 da mezzodì a settentrione. Dal corpo di guardia che era laterale al Duomo, quasi parallelo alla via Ravanal, sino a Porta Trionfale, cioè al Palazzo del Governo, larga trabucchi 20; e dall'angolo della via Crosa al muro del Duomo trabucchi 18; e nel suo complesso di superficie moggia 2,4,8. L'attuale piazza da mezzodì a settentrione trabucchi 42 (il trabucco di più dell'antica è acquistato dal sedime del palazzo del governo, a cui abolivansi li portici). Dall'angolo della Crosa al Palazzo Reale trabucchi 47, con la superficie di moggia 5,7.».

### Esterno

#### Facciata
Ancora dalle "Memorie di Pietro Civalieri" in cui descrive la facciata: « [...] Aveva la facciata verso ponente e l'altar maggiore ad oriente, come tutte le antiche chiese, e ad essa venne verso settentrione appoggiato il famoso campanile, il quale consisteva in un corpo di fabbrica quadrato e vasto, che superava nell'altezza la facciata della chiesa, la quale sorgeva nel mezzo, piramidale secondo l'antico stile tedesco, volgarmente chiamato gotico. [...] La facciata della cattedrale era orizzontalmente rigata a strisce rosse e bianche ]e quali si alternavano. Sulle due guglie eransi collocati il gallo e l'angelo trasportati da Casale nell'occasione del sacco dato a quella città nel 1215. [...]».

#### Torre civica e campanile

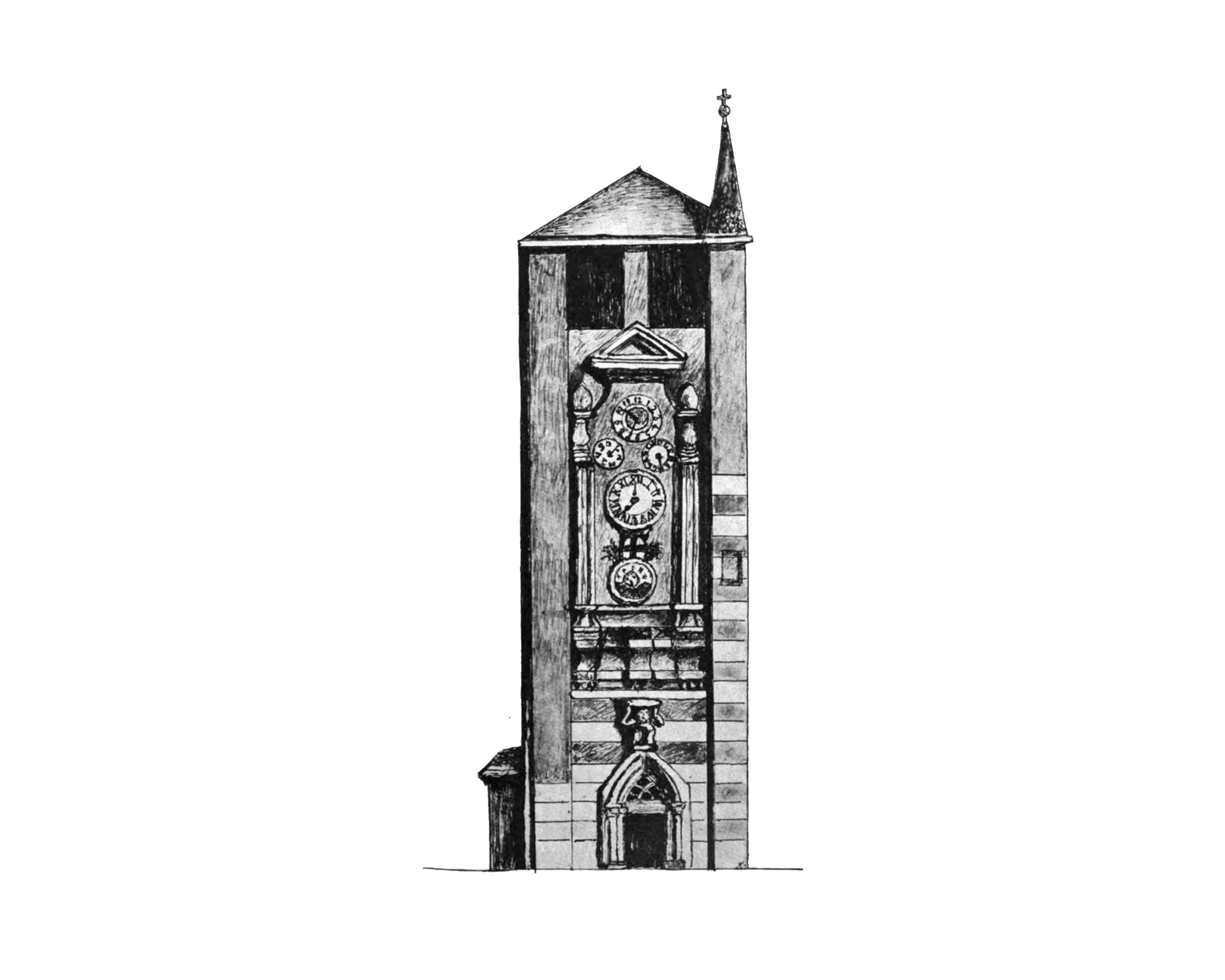
Gian Battista Rossi, La torre civica e campanile annessa alla antica Cattedrale di Alessandria, riproduzione di disegno, matita su carta bianca.

La torre civica e campanile rappresenta un esempio significativo delle vicende storiche che hanno caratterizzato le strutture cittadine nel corso dei secoli. Nonostante non sia probabilmente mai stato completato nella sua interezza, torre e campanile hanno avuto un ruolo centrale nella vita religiosa e sociale di Alessandria fino alla sua demolizione all'inizio del XIX secolo. Questa struttura era destinata a svolgere una doppia funzione: servire da archivio per il Comune e da campanile per la chiesa. I collegamenti tra la torre e la cattedrale erano garantiti da una scala a chiocciola costruita all'interno delle mura.
Durante il XV secolo, il Comune di Alessandria - detentore di specifici diritti sulla gestione del campanile, diritti spesso fonte di conflitto con l'autorità ecclesiastica, come nel caso della lite sostenuta dal vescovo Deodato Scaglia - si impegnò a garantire il mantenimento e il completamento della struttura. Fu così che venne stabilito un dazio aggiuntivo con lo scopo esplicito di finanziare la costruzione del campanile, situato nella piazza principale vicino alla maggiore chiesa della città, come citato nei documenti del tempo: "ad opus campanillis construendi super plathea mayori et prope Ecclesiam majorem dicte ciuitatis.". Tuttavia, la necessità di costruire il ponte sul Tanaro divenne presto prioritaria e i fondi raccolti furono dirottati verso quell'opera, rallentando i lavori sul campanile. Nel 1488, il 25 gennaio, Gian Galeazzo Maria Sforza ratifica una deliberazione del Comune: «quod interea et donec (pons tanagri) coopertus furit in suspenso remaneat fabrica et constructio campanilis».
Il campanile rimase incompleto fino al XVII secolo quando, nel corso del primo trentennio del secolo, fu deciso di utilizzare un credito che la città vantava nei confronti di Bernardo Guasco per finanziare la realizzazione di pilastri e la copertura del campanile, sotto la direzione di Guido Antonio Lanzavecchia, uno dei "fabricieri" dell'epoca. Si stabilì che il denaro dovesse essere speso entro il mese di novembre dello stesso anno, con l'obbligo per Lanzavecchia di restituire i fondi se l'opera non fosse stata completata entro i termini stabiliti.
I lavori, interrotti per trecento anni a causa di guerre e altre calamità, furono dunque ripresi nel 1608, «La Città di Alessandria ripiglio alli diecisette di Settembre con grandissima allegrezza la fabrica del Campanile della sua Chiesa Cathedrale, che dal anno MCCXCI fu cominciata [...] ]»; e portati a termine nel 1629. In quell'anno, la struttura, ormai completata, fu dotata di campane, come si evince da un ordine di pagamento del 3 agosto 1628 di 100 ducatoni, «per far il Coperto al Campanile». Sappiamo anche che le campane furono poste il 13 dicembre 1629 grazie alla testimoniznaza lasciata da Girolamo Ghilini: « [...] Fu anche memorabile quest'anno, poiché essendosi finito di coprire la Torre, o sia Campanile del Duomo di Alessandria, vi furono poste alli tredici di Decembre le Campane.».
Il campanile subì ulteriori avversità, in particolare relative alle sue campane. Nel 1745, ad esempio, le campane furono rimosse e il Governatore propose alla città di riscattarle, specificamente quelle dell'orologio e dell'allarme incendi. Questa soluzione, tuttavia, fu di breve durata: le truppe francesi, durante la loro campagna di spoliazione dei campanili italiani, ordinò che le campane fossero nuovamente tolte e inviate alla zecca nazionale.
La torre civica/campanile, pur non essendo sopravvissuta ai cambiamenti politici e alle vicissitudini storiche, rimane un simbolo della resilienza e dell'identità culturale di Alessandria, testimoniando le molteplici sfide affrontate dalla comunità nel corso dei secoli.
Così Pietro Civalieri descrive il campanile nelle sue "Memorie": « [...] e ad essa (la facciata, ndr) venne verso settentrione appoggiato il famoso campanile, il quale consisteva in un corpo di fabbrica quadrato e vasto, che superava nell'altezza la facciata della chiesa, [...] Sulla facciata del campanile v'erano tutti li quadranti orali che sono ora sul palazzo civico (Palazzo del Municipio, ndr) e sulla porta del medesimo eravi il monumento che la tradizione vuole fosse eretto a Gagliaudo, il quale atterrandosi il Duomo fu conservato in un magazzeno e nel 1814 posto suU'angolo dell'attuale Cattedrale. [...]».

### Interno
La ricostruzione dell'interno della cattedrale demolita si fonda su un'analisi speculativa delle fonti storiche, integrata dagli elementi che sono stati trasferiti nella nuova cattedrale o in altre chiese. L'assenza dell'edificio originale rende imprescindibile l'affidamento alla documentazione e alle testimonianze disponibili per proporre un'interpretazione coerente.

#### Presbiterio
Tra il 1478 e il 1484, come già scritto, fu eretto il monumento funerario di Marco Cattaneo de' Capitaneis, vescovo di Alessandria: «Die primo mensis martii Marcus de Capitaneis Alexandrinus Episcopus obiit, humaturque in Cathedrali Ecclesia, in cujus honore extat epigramma super marmoreum tumulum ejusdem incisum, ubi legitur: [segue il testo dell'epitaffio in distici elegiaci]». Anche gli annalisti Schiavina e Ghilini, raccontano del sepolcro di mons. de' Capitaneis: «Tumulatum ejus corpus fuit in sacello maximo templi, quod Cathedrale appellatur, marmoreo sepulcro, non ignobilis structuræ, in cujus fronte hæc carmina legitur: [...] ]»; «Fù il suo corpo con bella funebre pompa sepellito in un'Avello di marmo con bellissima scoltura fabricato nella Capella maggiore del Duomo di questa Città, sopra di cui si vede la sua statua eccellentemente scolpita con l'Inscrizione in versi del tenore infrascritto spiegata: [...] ]».
Questo maestoso altorilievo funerario - che si può ancora ammirare, sebbene leggermente deteriorato - è posizionato sulla parete di fondo del corridoio di accesso alla sagrestia del nuovo duomo di Alessandria. L'opera rappresenta un esemplare significativo della scultura funeraria del periodo e riflette l'arte e la devozione religiosa del tempo. L'identità dell'artista, un maestro lombardo pagato con una quietanza per 100 ducati d'oro, rimane oggetto di speculazioni e dibattiti tra gli studiosi. Scrive il marchese Carlo Guasco nel 1781: «Questo marmoreo sepolcro fu dissegnato, ed eseguito per il prezzo di 100 ducati d'Oro, dall'Ingegnere di Milano Maestro Boniforte Solario, come si comprende dall'Istromento di quittanza per la sudetta somma, pagatagli sotto il dì 7 di maggio 1484 da Lorenzo de Fileto Pontremolese, Capellano per l'addietro del vescovo defunto». Alla medesima fonte attinge Chenna nel 1785, che però riporta altrimenti il nome dello scultore, ascrivendo la realizzazione del sarcofago ad un certo "Pier Antonio de Solerio". Accogliendo la versione del Chenna, Diego Sant'Ambrogio ha identificato lo scultore con Pietro Antonio Solari, architetto e scultore sforzesco largamente attivo nella Milano della seconda metà del XV secolo.
Si riporta l'epitaffio citato più sopra:

#### Crocifisso

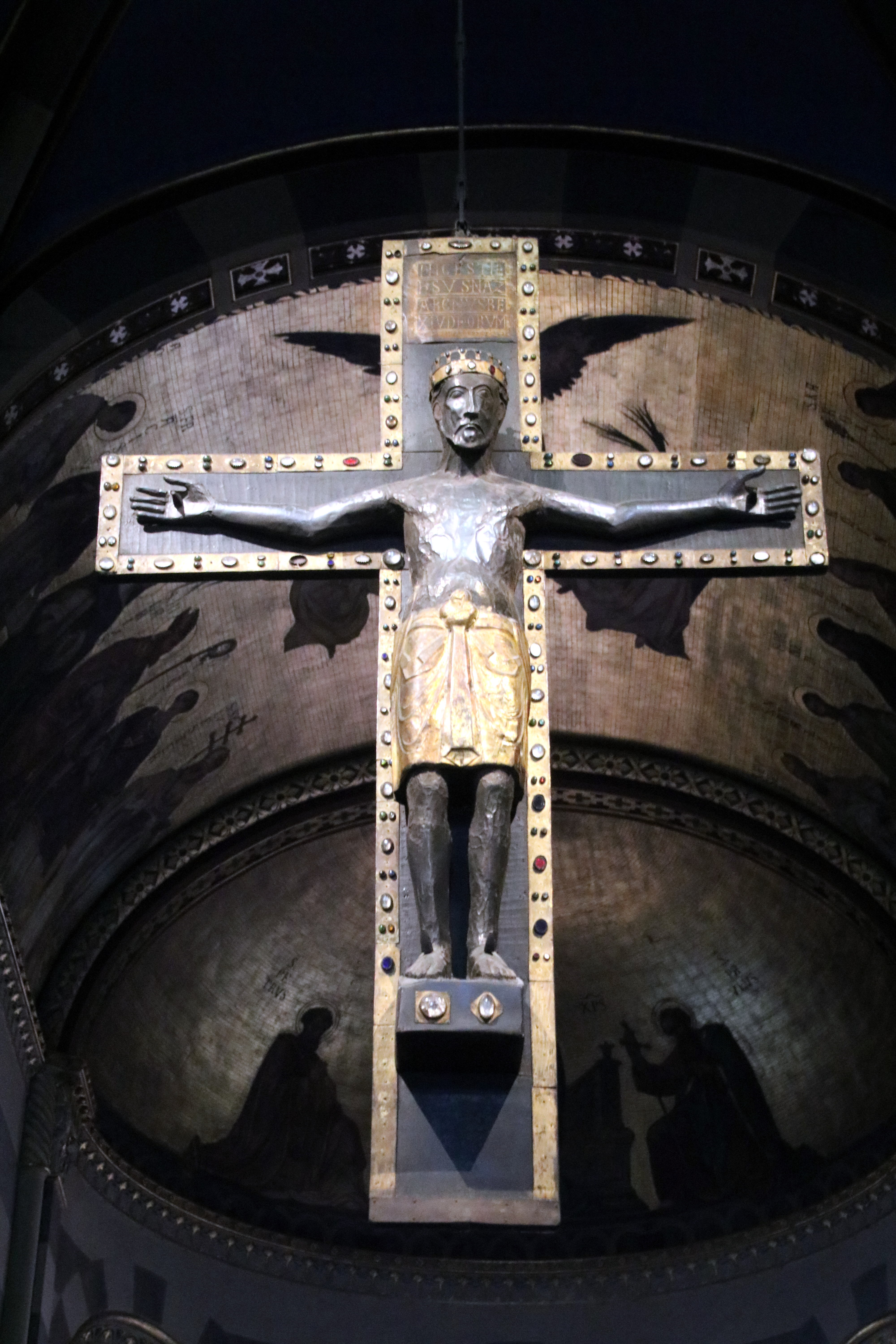
Christus Triumphans, XII secolo. Sottratto nel 1403 dal Facino Cane, viene conservato nel duomo di Casale.

Il crocifisso, maestoso per le sue dimensioni superiori ai due metri e per il peso di circa 130 kg, rappresenta un esemplare significativo dell'iconografia cristiana del Christus triumphans. Appesa all'arco trionfale del duomo di Casale la scultura, caratterizzata da una minuziosa lavorazione, fu originariamente trafugata nel 1403 dalla cattedrale di Alessandria, insieme alle reliquie di Sant'Evasio, dal capitano di ventura Facino Cane. Queste ultime erano state sottratte precedentemente nel 1216 da una coalizione composta da astigiani, alessandrini e vercellesi.
Il crocifisso si distingue per la monumentalità della figura di Cristo, la quale emerge vigorosamente dalla croce. Gli occhi, spalancati e privi di iride o pupilla, potrebbero essere stati originariamente completati da pigmenti ora perduti. Le caratteristiche somatiche, come il naso rettilineo e la bocca serrata, non trasmettono emozioni ma una solenne gravità, sottolineata dalla posizione eretta e frontale del corpo. La figura mostra braccia leggermente piegate e mani aperte con dita dettagliatamente scolpite.
Il crocifisso è rivestito in una lamina d'argento di spessore inferiore al millimetro, ad eccezione del perizoma e della corona, realizzati in lamine di rame più spesse. Il dettaglio della corona, arricchita da elementi traforati e ornata con castoni di vetro e cristalli di rocca, alcuni dei quali perduti, conferisce un ulteriore livello di dettaglio artistico alla scultura. La croce in legno di noce, dipinta con un impasto pigmentato, è adornata da lamine di rame con incastonati gemme di diversa fattura, arricchendo visivamente l'opera.
Il testo sulla croce, «HICEST . IE/HSVS . NAZ/A . RENVS . RE/XIVDE . ORVM», inciso in lamina di rame e circondato da una cornice dipinta, evidenzia l'importanza religiosa e storica dell'opera. Questo elemento, insieme ai tratti dorati su vernice scura, richiama le tecniche artistiche renane e mosane del XII secolo.
Il trasferimento del crocifisso dalla cattedrale di Alessandria, una tappa significativa nella sua storia, fornisce elementi essenziali per la sua datazione. Come già scritto, secondo le fonti storiche la cattedrale sarebbe stata costruita nei primi anni settanta del XII secolo e proclamata sede vescovile nel 1175. Da un punto di vista stilistico, la croce, che si presume fosse parte dell'originale dotazione liturgica della cattedrale, riflette le caratteristiche dell'arte locale alessandrina di quel periodo. L'analisi stilistica del crocifisso e i confronti con opere simili, come la croce della badessa Raingarda nella basilica di San Michele Maggiore di Pavia e il crocifisso ottoniano nel duomo di Vercelli avvalora ulteriormente questa ipotesi e arricchisce la comprensione del contesto culturale e artistico in cui l'opera è stata creata. La tecnica di lamine sbalzate applicate su un'anima lignea, unica tra i confronti citati, rappresenta un esemplare eccezionale di fusione tra oreficeria, scultura e intaglio.

#### Cappella della Beata Maria Vergine della Salve
Il titolo originale Madonna dello Spasimo venne modificato in Madonna della Salve dopo il 24 aprile 1489: in questa data un evento significativo segnò la storia della cattedrale e della città tutta: gli storici alessandrini riferiscono che il in quella data, durante le celebrazioni in cattedrale dedicate a San Giorgio, la statua della Vergine sudò prodigiosamente e tutti i fedeli che si rivolsero a lei ricevettero le grazie richieste. L'ex Segretario di Stato della Santa Sede Tarcisio Bertone, in occasione delle celebrazioni del 26 aprile 2009, ricorda nella sua omelia: la storia religiosa e civile di Alessandria è intessuta di testimonianze di scambio di affetto e di comprensione tra la Madonna della Salve ed i suoi figli alessandrini. Ricordiamo come nei pericoli di guerre o pestilenze, siccità o inondazioni, il popolo devoto, ma anche le autorità civili, si riunivano per implorare la potente intercessione della Madre e, dopo lo scampato pericolo, innalzavano solenne rendimento di grazie per i favori ricevuti, arricchendo simbolicamente la sua icona di pregi ed onorificenze.
Madonna della Salve, e anticamente Madonna dello spasimo, è uno degli appellativi con cui la Chiesa cattolica venera Maria madre di Gesù. È patrona della diocesi di Alessandria. La rappresentazione iconografica è resa in forma di scultura in legno di pioppo che, nella religione cattolica, raffigura Maria sorretta da Giovanni ai piedi della croce.
Il fenomeno miracolo del 1489, descritto nell'approfondimento qui a lato, portò alla ristrutturazione di un'altra cappella sullo lato nord della chiesa, precedentemente abbattuta per far posto alla nuova sagrestia, al fine di accogliere il venerato simulacro. Per la sua decorazione, il maestro Martino de' Verzoni fu incaricato dei lavori producendo un lavoro in marmo per l'altare dedicato alla Beata Maria Vergine, come indicato dalla quietanza del 21 agosto 1490, che ne attestava la realizzazione: «qui fabricavit ornamentum, & opus marmoreum ad altare Beatæ Mariæ Virginis in ecclesia majori». Il Ghilini descrive la situazione in questo modo: «Era tanta la moltitudine delle persone, che à questa santa Statua concorrevano, che gli Alessandrini fecero fabricar' un Altare, e sopra di esso la collocarono, come in un luogo più onorevole, & opportuno».
Nel contesto delle ristrutturazioni avvenute nel XVI secolo, fu anche trasferito il simulacro della Madonna della Salve nella cappella dedicata alla Purificazione e a san Perpetuo, ricavata nell'absidiola settentrionale nel 1592 come descritto dal Ghilini: « [...] di poi, alli ventiquattro di Aprile, giorno di San Giorgio Martire, fù nel Duomo di questa Città dal suo primiero luogo trasportata la miracolosa statua di Maria Vergine a l'Altare di San Perpetuo nell'istessa Capella a quel Santo dedicata [...]».
Nel XVII secolo avvenne una ulteriore ricostruzione interna della cappella della Madonna della Salve, completata intorno al 1649. In quell'occasione, la cappella fu probabilmente sopraelevata per includere una galleria dove furono conservate le reliquie altamente venerabili della Vera Croce e della Sacra Spina, precedentemente situate in una cappella vicina dedicata a san Giovanni Nepomuceno: « [...] diremo, che alli quattordici dell'istesso mese di Settembre, giorno dell'Esaltazione della Santissima Croce, fu levata la Cassa, dove stà il pezzo della sudetta Croce, insieme con la Spina, e l'altre Sante Reliquie, dalla Capella comunemente chiamata della Croce, nel Duomo di Alessandria, e si collocò sotto la volta della Capella ivi contigua della Salve, doppo esser'ella stata riedificata, e di vaghi ornamenti abbellita, come si vede al presente.».

#### Cappelle di san Perpetuo e san Giuseppe
Il presidente del senato di Milano, l'alessandrino Giacomo Filippo Sacco, scelse di essere sepolto nella sua città natale, in cattedrale, dove progettò la realizzazione di un nuovo mausoleo funerario. La cattedrale era sede di una cappella deidcata a san Perpetuo, già sotto il patronato della famiglia Sacco con Galeotto, canonico del duomo. Nel suo testamento del 1440, stabilì il giuspatronato della cappella di san Perpetuo decidendo che il suo luogo di sepoltura fosse il «monumento novo per ipsum in ipsa capella constructo», una nuova costruzione all'interno della cappella. Inoltre, provvide alla cappella un sostegno economico attraverso il reddito proveniente dalla vendita di una proprietà immobiliare che possedeva in città. Questo atto fu formalizzato nel 1448 con la fondazione della cappellania omonima, confermando l'importante legame della famiglia Sacco con la cattedrale.
La cappella della famiglia Sacco era originariamente posizionata nell'absidiola settentrionale, adiacente all'abside principale della cattedrale. Una collocazione di rilevante importanza architettonica che suggerisce significative modifiche di cui la struttura fu oggetto. In particolare, tra la fine del XV secolo e l'inizio del XVI secolo, si registrarono lavori per l'innalzamento della copertura, sostituendo le tradizionali semiconche medievali. Le modifiche furono probabilmente intraprese dalla famiglia Sacco, che desiderava inserire il proprio monumento funerario in quella sede. Un cambiamento sostanziale avvenne con il trasferimento del simulacro della Madonna della Salve nel 1592, che alterò la dedicazione originale della cappella. Il destino della cappella di san Perpetuo subì una trasformazione radicale nel secondo quarto del XVI secolo, periodo in cui questo spazio divenne il centro di un ambizioso progetto di ricostruzione, fortemente voluto dal presidente del Senato.
Egli redasse tre testamenti; il primo non è stato reperito, lo stesso testatore affermò di non ricordare quale «notarius rogatus fuerit», ovvero quale notaio fosse stato incaricato della stesura. Gli altri due testamenti furono stesi rispettivamente il 14 aprile 1544 e il 15 ottobre 1549. Le disposizioni contenute in questi ultimi documenti sono chiare riguardo alla volontà del testatore di ricostruire la cappella di famiglia, evidenziando un impegno esplicito verso il restauro e la valorizzazione del sito familiare:
«Item sepulchrum mihi eligo in capella Sancti Perpetui mei Juris patronatus in ecclesia mayori civitatis Alexandriæ et si tempus obitus mei capella ipsa non erit constructa secundum que destinavi, lacta sunt fondamenta ex licentia et facultate mihi concessa per canonicos et capitulum dicte ecclesie ac presidentes dicte civitatis, volo que cadaver meum deferatur ad ecclesiam pacis in suburbijs Mediolani.».
Il testatore espresse chiaramente il desiderio di essere inumato nella nuova struttura, la cui costruzione era già iniziata. Documenti del 1544 indicano che le operazioni per la fondazione furono autorizzate sia dal capitolo della cattedrale sia dal consiglio comunale. Un'analisi comparativa tra i due testamenti mostra costanza negli intenti, evidenziando un particolare interesse per il «Typpum seu modellum ordinatum per magistrum Christoforum Lombardum architectum templi Mayoris Mediolani». Di interesse l'impiego di Cristoforo Lombardo, architetto di prestigio, che rifletteva il gusto e le tendenze prevalenti della classe dirigente milanese del tempo.
Il testamento del 1549, particolarmente significativo per essere stato redatto vicino al termine della sua vita, pone in luce l'ambizione del progetto e l'importanza che Giacomo Filippo attribuiva alla sua realizzazione. In esso si specifica che, in caso di decesso dell'architetto, i lavori sarebbero dovuti proseguire sotto la guida di un altro architetto qualificato, «alius architectus idoneus», capace di interpretare e attuare fedelmente il progetto, garantendo la continuità della sua visione architettonica.Tale disposizione rifletteva la preoccupazione di Giacomo Filippo, consapevole del rischio che il proseguimento dei lavori potesse essere affidato a tecnici locali meno qualificati..
Giacomo Filippo instaurò una cappellania permanente, dotata di un cappellano e finanziata da un reddito annuo di 500 scudi, con l'obbligo di celebrare quotidianamente una messa perpetua. Stabilì inoltre che suo fratello, Agostino Domenico, destinasse annualmente alla costruzione della cappella 50 scudi provenienti dai suoi guadagni derivanti dalle tasse sul vino e sulla carne nella città di Alessandria, fino al completamento dell'edificio. Questi fondi, che ammontavano a 2000 scudi per l'architettura e 400 per la decorazione, erano destinati a garantire la realizzazione di un luogo di culto di prestigio.
Fu inoltre stipulato che la moglie di Giacomo, Faustina, fosse tenuta a contribuire finanziariamente alla cappella, come specificato nella clausola testamentaria: "teneatur errogare ad beneficium dicte capelle, et eius constructionis et ornamentorum singulo anno quicquid percipier ultra scuta tercentum donec perfecta fuerit dicta capella, simul cum ornamentis [...]". Questo impegno includeva anche l'acquisto di specifici oggetti sacri e indumenti per i cappellani, come delineato in un altro passaggio del testamento: "anconam unam pro dicto altari, in qua expendantur ad minus scuti ducentum, et debita ornamenta ipsius altaris, et indumenta capellanorum pro celebrandis divinis officijs, ad minus scuti centum, et crucem unam argenteam, calicos duos, et thuribulum unum valoris scutorum centum" .
Le cronache riportano che il cantiere fosse attivo già nel 1544, e progressi significativi erano stati fatti entro il 1549, anno in cui il testatore documentò l'acquisto di materiali, compensando il suo servitore, Gerolamo di Monte Santo, con 50 scudi per i danni arrecati alla sua proprietà dal deposito delle pietre necessarie alla costruzione della cappella, descritte come "lapidibus" "pro constructione capelle construende in civitate Alexandrie".
Ulteriori conferme dell'impegno di Giacomo Filippo nei confronti di questo progetto emergono da un codicillo al suo testamento, datato 28 giugno 1550 e redatto poco prima della sua morte, nel quale esprimeva: "mihi plurimum cordi est perfectio dicte capelle per me iam cepte" , evidenziando il suo desiderio di vedere completata l'opera.
I lavori si conclusero dopo il 1594, segnando così il completamento di un intenso ciclo di rinnovamento funzionale e miglioramento estetico dell'interno della cattedrale durante la seconda metà del XVI secolo.

##### Localizzazione
L'assenza del duomo e la mancanza di documentazione visiva sulla conformazione originaria del sito rendono particolarmente rilevante la questione della localizzazione della struttura commissionata da Giacomo Filippo rispetto all'antica cattedrale. Documenti d'archivio forniscono indizi che permettono di formulare alcune ipotesi al riguardo. Giacomo Filippo, dopo la sua morte, delegò al fratello Agostino Domenico il compito di completare l'edificio. Quest'ultimo, a seguito di circostanze non del tutto chiarite, e possibilmente sotto l'influenza di alcuni membri del consiglio cittadino, intraprese azioni significative nel 1553. In quell'anno, Agostino Domenico sollecitò la comunità locale affinché gli venisse assegnata la cappella di san Giuseppe, all'epoca un progetto in stallo a causa di gravi problemi finanziari. La sua intenzione sarebbe stata quella di dedicare la cappella a san Perpetuo, completandola con i fondi lasciati dal fratello. Un documento del Comune datato 16 aprile riflette la posizione del consiglio riguardo a tale richiesta, evidenziando l'interazione tra le volontà testamentarie e le dinamiche politico-economiche della città in quel periodo.
| «Il Magnifico Signor Antonio Lanzavecchia uno de ditto consiglio sopra la prima posta dice che il parer suo, e che contentandosi il signor Augustino Dominico Sacco cavaler de acetar la capella di sancto Josep qual è nela gesia magior de la Città et fabricar sopra detta capella et fornirla como ancor era animo et voluntà delo Ill.mo signor presidente che la cita se debe contentar che ditta capella de Santo Josep li sia datta per doij rispeti luno adcio che non se guasta la fazata dil domo ampliando la capella di santo Perpetuo che è in ditta gesia, laltra adcio che se fornise la detta capella di Santo Josep quale già è una stade che è incomenzata et non se fornirebe per vitta nostra como ognuno po considerar et vedere et che per autorità dil presente consiglio se intenda che dita capella li sia data deliberata et assignata al dicto signor Cavaler per fabbricare et fare quello haveva a fare in la capella di Santo Perpetuo.» |

Il documento rappresenta una fonte significativa perché stabilisce per la prima volta un legame certo tra la cappella di san Perpetuo e quella di san Giuseppe, quest'ultima effettivamente eretta sul fianco destro della cattedrale. Tale documento acquisisce ulteriore rilevanza nell'ipotizzare l'evoluzione del progetto architettonico del sito. Durante la prima metà del XVI secolo, il presidente del Senato ottenne le autorizzazioni necessarie per costruire un mausoleo funerario che si discostasse dalle forme architettoniche romanico-gotico che ancora predominavano nel duomo, proponendo una collocazione che avrebbe «guasta la fazata dil domo ampliando la cappella di santo Perpetuo che è in ditta gesia». L'interpretazione di questa espressione rimane incerta: potrebbe riferirsi ad un rinnovamento della zona absidale, già occupata dalla vecchia cappella, oppure a modifiche della facciata del duomo, dove il mausoleo Sacco avrebbe sicuramente imposto visivamente la sua presenza. Tale iniziativa avrebbe emulato il mausoleo Trivulzio, situato frontalmente alla basilica di San Nazaro in Brolo a Milano, commissionata da Gian Giacomo Trivulzio e progettata da Bramantino, un modello ben noto al committente e a Cristoforo Lombardo, quest'ultimo impegnato nei lavori di completamento della struttura durante gli anni quaranta del XVI secolo.
Questo piano offriva l'opportunità ad una famiglia senza eredi diretti di lasciare un'impronta indelebile nel tessuto urbano, una possibilità che la comunità di Alessandria difficilmente avrebbe negato a Giacomo Filippo Sacco, data la sua posizione influente e il suo ruolo significativo nella città. Tuttavia, subito dopo la sua morte, la proposta fu sostituita da una soluzione alternativa, presentata al fratello, che mostrava minor resistenza alle pressioni del consiglio e sembrava meno incline a confrontarsi con esso. Quattro anni dopo la scomparsa di Giacomo Filippo, Agostino Domenico ribadiva nel suo testamento l'impegno a realizzare le volontà del presidente del Senato, specificando «in constituendo capellam quam constitui incipit in suo testamento, et cuius loco ipse Magnificus Dominus Testator [Domenico Agostino] promisit erigere ecclesiam Sancti Joseph testatoris fratris». L'esito del progetto ideato da Cristoforo Lombardo rimane non documentato. Nei cinque anni che intercorrono tra la morte del presidente e quella dell'architetto, avvenuta nel 1555, non emergono prove della sua presenza ad Alessandria; tuttavia, è noto che il cantiere, se iniziato secondo il progetto originario, si protrasse per circa quarant'anni, soggetto a reinterpretazioni successive da parte di varie maestranze. Il rilievo di Pietro Casilini, realizzato nel 1803 poco prima della demolizione della cattedrale e riproposto in questa voce, non fornisce ulteriori dettagli che possano chiarire le questioni ancora aperte.

##### Interno
Fonti del XVIII secolo riferiscono di un apparato decorativo situato all'interno della cappella, che includeva un polittico del XVI secolo. Al centro di quest'opera era raffigurata la "Purificazione della Vergine", mentre negli scomparti laterali si trovavano le figure dei santi Perpetuo, Gerolamo, Teobaldo e Caterina. Questa raccolta di santi illustra, dunque, l'unificazione di diverse cappellanie, il progetto iniziato da Giacomo Filippo e portato a termine dal fratello nel 1552.

##### L'iscrizione di San Pio V
Dalle "Memorie di Pietro Civalieri" in cui descrive la cappella di san Giuseppe: « [...] A lato della chiesa verso mezzodì erasi posteriormente costrutta una vasta cappella dedicata a San Giuseppe con le elargizioni dell'antica famiglia Sacco ora estinta. [...] Sulla facciata della Cappella di San Giuseppe eranvi dipinti gli stemmi gentilizi di San Pio V e di Pio VI Braschi. [...]».
Contrariamente a quanto comunemente si crede, l'iscrizione originariamente apposta non è quella rimasta nel tempo. In realtà, sono state realizzate due iscrizioni distinte nel corso dei secoli. La prima iscrizione, storicamente documentata dagli annalisti, rimase in loco per circa centocinquat'anni. Tuttavia divenne sbiadita e quasi illeggibile a causa degli agenti atmosferici e del deterioramento naturale. Nel 1739, specificamente il 9 marzo, fu presa una decisione importante dalla Provvisione, l'organo amministrativo incaricato della cura dei beni della città, che nominò Gerolamo Melazzo per il compito di rinnovare l'iscrizione. L'incarico comprendeva anche il rinfresco dello stemma che, unitamente all'iscrizione, era situata sul muro della cappella rivolta verso la platea maior. Questo rinnovamento fu intrapreso con lo scopo di «rinovare e tener sempre viva la grata memoria di sì gran santo, di detta città patrizio e protettore».
Il ripristino venne elogiato come un «lodevole parto di virtuoso ingegno e degna opera di pubblico applauso». Il testo dell'iscrizione è un tributo formale e solenne a pontefice alessandrino, riconosciuto per il suo contributo spirituale e morale alla comunità e alla cristianità tutta. Di seguito il testo integrale della nuova iscrizione:

#### Cappelle laterali
La disposizione irregolare originaria delle cappelle è indicativa delle varie fasi di costruzione e dei diversi interventi di rifacimento ai quali sono state soggette nel corso dei secoli. Questa progressiva stratificazione architettonica riflette le modifiche stilistiche e le scelte estetiche del tempo, ed è anche testimone delle dinamiche di potere e delle relazioni tra le famiglie aristocratiche della città e la struttura ecclesiastica. Ogni cappella, infatti, era spesso finanziata e decorata secondo le possibilità e i desideri di una specifica famiglia, che in cambio otteneva il diritto di patronato, un simbolo di prestigio e di influenza all'interno della comunità.
Il patrocinio di queste cappelle permetteva alle famiglie nobili di Alessandria di lasciare un segno tangibile del loro legame con la chiesa e di esercitare un'influenza sia culturale che spirituale sulla popolazione. Attraverso le commissioni artistiche, che spesso includevano opere di notevoli artisti del tempo, le famiglie nobili contribuivano sia al decoro della cattedrale sia alla promozione delle arti e della cultura religiosa. La documentazione storica e le fonti dell'epoca, pur frammentarie, permettono di tracciare la storia di alcuni di questi spazi, fornendo dettagli su date di costruzione e su interventi specifici di rifacimento. Tuttavia, molte informazioni restano ancora da chiarire, offrendo ampio spazio per ulteriori ricerche e studi.
La cappella di santa Caterina, situata lungo il lato settentrionale della chiesa, rappresenta un esempio significativo del patrimonio architettonico e artistico religioso del XV secolo all'interno della cattedrale. Essa fu eretta nel 1434 da membri della famiglia Ghilini, come indicato nel testamento di Giacomo Ghilini, dei signori di signori di Marengo e Sezzè, che cita esplicitamente il suo impegno e quello di suo cugino D. Christofforo Ghiglinum nella fondazione di tale cappella all'interno della maggiore chiesa di san Pietro in Alessandria. Il contenuto del testamento recita: «Item legavit Capellæ Sanctæ Catarinæ [...] nu per fundatæ in Ecclesia Sancti Petri Ecclesiæ majoris Alexandriæ per ipsum Testatorem et D. Christofforum Ghiglinum.». Giacomo Ghilini venne poi seppellitto nella cappella di santa Caterina, e Girolamo Ghilini ne fornisce evidenza nei suoi "Annali":«Verso il fine del mese di Settembre, questa Patria fece perdita di Giacomo Ghilino [...]; ed al di lui corpo fu data sepoltura nella sua Capella sotto il titolo di Santa Cattarina nel Duomo di questa Città.».
Pochi decenni dopo, il 6 giugno 1452, Guglielmo Baschiazza fondò una seconda cappella dedicata a san Silvestro. Questa cappella era collocata tra quella di santa Caterina e l'andito situato dietro alla Torre, arricchendo ulteriormente il complesso ecclesiastico.
Sicuramente queste cappelle non sono solo state dei semplici elementi architettonici, sono anche state dei testimoni storici e culturali che avrebbero offerto spunti significativi di comprensione del tessuto sociale e storico alessandrino in epoca medievale e rinascimentale.

#### Sepolture
La storia delle chiese di Alessandria, in gran parte scomparse, trova una preziosa risorsa documentaria nel catalogo dei luoghi di sepoltura di individui distintisi per virtù, origine nobile o imprese significative. Questi sepolcri, spesso corredati da monumenti di rilievo e iscrizioni di pregio, sono in gran parte andati perduti. Non risulta che siano stati condotti studi sistematici finalizzati alla raccolta, catalogazione e analisi di tali iscrizioni. Un tentativo in questa direzione è rappresentato da un manoscritto attribuito a Carlo Guasco di Castelletto, di cui una copia è conservata nella collezione Bordes presso l'archivio storico del comune di Alessandria. Il catalogo si concentra sui secoli XV-XVIII, corrispondenti al periodo maggiormente documentato dai cronisti locali. In questa sezione vengono elencate le principali sepolture avvenute in cattedrale.
- 1434 - Giacomo Ghilini, giudice delle vettovaglie sotto Filippo Maria Visconti, cappella di santa Caterina[113]
- 1478 - Marco Cattaneo de' Capitaneis, vescovo di Alessandria, coro dietro l'altare maggiore[114][115]
- 1488 - Luchino Sacchi, dottore in filosofia e medicina, cappella della Salve[116]
- 1502 - Niccolò Gambaruti, giureconsulto e letterato[117][118]
- 1533 - Margarita del Maino, moglie di Gaspare[119][120]
- 1534 - Gaspare del Maino, governatore: sepolto accanto alla moglie[121]
- 1550 - Giacomo Filippo Sacco, presidente del Senato di Milano, cappella di san Perpetuo (in seguito denominata san Giuseppe)[122][123]
- 1551 - Tre guerrieri ungheresi morti in battaglia contro i francesi sotto San Damiano d'Asti[124]
- 1557 - Domenico Agostino Sacco, fratello di Giacomo Filippo, cappella della Salve[125]
- 1564 - Lelio Ottaviano Guasco, vescovo di Alessandria[126][127]
- 1566 - Giovanni Guevarra, governatore di Alessandria[126][128]
- 1573 - Ottaviano Mantelli, giureconsulto, cappella della Salve[129][130]
- 1579 - Emilio Mantelli, giureconsulto, cappella della Salve accanto ad Ottaviano suo padre[131][132]
- 1584 - Guarnero Trotti, vescovo di Alessandria, coro dietro l'altare maggiore[133][134]
- 1584 - Alessandro Cadamosti, podestà[135]
- 1600 - Giovanni Maria Mazzio, letterato[136][137]
- 1605 - Antonio Oblanca Guttuerez, podestà[138]
- 1630 - Gerolamo di Agostino, governatore di Alessandria[139][140]
- 1638 - Giovanni Antonio Massobrio, arciprete della cattedrale[141][142]
- 1640 - Erasmo Paravicini, vescovo di Alessandria, coro dietro l'altare maggiore[143][144]
- 1656 - Giorgio Fuoco, vicario generale vescovile, cappella di san Giuseppe, cripta dei canonici[145]
- 1657 - Agostino Domenico Inviziati, giureconsulto e vicario generale vescovile[146]
- 1691 - Giovanni Delle Sarte, governatore di Alessandria[147]
- 1706 - Filippo Maria Resta, vescovo di Alessandria, in cornu evangeli[148]
- 1736 - Lucerna di Campiglione, governatore di Alessandria, cappella di san Giuseppe[149]
- 1743 - Giovanni Mercurino Antonio Arborio di Gattinara, vescovo di Alessandria[150]
- 1769 - Lorenzo Burgonzio, storico[151]

## Estimo e pianta

### Estimo della cattedrale
La valutazione della cattedrale, commissionata come già scritto all'architetto Pietro Casalini in seguito alla riunione del consiglio municipale del 2 gennaio 1803, era stata precedentemente conosciuta solo tramite una trascrizione poco convincente pubblicata da tempo. In seguito è stato possibile recuperare l'originale autografo in francese, e la sua traduzione italiana, entrambi realizzate personalmente dall'architetto.
Il valore della stima non risiede tanto nei criteri di valutazione impiegati, che possono essere considerati in alcuni casi discutibili, né nella quantificazione del valore, fissato approssimativamente in 326.000 franchi. Questa cifra rappresentava la base su cui la municipalità avrebbe potuto richiedere un indennizzo al Governo per la demolizione della cattedrale, parte in denaro e parte in beni immobili. Di particolare interesse è invece l'allegato grafico, una dettagliata tavola di rilievo, riportata in questa voce più sotto, che include la pianta e il profilo trasversale dell'edificio, offrendo una visione "scientifica" della struttura, precedentemente nota solo attraverso uno schizzo di pianta rudimentale ed incompleto, un disegno a matita e penna.
La tavola di rilievo - conservata in due versioni molto collimanti tranne che per le dimensioni (rispettivamente, 52×35,5 e 47,1x40,6 cm.), una a penna e l'altra ad acquerello - è relativa al «Plan, et élévation de la Cathedrale d'Alexandrie d'aprés la mesure qui en a été jaite par ordre du Citoyen Crac S. Directeur des Fortifications de la part du Genie, qui a été chargé de la démolition, et par l'Architecte Casalini délégué par la Commune proprietaire de la dite Cathedrale pour servir de base aux demandes, et prétentions de la dite Commune en remboursement: Le tout ensuite de l'invitation du Prefet du Departement».
Il rilievo risultò il frutto di una collaborazione, come attestato dalle firme di Casalini e di Grac, «Directeur des Fortifications», al piede della tavola. Tuttavia, quest'ultimo optò per non firmare la perizia, ritenendo che alcune parti della stima fossero al di fuori delle sue competenze professionali. Questo dettaglio emerge da una relazione inviata dal Prefetto del dipartimento di Marengo, Campana, al Ministro delle Finanze a Parigi, datata 24 febbraio 1803. Nel documento si elencano i supporti utilizzati dalla municipalità per richiedere l'indennizzo, tra cui «2.do le dévis estimatif de la Cathédrale. 3º. Son plan et son élévation géométriquement déssinés. Ce déssein est signé par l'architecte de la Commune, et le Directeur des fortifications qui se sont concertés pour cela, mais ce dernier n'a pas voulu signer le dévis estimatif, vû que par le déssein on peut calculer la quantité des matériaux provenant de la démolition, et que le dévis de ce qu'on a pû dépenser pour bâtir et orner l'église est étranger à ses fonctions».
Per quanto riguarda la perizia di Casalini, non esiste una data precisa nelle diverse versioni note, anche se si sa che fu presentata al consiglio in una sessione straordinaria il 23 febbraio 1803. In questi documenti, la data del giorno in cui fu compilata rimane non specificata, mentre il disegno, ovviamente realizzato precedentemente, è datato 15 gennaio 1803.
Di seguito il testo integrale dell'estimo, in italiano:
| «In esecuzione della commissione appoggiatami da questo Consiglio Municipale relativamente alla lettera del Cittadino Campana Prefetto del Dipartimento di Marengo in data delli 5 Nevoso, di dare cioè l'estimo alla Fabbrica della Cattedrale di questo Comune, di cui ne venne con Decreto del primo Console in data delli 27 Brumajo ordinata la demolizione, mi sono a tal'ogetto reccato sul luogo, e presene le opportune dimensioni ne ho formato la Pianta regolare con il Taglio trasversale affine d'avere sott'occhio l'ogetto nella sua realtà; E dalle predette dimensioni, non meno che dall'attenta disamina di tutte le parti componenti la detta Cattedrale mi è risultato quanto segue. In due classi si può distinguere il valore della Cattedrale in assoluto cioè, ed in relativo. Per valore assoluto intendo il valore della materia con cui fu detta Cattedrale costrutta, non già considerata la quantità, che fu necessaria per la sua costruzione; mentre è indubitato, che nella demolizione molti materiali si frantumano, e si rendono di niun servizio, come resta di niun'uso la calce, che fu impiegata. Per valore relativo intendo tutte quelle parti della Fabbrica, che li servono d'ornamento, e che costarono forse somme egreggie, ma che per essere variato il genio architettonico, hanno perduto del loro valore, ed il loro maggiore prezzo si è l'antichità. Per valore relativo si possono intendere anche li Stucchi, e le Pitture, le quali conservono il loro valore, e preggio fintanto che sussistono nel dato sito; ma non sono d'alcun valore diversamente, perché non possono trasportarsi. La Cattedrale pertanto occupa sulla Piazza uno spazio di ottanta tavole superficiali, a cui se si unisce lo spazio della Piazza di S. Giuseppe, che resta di privativa ragione della Comune, risulta d'una Giornata, e più di terreno. Da antichi Documenti rilevasi, che l'acquisto di tale sito, il quale era occupato da Fabbriche, costò più di quaranta milla lire. La forma della detta Cattedrale è a tre Navate, ed il corpo della Chiesa è diviso, e sostenuto da sei Colonne, e sei Pillastroni d'ordine Gottico. Tanto il zoccolo, quanto le Basi, e Capitelli sono di pietra, lavorati questi ultimi con fogliami, e figure già in parte corrosi, e consonti dalla vetustà. A destra di dette Navate vi sono quattro Capelle, ed a sinistra tre; A destra poi della Facciata, la quale è rivestita sino quasi alla metà di sua altezza di pietre, trovasi la vasta, e ricca Capella di S. Giuseppe, le di cui pitture del celebre Pozzi sono d'un preggio incalcolabile. Ed a sinistra della medesima Facciata esiste il Campanile, ossia Torre su cui vedesi un singolare Orologgio a cinque quadranti; e finalmente a fianco del Presbitero, e Coro vi sono quattro altre Capelle. |            |
| Calcolata la quantità de' muri, e volti, che compongono la detta Cattedrale, considerando le fondamenta d'una conveniente profondità risulta essere non meno di cinque mille trabucchi di Piemonte, quali computati in ragione di franchi quaranta, prezzo, che in qualonque tempo possasi essere costrutta la predetta Cattedrale, non sarà mai costato meno, formano la somma di duecentomille franchi, dico | 200000 fr. |
| Il coperto è quasi tutto con legnami di rovere, ed è in quantità di trabucchi superficiali quattrocentocinquanta, quale calcolato in ragione di franchi quarantotto cadun trabucco, rileva | 21600 fr.  |
| Per le pietre da taglio, che servono di rivestimento ai muri si calcolano per lo meno ventimilla franchi | 20000 fr.  |
| Li ornati delle Porte della Facciata, de' Capitelli delle Colonne, e pilastri, e di quelli esterni del Coro, e Capelle laterali pure di pietra, avranno certamente costato grandiose somme, e si calcolano per approssimazione | 15000 fr.  |
| Alle sovradescritte somme si possono abbondantemente aggiongere altre settanta milla franchi per il valore delle Pitture, de' Stucchi, e della superficie del suolo, dico | 70000 fr.  |
| Cosicché il valore totale della predetta Cattedrale, ossia la somma, che può avere costato, anche sul supposto che nella sua esecuzione siansi procurate tutte le economie possibili, non è minore di | 326600 fr. |
| Quest'è quanto ho l'onore di rassegnare al Consiglio Municipale in evacuo dell'appoggiatami commissione, e mi sono in fede sottoscritto Alessandria, li ... Piovoso anno 11 Segnato: Casalini.» |            |
| (Pietro Casalini /I, pp. 131-133) |            |

### Pianta

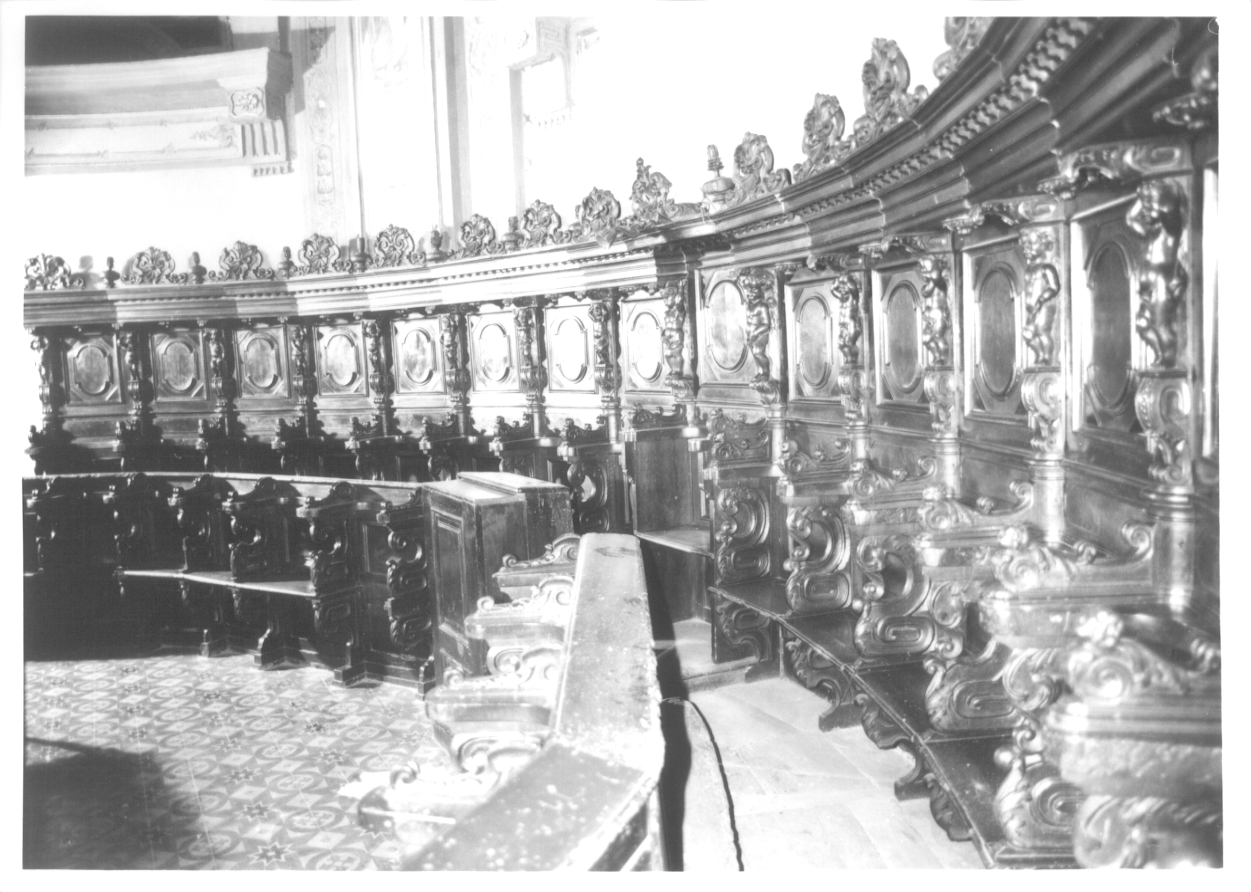
Coro ligneo, XVI secolo
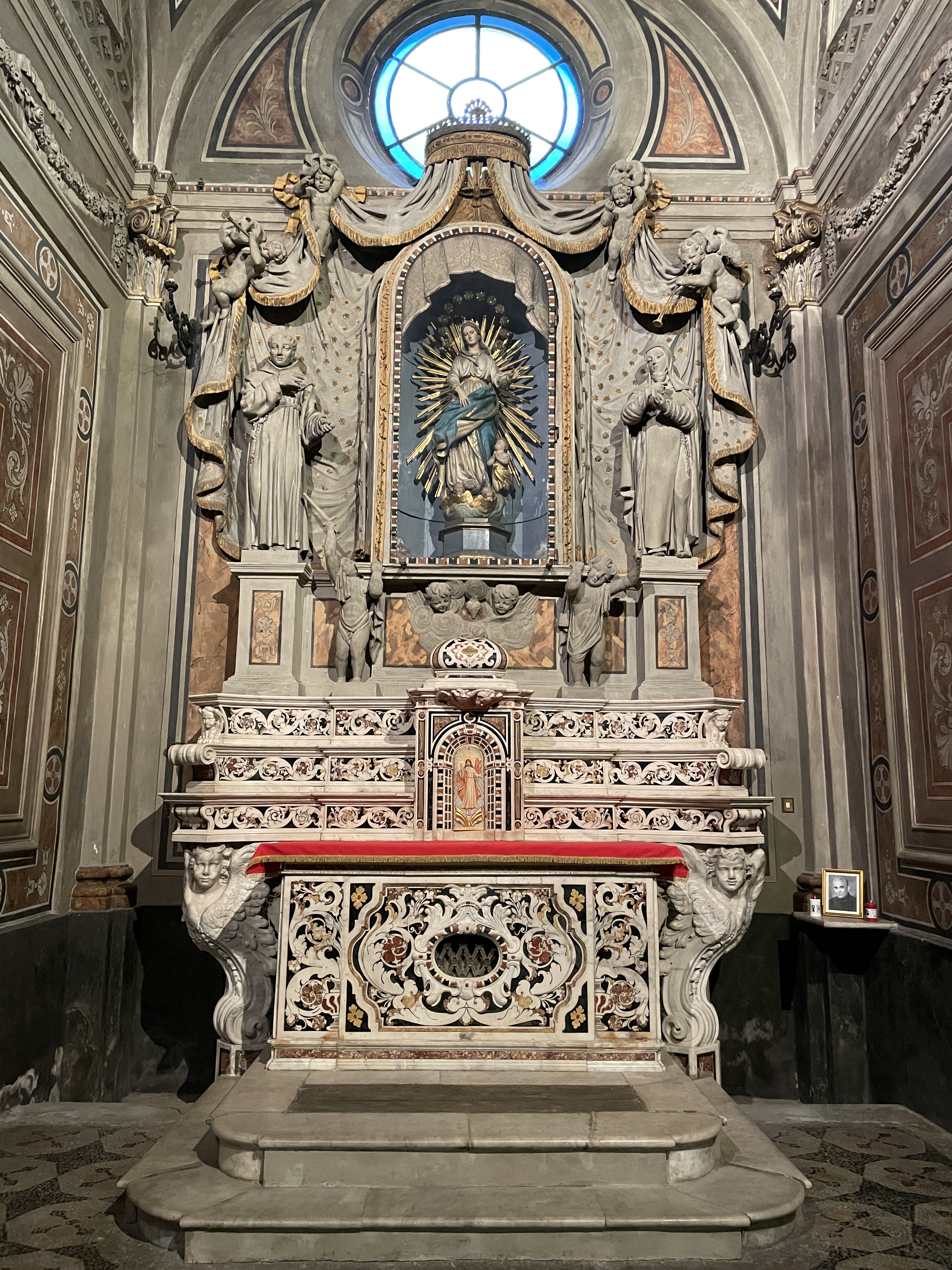
Altare maggiore, conservato nella nuova cattedrale
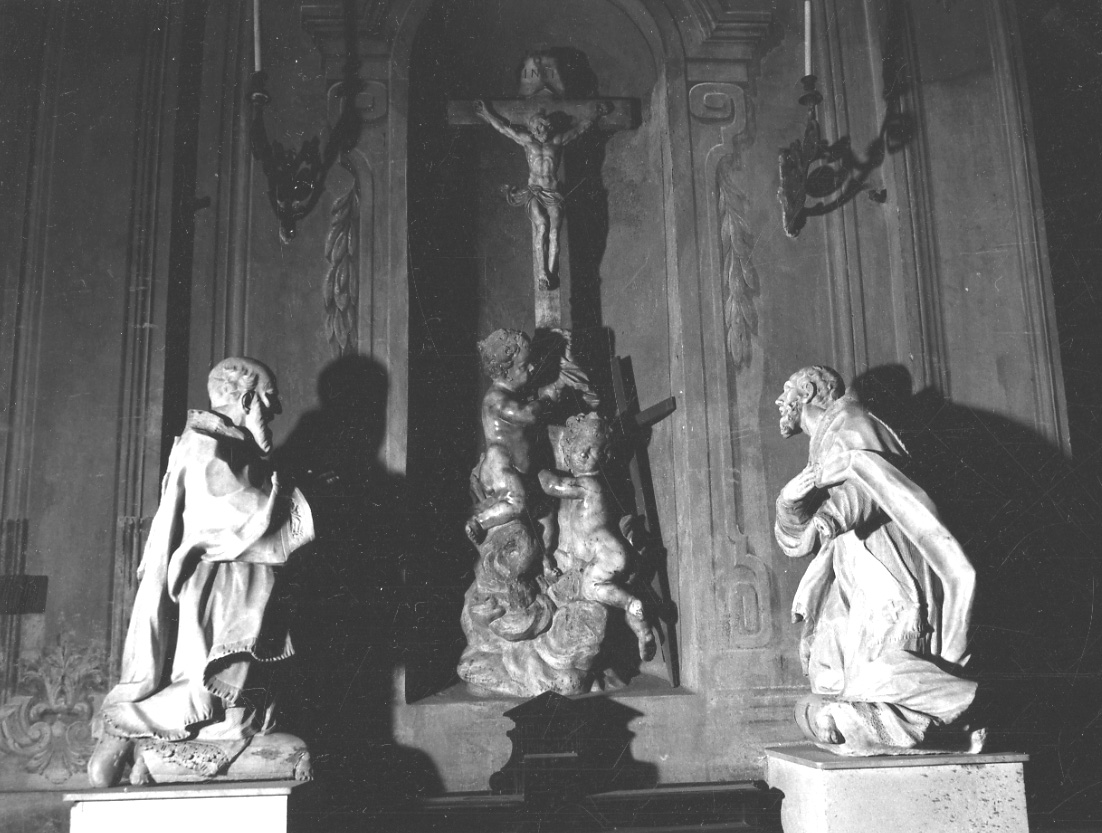
Gruppo scultoreo della crocifissione, costituiva il coronamento dell'altare maggiore
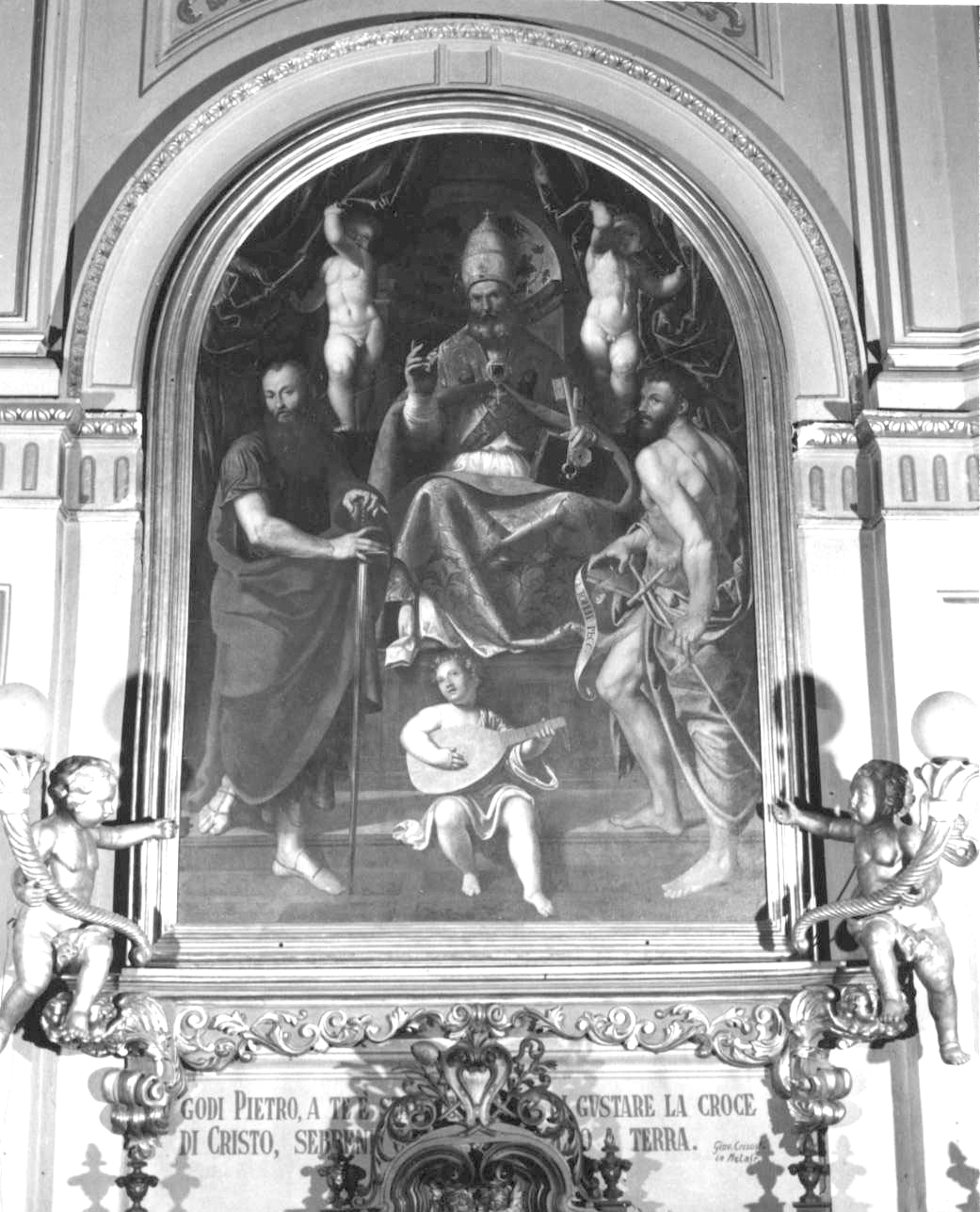
Pala d'altare commissionata da Giacomo Filippo Sacco nel 1546.
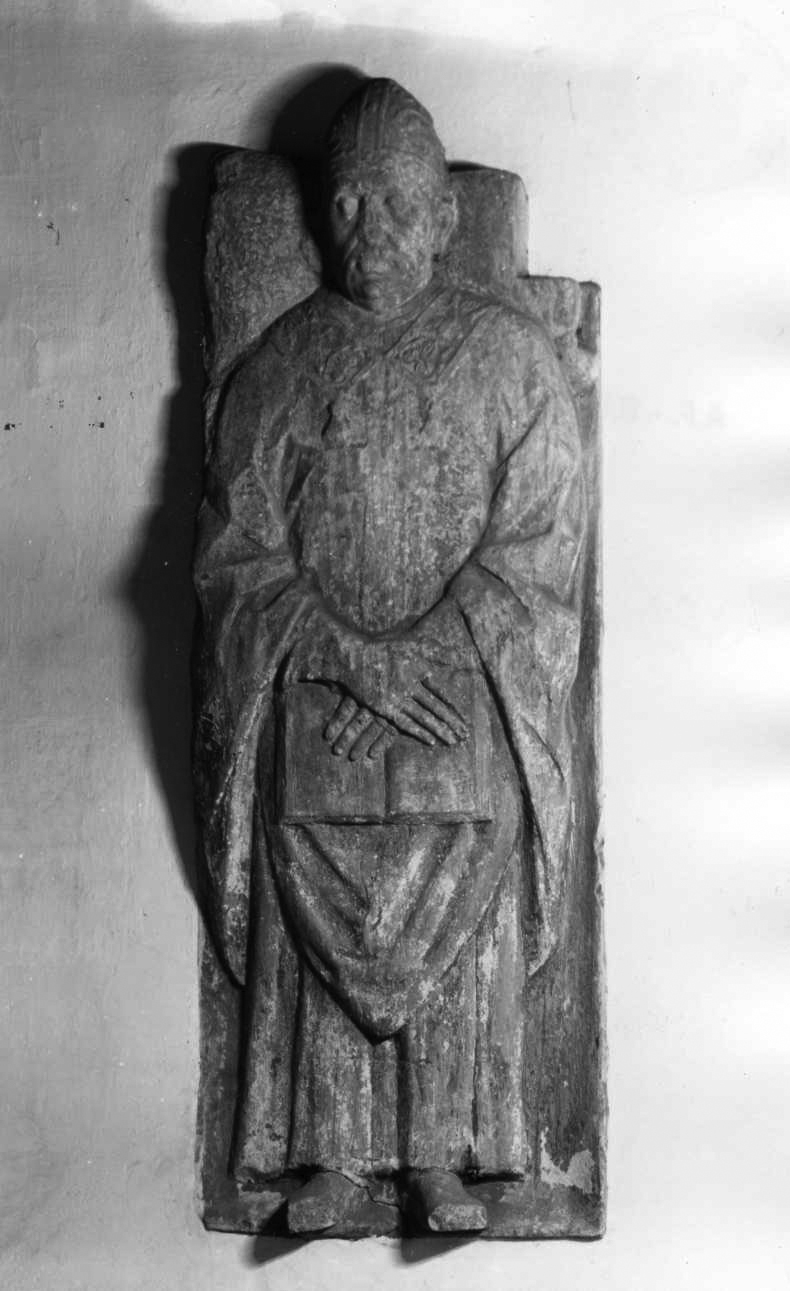
Ritratto funebre del vescovo Marco Cattaneo de' Capitaneis, ubicato contro la parete settentrionale del presbiterio
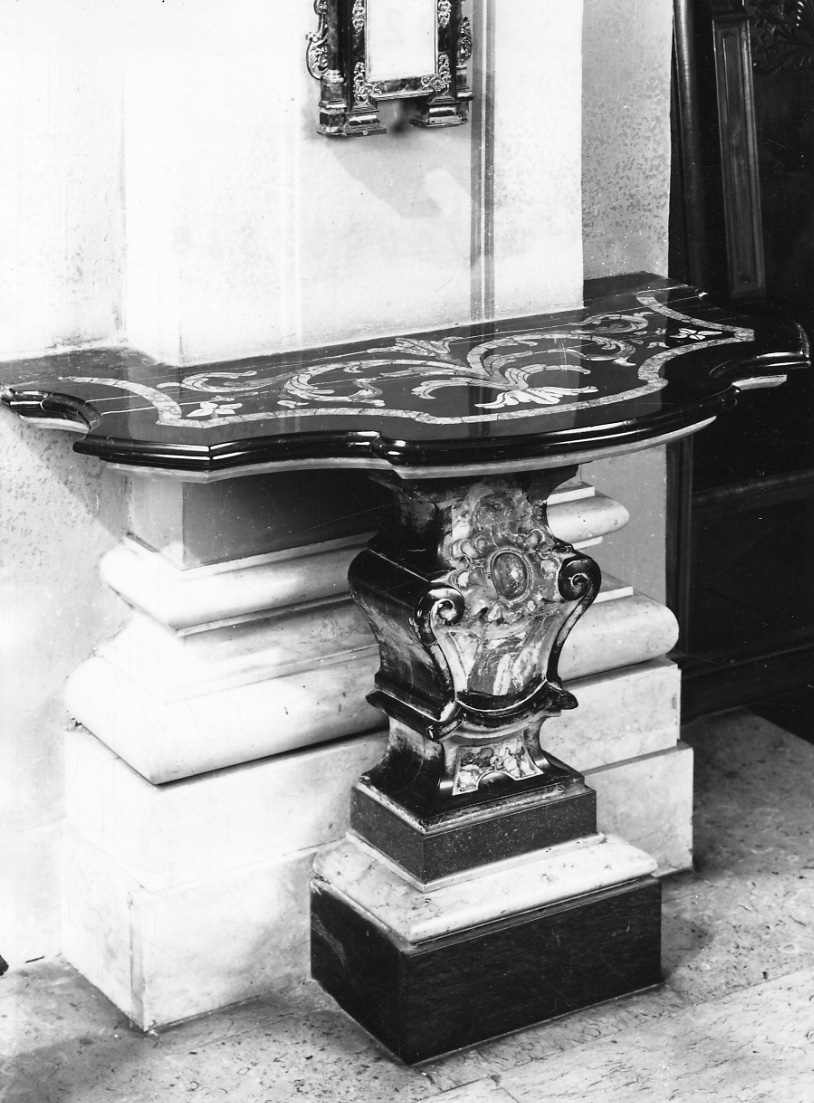
Piano d'appoggio posto nella cappella della Salve
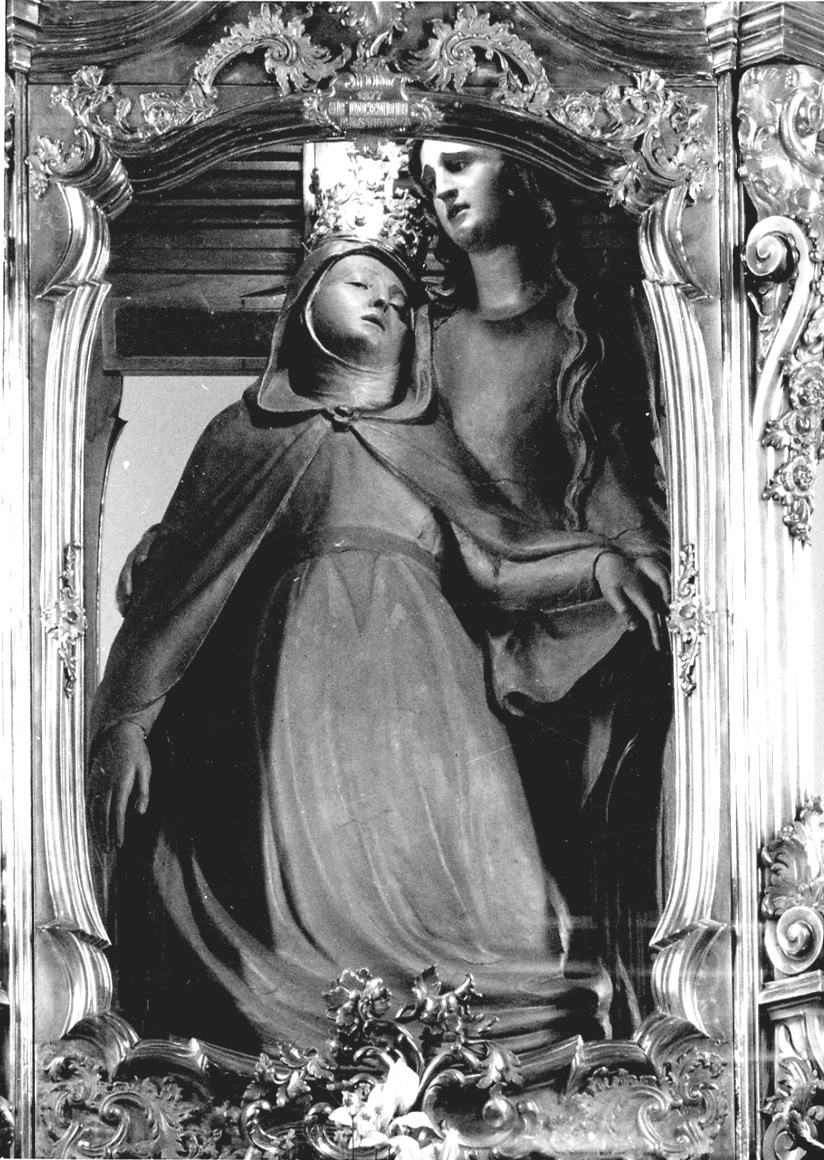
Simulacro della Madonna della Salve. Madonna e San Giovanni Evangelista ai piedi della croce
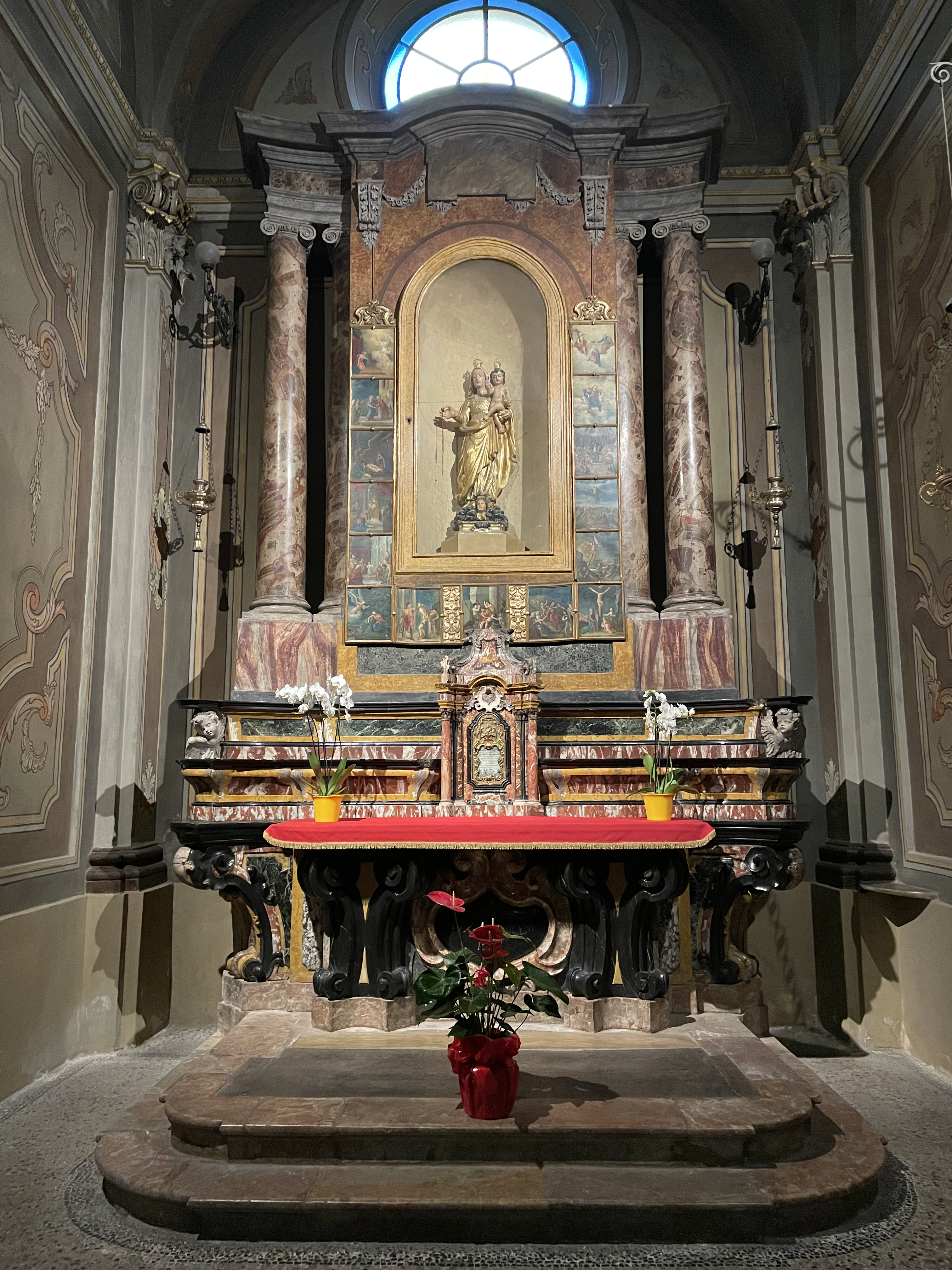
Altare della BMV della Salve
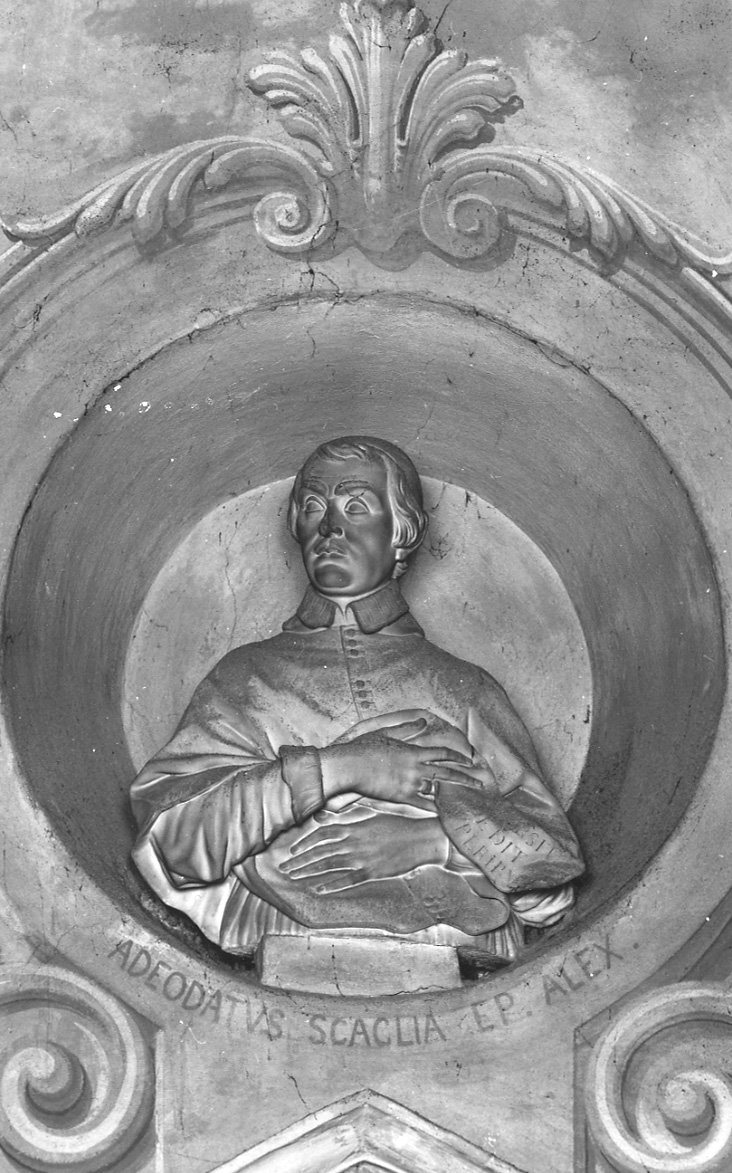
Busto ritratto del vescovo Deodato Scaglia
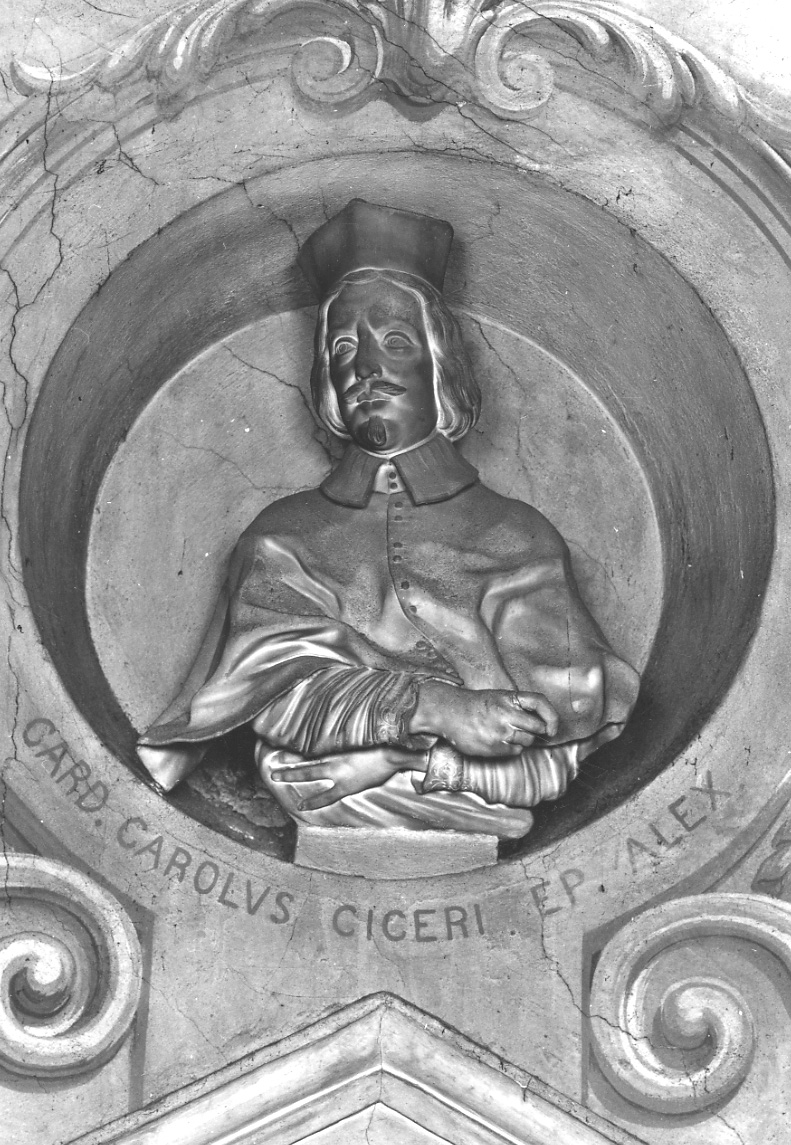
Busto ritratto del cardinale Carlo Ciceri
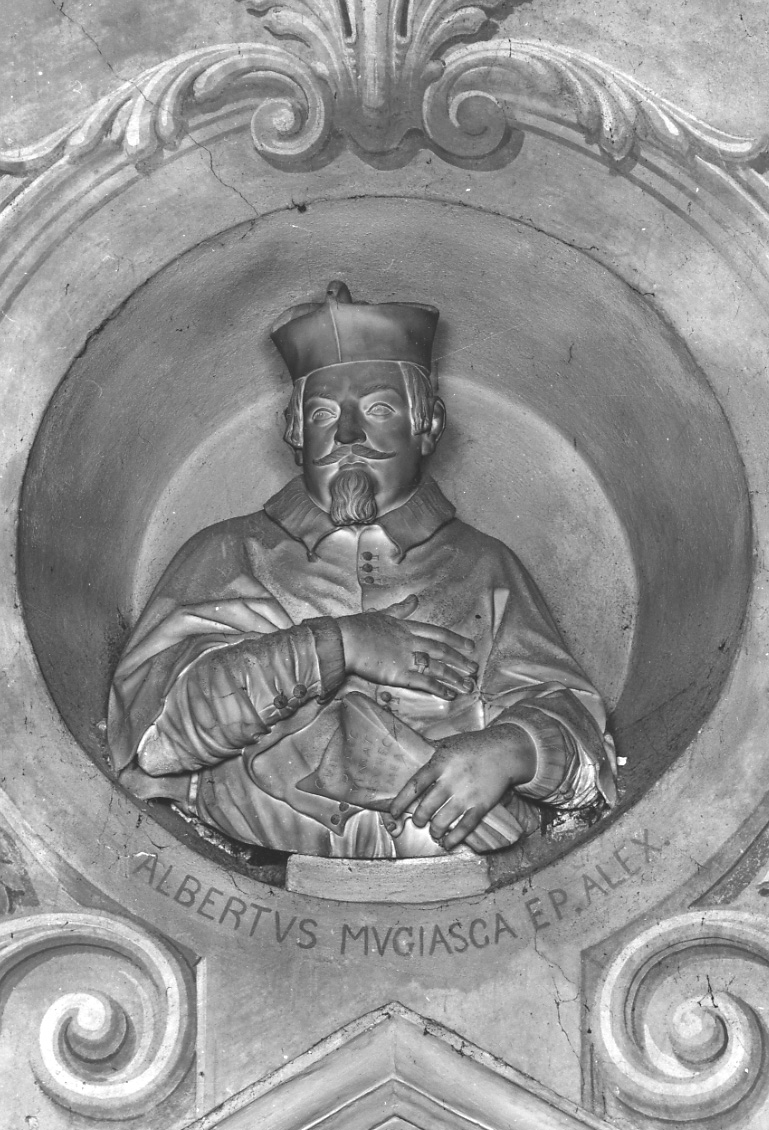
Busto ritratto del vescovo Alberto Mugiasca
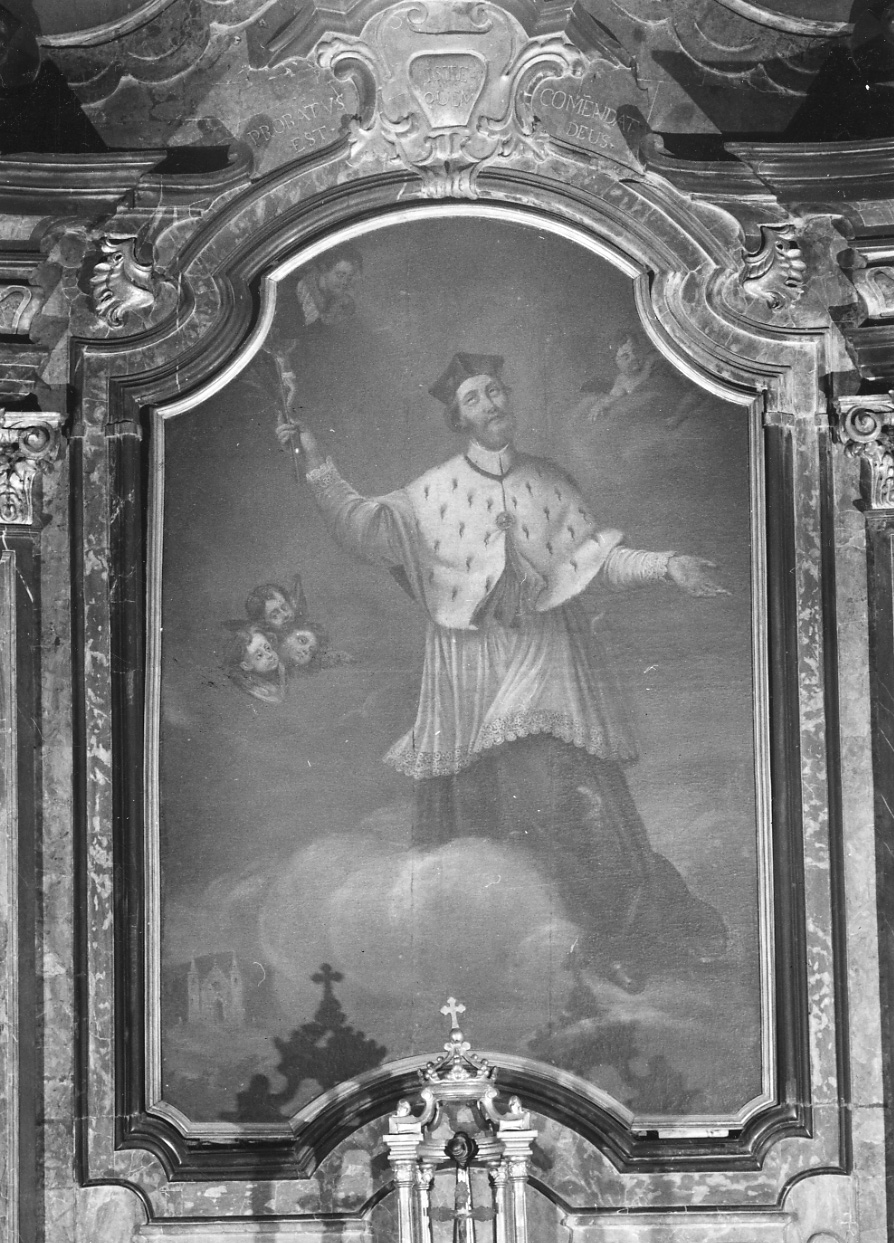
San Giovanni Nepomuceno
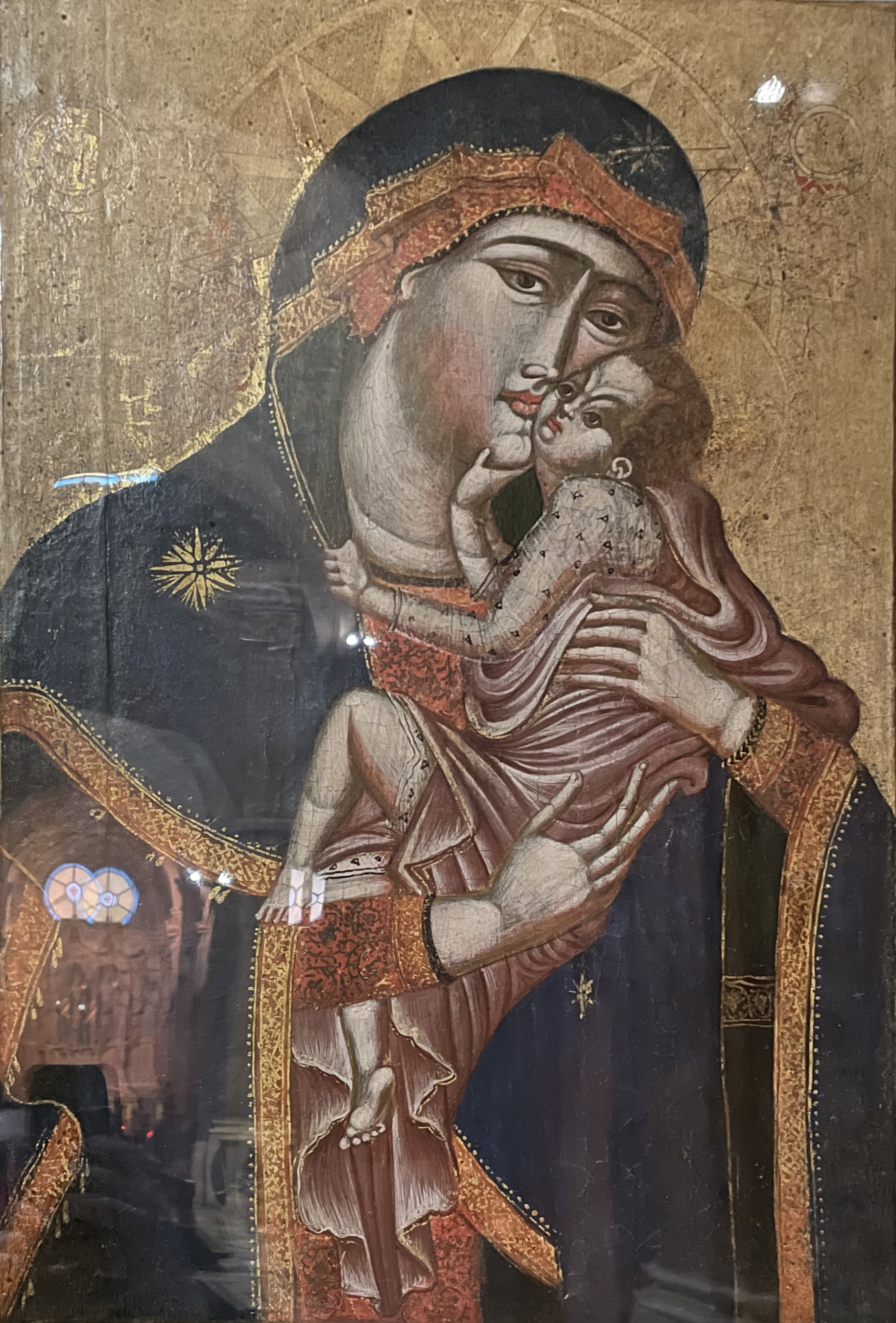
Madonna dell'Uscetto
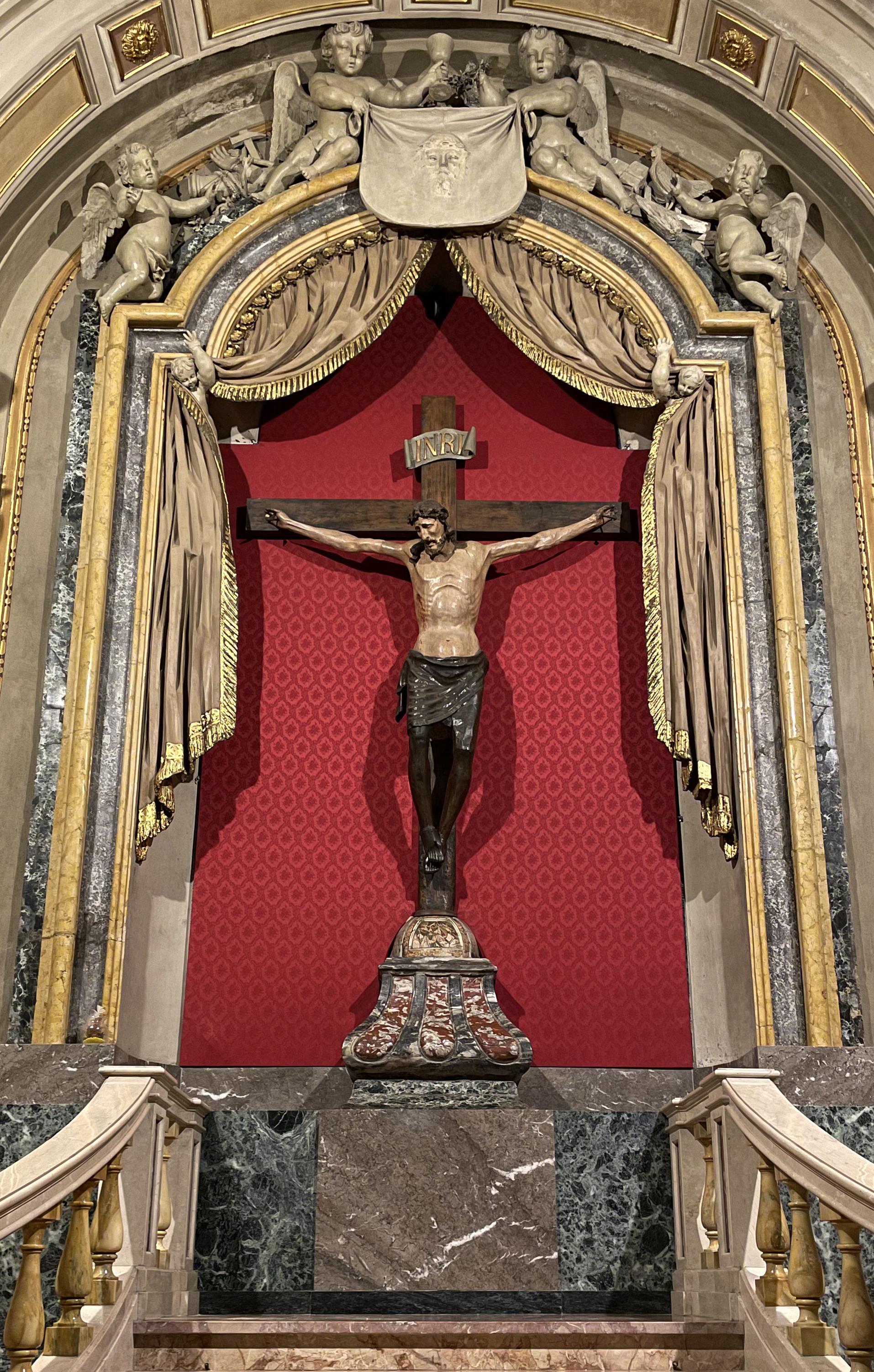
Cristo crocifisso dolente
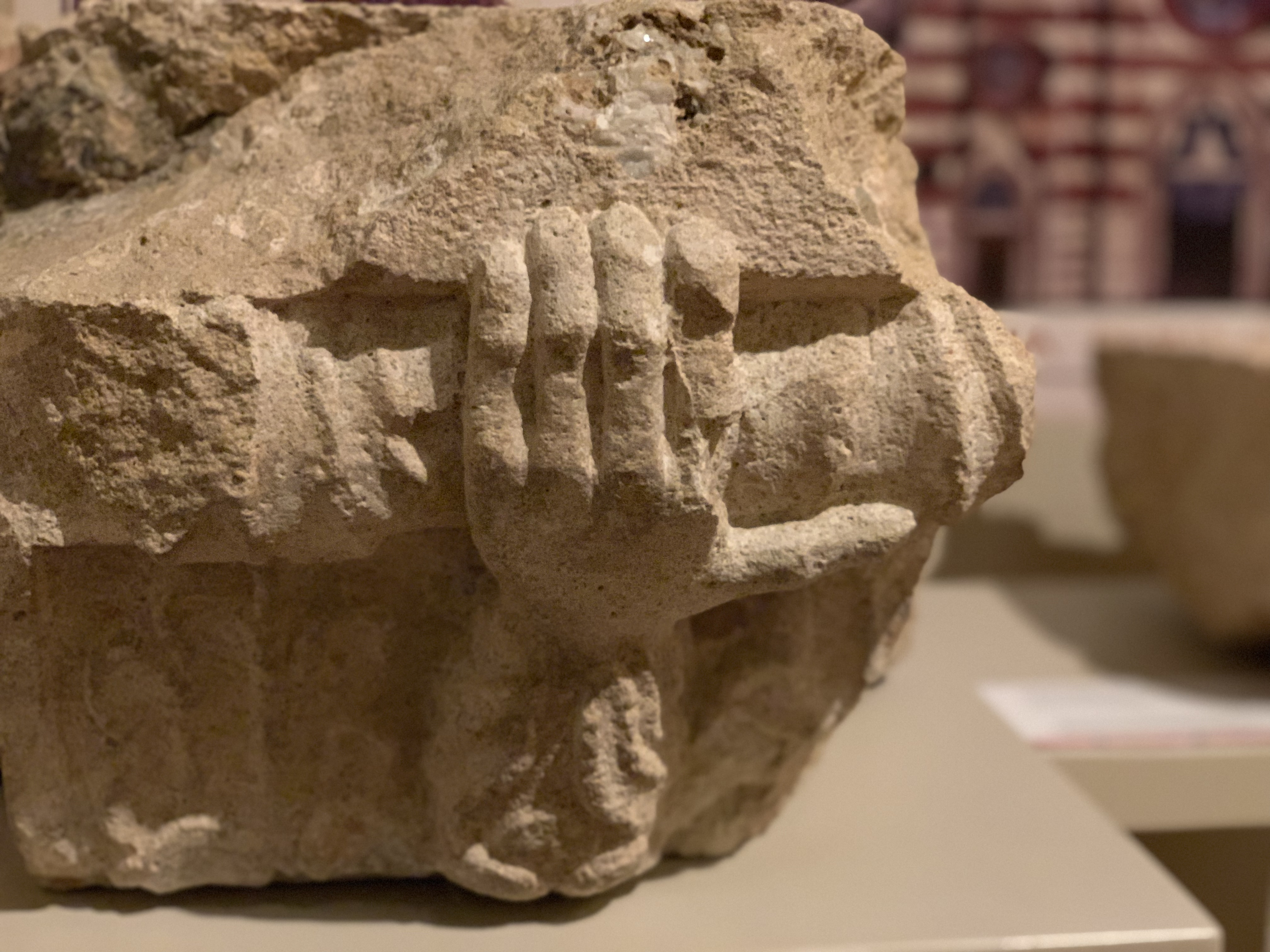
Architrave decorato, mensola sinistra dello stipite laterale che reggeva l'architrave della porta principale della torre civica, seconda metà XII secolo.
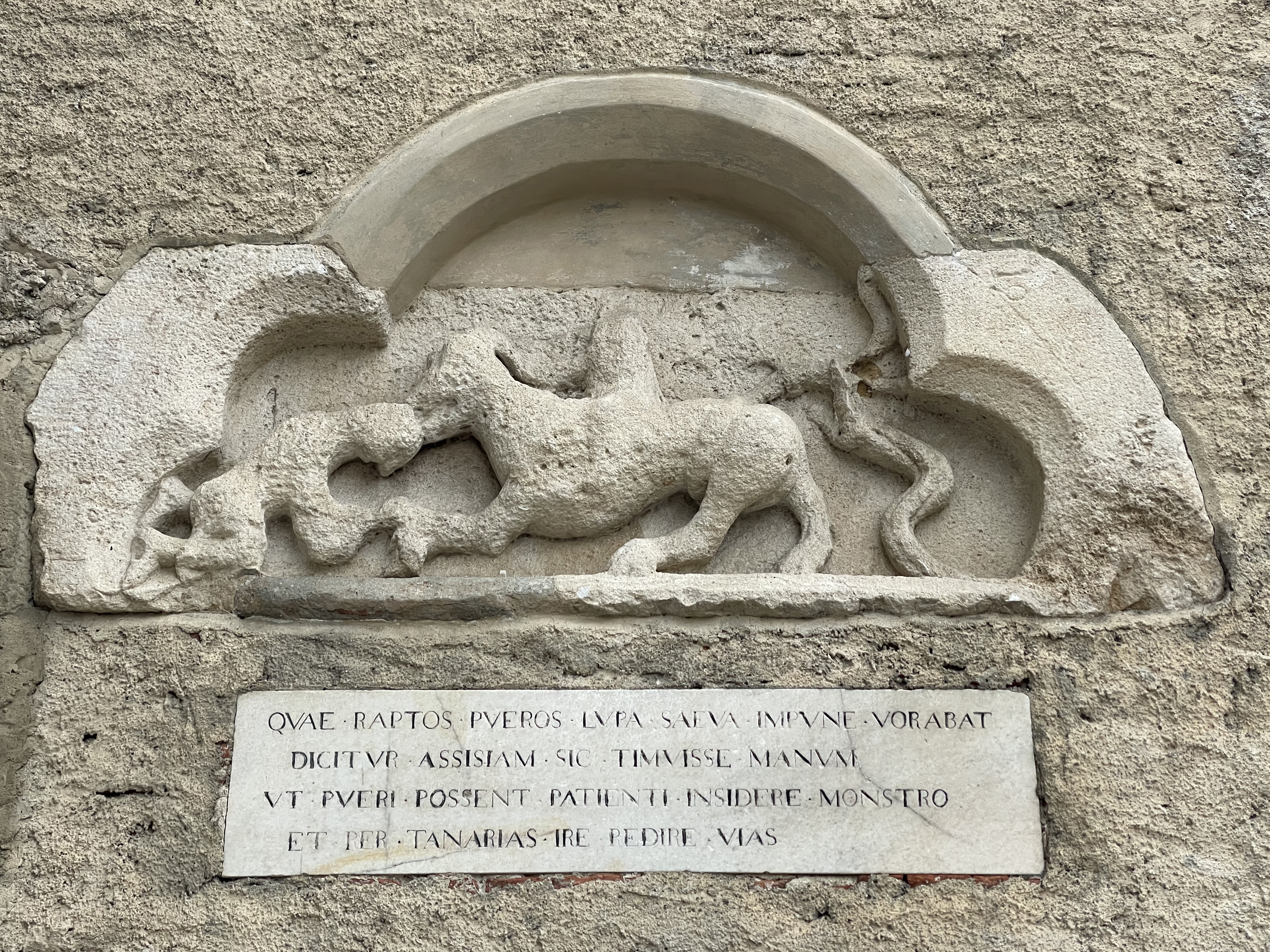
Bassorilievo, fine XII secolo. Collocato nella lunetta del portale della Torre Civica intorno al 1292
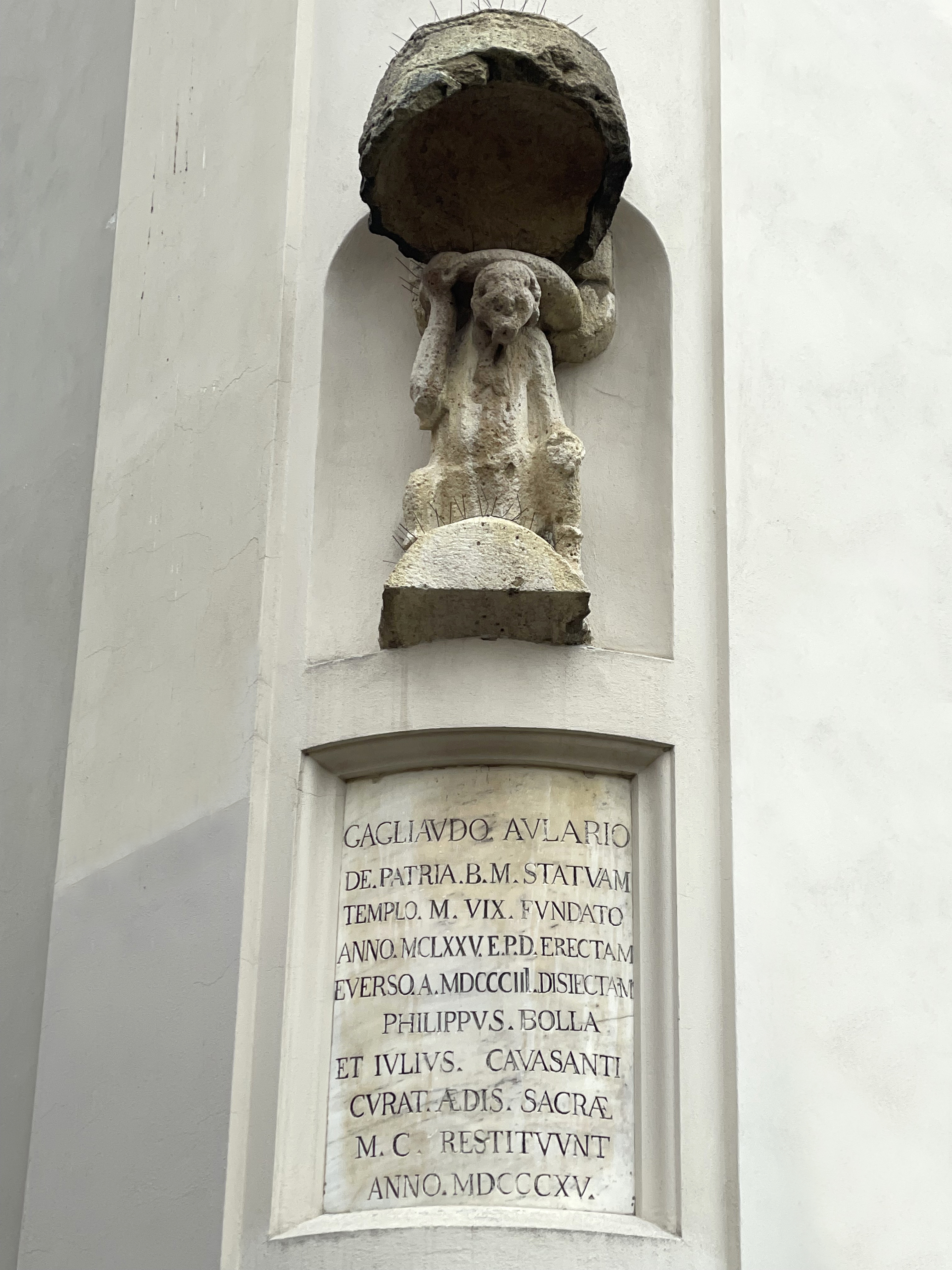
Atlante sostiene il globo terrestre, statua, scuola lombarda fine XII secolo. Collocata alla sommità del portale della Torre Civica intorno al 1292
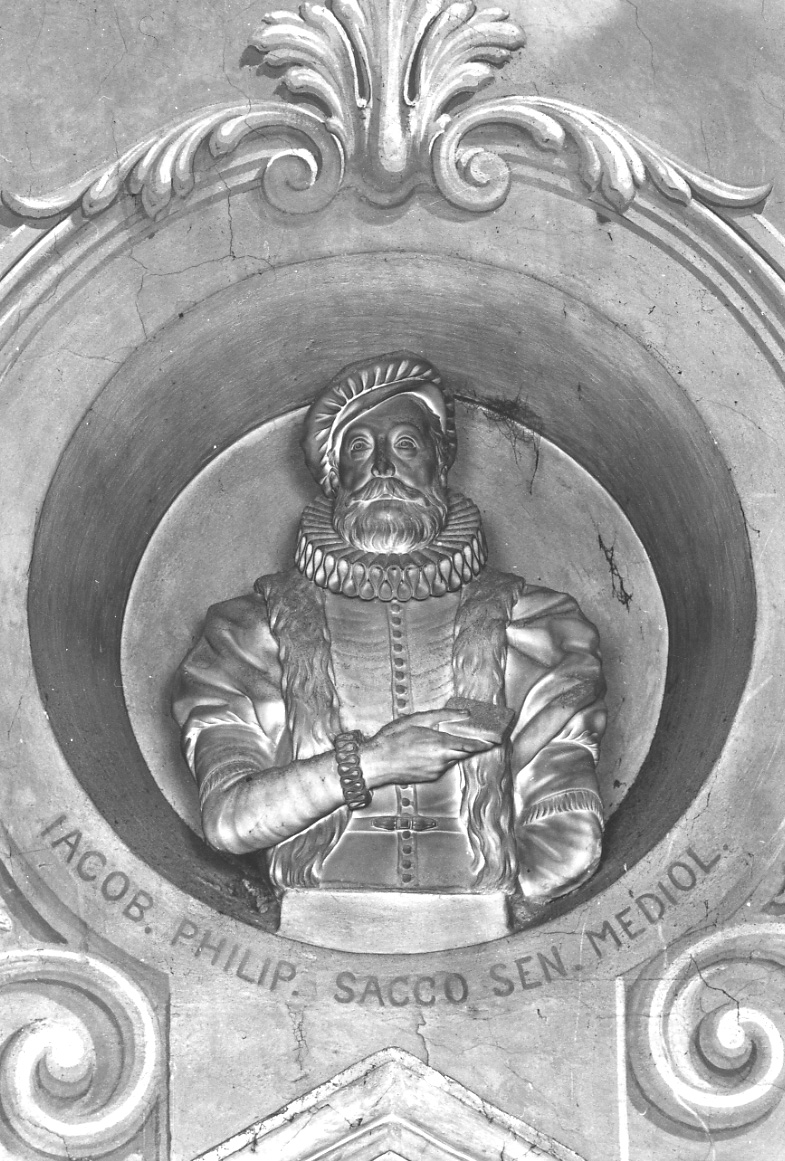
Busto ritratto di Giacomo Filippo Sacco
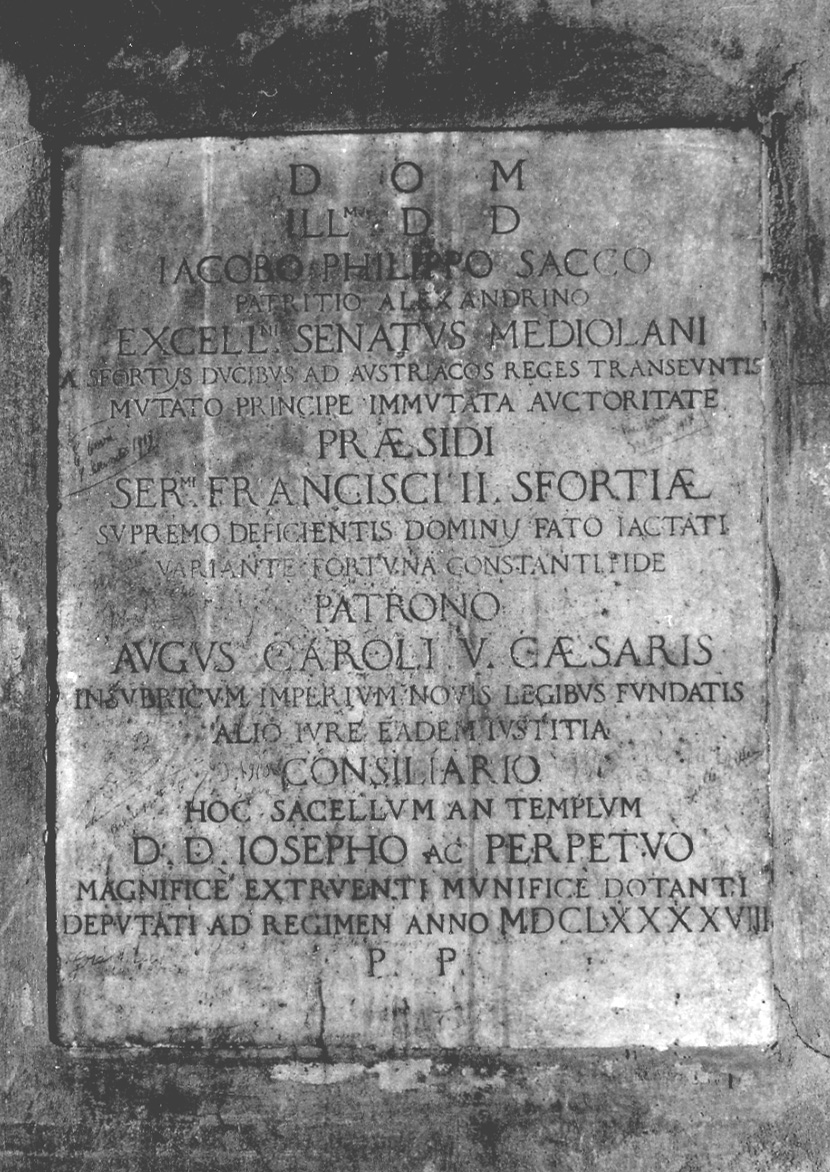
Lapide celebrativa di Giacomo Filippo Sacco
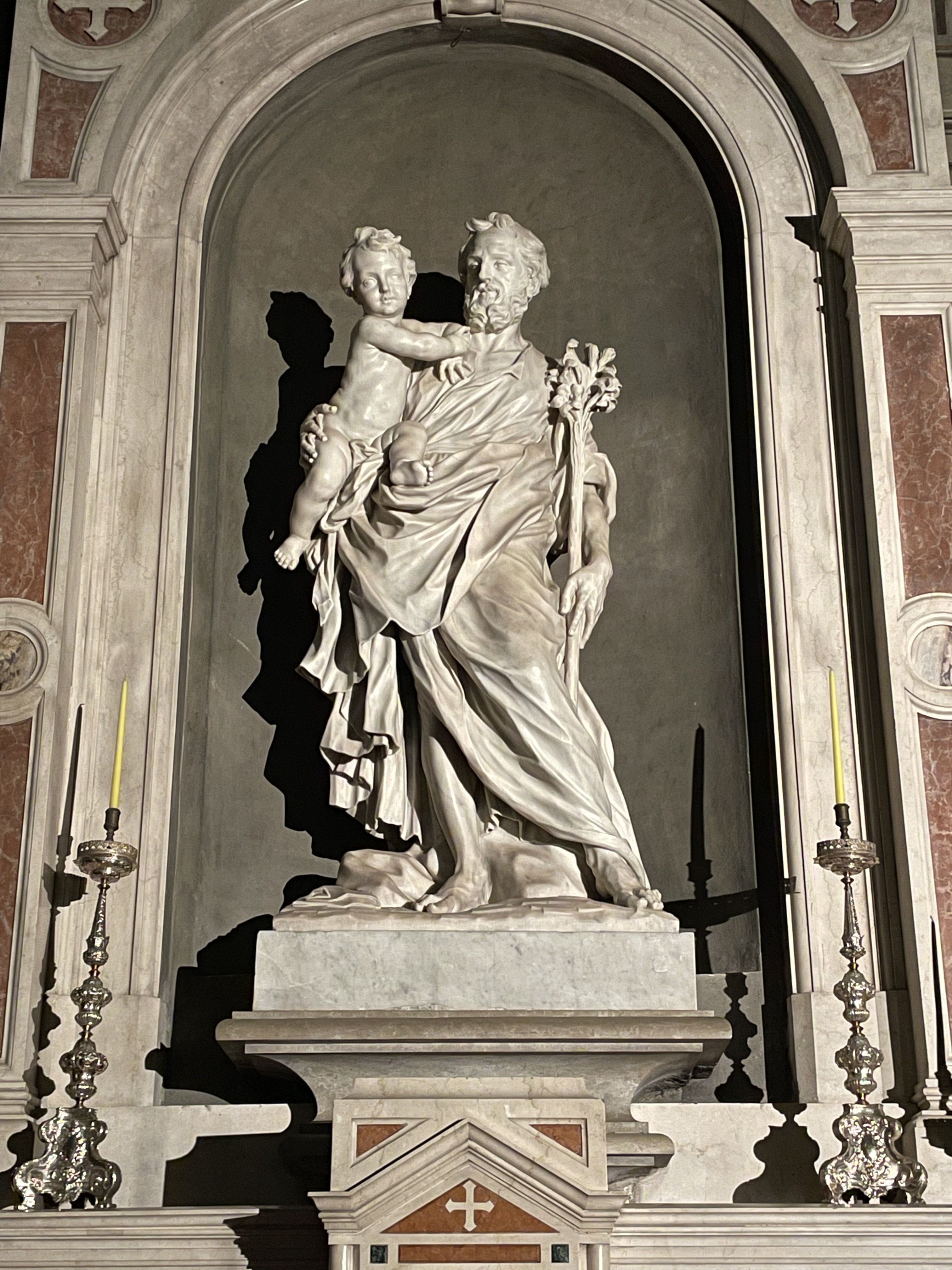
Statua di San Giuseppe
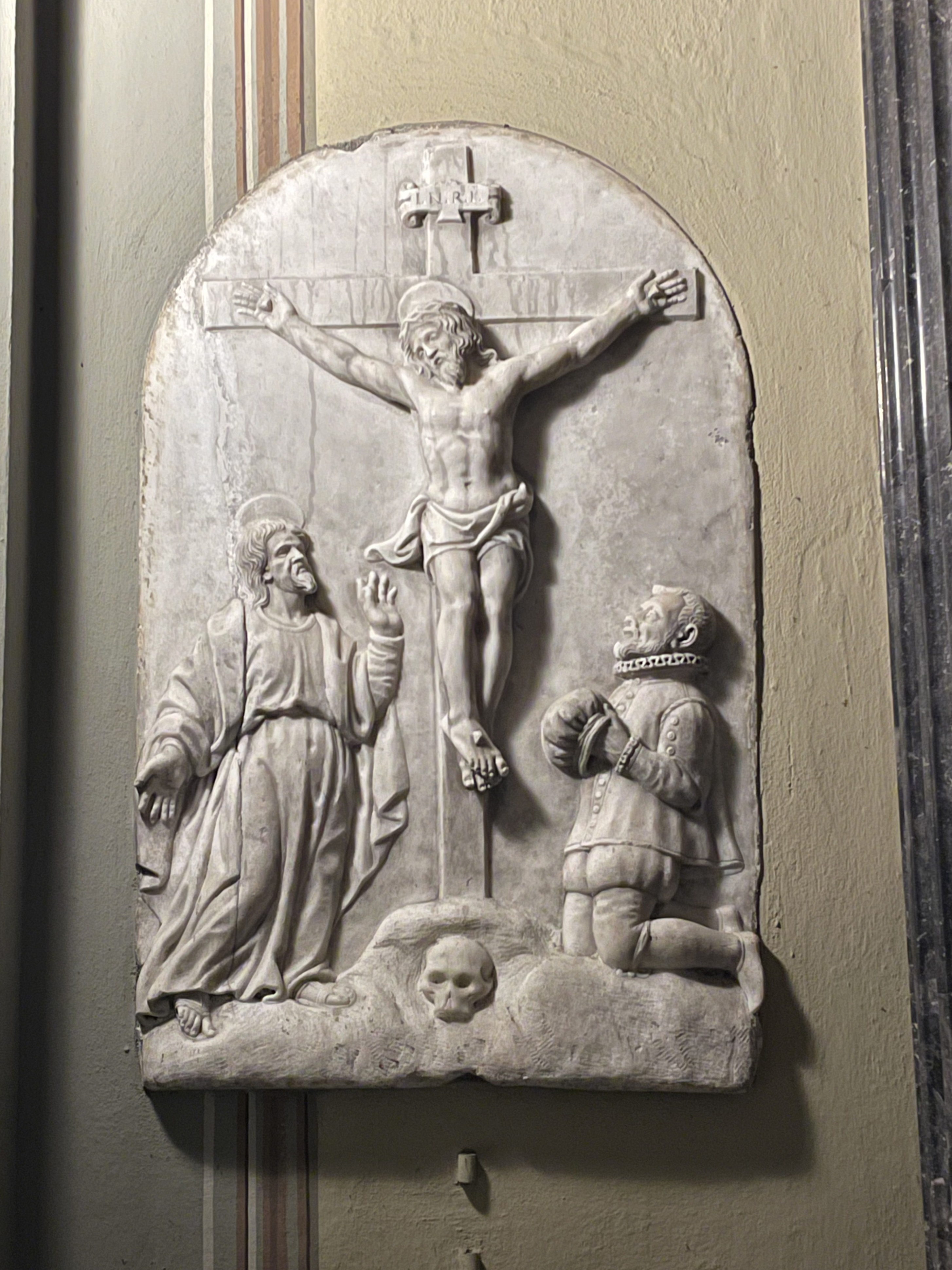
Crocifissione di Cristo, bassorilievo, XVI secolo

Pietro Casalini, Rilievo della Cattedrale di San Pietro, disegno a penna acquerellato, cm. 47,1 x 40,6 (Scala di 19 Toises = 16,3 cm.), 15 gennaio 1803.
Legenda
1. Presbiterio

2. Cappella della BMV della Salve

3 Altare di San Francesco Saverio

4 Cappella dei Santi Cristoforfo e Giuliano

5 Cappella di Santa Caterina

6 Cappella della "Madonna dell'Uscetto"

7 Andito del Crocifisso

8 Cappella di San Giuseppe

9 Sagrestia particolare di San Giuseppe

10 Stanza dei Seminaristi

11 Cappella della Santissima Annunziata

12 Cappella dei Santi San Carlo e Agostino

13 Cappella del Santissimo Crocifisso

14 Cappella dei Santi San Carlo e Ambrogio

15 Altare di San Liborio

16 Cappella di Sant'Andrea

17 Sagrestia Capitolare

18 Torre civica e campanile

19 Corte rustica

20 Cimitero

⊛ statue, busti, lapidi

│ raffigurazioni pittoriche

─ raffigurazioni pittoriche e crocifisso

A. Altare maggiore, 1695

B. Callisto Piazza, San Pietro in Cattedra, Pala d'altare, 1546

C. Rilievo sepolcrale, 1484.

D. Altare della BMV della Salve, XVIII sec.

E. Filippo Parodi, Tre busti di vescovi alessandrini, XVII sec.

F. Ignoto, San Giovanni Nepomuceno, tela, XVIII sec.

G. Ignoto, Martirio di Santa Caterina, Pala d'altare perduta, ?

H. Ignoto, Madonna dell'Uscetto, olio su tavola, XIV sec.

I. Due tele, probabilmente di Guglielmo Caccia detto il Moncalvo

J. Crocifisso ligneo, fine XV sec.

K. Fonte battesimale, perduto

L. Filippo Parodi, Busto di Giacomo Filippo Sacco, XVII sec.

M. Filippo Parodi, San Giuseppe, statua marmorea, 1703

N. Giovan Carlo Aliberti?, Sant'Andrea, olio su tela, perduto

O. Pulpito ligneo, perduto
- 1. Coro ligneo, XVI secolo[nota 94]
- A. Altare maggiore, conservato nella nuova cattedrale
- A. Gruppo scultoreo della crocifissione, costituiva il coronamento dell'altare maggiore[nota 95]
- B. Pala d'altare commissionata da Giacomo Filippo Sacco nel 1546.
- C. Ritratto funebre del vescovo Marco Cattaneo de' Capitaneis, ubicato contro la parete settentrionale del presbiterio[nota 96]
- 2.  Piano d'appoggio posto nella cappella della Salve[nota 97]
- D. Simulacro della Madonna della Salve. Madonna e San Giovanni Evangelista ai piedi della croce
- D. Altare della BMV della Salve
- E. Busto ritratto del vescovo Deodato Scaglia
- E. Busto ritratto del cardinale Carlo Ciceri
- E. Busto ritratto del vescovo Alberto Mugiasca
- F. San Giovanni Nepomuceno
- H. Madonna dell'Uscetto
- J. Cristo crocifisso dolente
- 18. Architrave decorato, mensola sinistra dello stipite laterale che reggeva l'architrave della porta principale della torre civica, seconda metà XII secolo[nota 98].
- 18. Bassorilievo, fine XII secolo. Collocato nella lunetta del portale della Torre Civica intorno al 1292[nota 99]
- 18. Atlante sostiene il globo terrestre, statua, scuola lombarda fine XII secolo. Collocata alla sommità del portale della Torre Civica intorno al 1292[nota 100]
- L. Busto ritratto di Giacomo Filippo Sacco
- L. Lapide celebrativa di Giacomo Filippo Sacco
- M. Statua di San Giuseppe
- 13 Crocifissione di Cristo, bassorilievo, XVI secolo[nota 101]

### Esplicative
1. 1 2  Console della città, agì per conto del popolo alessandrino.
2. 1 2  Ampliamenti del XIII secolo.
3. ↑  Si ricordi, ad esempio, il patto militare e commerciale che il comune di Gamondio strinse con la Repubblica di Genova nel 1146.
4. ↑  Nei primi vent'anni della sua storia la città presenta nelle fonti quattro diverse denominazioni: Alessandria, Cesarea, Palea, Rovereto, oltre alla designazione generica, abbastanza frequente, di civitas nova o nova civitas, ed alla più rara designazione di urbs nova, (Geo Pistarino, p. 15). Il Ghilini nei suoi Girolamo Ghilini, p. 2-1168/1 vuole erroneamente che la nascita della città sia avvenuta il 22 aprile 1168, e cioè lo stesso giorno della fondazione di Roma: « [...] пеl qual giorno Romolo diede principio alla fabrica della Città di Roma [...]». Il Ghilini commette più di un errore: la fondazione di Roma è ufficialmente fissata il 21 aprile, e - in realtà - il nome Cesarea venne imposto dall'imperatore nella Reconciliatio Cæsareæ del 1183 (Monumenta Germaniæ Historica, pp. 181-182), che ben presto venne abbandonato dagli stessi abitanti come un elemento estraneo alla loro coscienza ed individualità collettiva, (Geo Pistarino, p. 15).
5. ↑  In italiano: "La ragione per la quale fu fondata Alessandria è la seguente: i Marchesi di Monferrato opprimevano quei luoghi che si unirono insieme, ovvero Roveto, Marengo, Gamondio e Bergoglio.".
6. ↑  In italiano: Il tributo da dare al Papa.
7. ↑  Secondo l'usanza del tempo della curia romana si era ancora nel mese di dicembre 1169.
8. ↑  In italiano: "A Dio, e al Beato Pietro, e a voi, predetto Signore Papa Alessandro [...] in perpetuo la terra di nostro proprio diritto, che si trova all'interno della suddetta città che il popolo di essa ha acquistato per costituire per sé una chiesa".
9. ↑  I possessores erano definiti tali come proprietari di almeno tre buoi.
10. ↑  I suddiaconi al tempo di papa Alessandro III rivestivano funzioni diverse da quanto non agisca un suddiacono post conciliare. Ricevevano l'ordinazione direttamente dal papa e a lui rispondevano dei propri servizi alle dirette dipendenze della sede apostolica.
11. ↑  Le notizie relative ad Arduino sono praticamente nulle, a parte sapere che fu vescovo eletto e mai consacrato tale; si sa inoltre della sua prematura scomparsa, che avvenne intorno a gennaio 1176 o 1177, necessitando così la nomina di un successore da parte del pontefice. Un ritratto di Arduino, presente un tempo al piano terreno del palazzo vescovile, era caratterizzato da un'immagine che lo raffigurava nell'atto di edificare una chiesa, con il motto Erigere cœpit (cfr. Roberto Livraghi, p. 11).
12. ↑  Il documento non menziona il nome del vescovo, che potrebbe essere sia Arduino che il suo successore Ottone.
13. ↑  Il nome dell'artista, attribuito con una certa incertezza, è stato suggerito da Alessandro Baudi di Vesme (cfr. Schede Vesme /II, p. 1664, n. 6). Nella vignetta centrale, ove viene illustrata la città di Alessandria, idealmente osservata dal punto di vista del quartiere di Bergoglio, emerge preminentemente la struttura imponente della cattedrale, caratterizzata da un corpo massiccio e pinnacoli che si ergono verso il cielo. La cornice decorativa che circonda il frontespizio e la vignetta è arricchita dalla presenza di due medaglioni posti ai lati, raffiguranti i santi patroni della città: san Baudolino, posizionato a sinistra, e san Valerio, a destra.
14. ↑  In italiano: "Codice degli statuti di Alessandria e della sua diocesi".
15. ↑  Interessante, sulla destra, il Palatium Novum del Comune del XIII secolo, sostituito, alla fine del XVIII secolo, dal nuovo palazzo del Municipio.
16. ↑  Il disegno rende riconoscibile una stratificazione architettonica compresa tra la fine del XII e la prima metà XVI secolo.
17. ↑  In italiano: "Ordiniamo che tali disposizioni ora stabilite, come il dono alla maggiore chiesa di Alessandria, che deve essere fatto e imposto ogni anno per il lavoro e la costruzione della stessa chiesa, debbano essere raddoppiate, e che tale raddoppiamento sia effettuato e pagato in modo duplicato".
18. ↑  In italiano: "Nella nona indizione, il grande tempio della città è stato completato dal Maestro Ruffino Bottino di Casale, come si legge nell'iscrizione sull'arco".
19. ↑  «Etiam eodem anno fuit levatum domicilium, & alta turris per homines Alexandriæ, & fuerunt Massarii Gullielmus Mantellus, & Villanus Boninus, & illi de sancto Salvatore se concordaverunt cum communi Alexandriæ». In italiano: "Anche nello stesso anno fu eretta una residenza e una torre alta dagli uomini di Alessandria, e i Massari erano Guglielmo Mantello e Villano Bonino, e quelli di San Salvatore si accordarono con il comune di Alessandria" (cfr. Giovanni Battista Moriondo /II, col. 730, 41-43).
20. ↑  «Gli Alessandrini [...] ridussero à qualche perfezione il Duomo della Città loro, e diedero principio alla fabrica del Campanile della Catedrale, havendo l'Arcivescovo di Milano Otto Visconti concessa un'Indulgenza a tutti quelli, che avessero fatta limosina per la sudetta fabrica» (cfr. Girolamo Ghilini, pp. 50-1).
21. ↑  In italiano: "Questa opera di questa porta fu completata da Inocenzo di Petrobono, nel tempo del (Massario?) Tommaso Pederana, della maggiore chiesa di san Pietro di Alessandria, nel 1384, il sesto giorno del mese di aprile".
22. ↑  Si veda la sezione della pianta della cattedrale
23. ↑  In italiano: "Si deve inoltre notare che gli altari [...] sono stati demoliti per ordine del reverendissimo signore visitatore apostolico, in quanto erano attaccati e fissati alle colonne della chiesa e si trovavano in altri luoghi scomodi".
24. ↑  In italiano: "Nel mese di luglio (1585, ndr.), il grande tempio di Alessandria, ormai deteriorato per posizione e vetustà, ha iniziato a essere restaurato".
25. ↑  In italiano: "Nello stesso anno, il grande tempio di San Pietro di Alessandria, precedentemente marcio e in declino a causa della vecchiaia, è stato restaurato in quello che ora appare, un esemplare di bellezza e eleganza, con spese sostenute in parte dallo stesso tempio, in parte da Ottavio Vescovo, e in parte dal Collegio dei Canonici. Il santuario di San Giuseppe, che era stato iniziato da tempo, era rimasto incompleto a causa della mancanza di fondi; Ottavio Vescovo ha provveduto a completarlo con alcuni dei redditi del tempio stesso".
26. ↑  In italiano: "Ho trovato la cattedrale squallida e completamente priva di ornamenti, l'ho resa molto decorosa, ho costruito il pavimento, ho fatto dipingere tutto l'interno rinnovato, ho trasformato tutte le finestre vetrate in una forma moderna, l'ho resa luminosa, ho restaurato tutte le cappelle".
27. ↑  Si tratta di due piante diverse, entrambe a penna e acquarello (27,5 x 29,3 cm. e 38,6 x 29 cm.), annesse alle rispettive carte della controversia (cfr. Fabbricieri della Cattedrale, cc. 84, 85).
28. ↑  Mancano, o parzialmente incompleti, i riscontri specifici presso i libri mastri delle relative Compagnie: SS.ma Croce, Compagnia della Santa Croce & Santa Spina, Compagnia del Santissimo Sacramento, Compagnia del Suffragio.
29. ↑  Per approfondire la vicenda che coinvolse i rinomati pittori di Andorno in competizione con i meno noti Perucchetti e Siliprandi, si veda De Cathedrali & Collegiatis.
30. ↑  27 brumaio anno XI.
31. ↑  10 frimaio anno XI.
32. ↑  In italiano: art. 1. La cattedrale della città di Alessandria, che ingombra la piazza d'armi, sarà demolita. I materiali saranno impiegati nelle fortificazioni.
33. ↑  In italiano: art. 2. I ministri dell'Interno, delle Finanze e della Guerra sono incaricati dell'esecuzione del presente decreto.
34. ↑  7 nevoso anno XI.
35. ↑  «Le Grand-]uge et Ministre de la Justice au Préfet du Département de Marengo [...] Le Premier Consul m'a chargé de Vous écrire qu'il approuve la Conduite que Vous avez tenue dans cette Occasion. Son intention est que la nouvelle Cathédrale soit mise dans le meilleur état possible et que [...] les Regrets des habitans soient entièrement calmés [...]» (cfr. documento originale in Extrait des Registres des Délibérations des Consuls de la République); e inoltre, «Le Grand-]uge etc. à Monsieur Eveque d'Alexandrie [...] Le Gouvernement est informé de tout ce que votre zèle, et votre attachement pour lui vous ont fait faire pour assurer l'execution paisible de la loi qui prescrit la demolition de la Cathédrale d'Alexandrie, il approuve toutes les misures que vous avez prises de concert avec le Préfet, pour faire cesser les regrets des habitans [...]», (cfr. copia coeva in Extrait des Registres des Délibérations des Consuls de la République). In italiano: "Il Gran Giudice e Ministro della Giustizia al Prefetto del Dipartimento di Marengo [...] Il Primo Console mi ha incaricato di scrivervi che approva la condotta che avete tenuto in questa occasione. La sua intenzione è che la nuova Cattedrale sia messa nel miglior stato possibile e che [...] i rimpianti degli abitanti siano completamente calmati [...]"; e inoltre, "Il Gran Giudice ecc. al Signor Vescovo di Alessandria [...] Il Governo è informato di tutto ciò che il vostro zelo e il vostro attaccamento per lui vi hanno spinto a fare per assicurare l'esecuzione pacifica della legge che prescrive la demolizione della Cattedrale di Alessandria, approva tutte le misure che avete preso di concerto con il Prefetto, per far cessare i rimpianti degli abitanti [...]".
36. ↑  «L'Administrateur Général par interim au Préfer de Marengo. J'ai reçu, Citoyen Préfet, Votre leure du 19. de ce mois concernant la démolition de la Cathédrale d'Alexandrie. J'approuve entièrement les dispositions que Vous avez jaites pour alle ger autans que possible les Regrets du Peuple sur la demolition de cette Eglise.», (cfr. documento originale in Extrait des Registres des Délibérations des Consuls de la République). In italiano: "L'Amministratore Generale ad interim al Prefetto di Marengo. Ho ricevuto, Cittadino Prefetto, la Vostra lettera del 19 di questo mese riguardante la demolizione della Cattedrale di Alessandria. Approvo completamente le disposizioni che avete adottato per alleviare quanto possibile i rimpianti del Popolo riguardo alla demolizione di questa Chiesa".
37. ↑  3 piovoso anno XI.
38. 1 2  12 nevoso anno XI.
39. ↑  7 piovoso anno XI.
40. ↑  4 ventoso anno XI.
41. ↑  15 vendemmiaio anno XII.
42. ↑  1° ventoso anno XI.
43. ↑  In italiano: "l modo più rapido e meno costoso per posizionare l'orologio, che si trova sulla Torre accanto alla Cattedrale di questo Comune, che verrà demolita, è di costruire sull'angolo del Palazzo dello stesso Comune corrispondente alla Piazza un innalzamento a forma di Torre seguendo l'ordine inferiore della Facciata dello stesso Palazzo, poiché, allo stesso tempo in cui si colloca lì l'orologio, si fornisce una maggiore comodità al Comune, che ha solo due Sale, e si aumenta lo spazio con due Camere, che saranno molto utili. La spesa sarà della somma qui sotto indicata: 24702 Fr.".
44. ↑  15 nevoso
45. ↑  In italiano: "Tra le Chiese Nazionali chiuse, tutte quelle che avevano una certa importanza sono state destinate al servizio militare; pertanto, penso che sia necessario lasciare la Cattedrale dove l'ho stabilita provvisoriamente al Convento dei Barnabiti, sebbene questo spazio sia un po' piccolo, è comunque abbastanza decoroso e richiede meno riparazioni rispetto agli altri; Non è stato destinato al servizio militare, e la parte principale del Convento è stata venduta. Rimangono solo alcune stanze adatte alla Sacrestia, al Coro, al deposito e all'alloggio dei Canonici dignitari".
46. ↑  Luigi Giulini fu un testimone oculare degli eventi
47. ↑  La fermata ad Alessandria avvenne l’11 novembre 1774.
48. ↑  In italiano: «Ha visitato il Corpo della suddetta Cattedrale, che è composto da tre navate, di cui quella centrale è la maggiore e le altre due laterali sono minori. Al capo della maggiore si eleva una cupola molto alta, illuminata da finestre, e si regge su due [...] del presbiterio, e due colonne; sotto la suddetta cupola sono formati quattro grandi archi, e in mezzo a quello che è di fronte brillano gli stemmi del predetto Vescovo DD., espressi su tela dipinta, e ai lati quelli della suddetta Illustre Città espressi allo stesso modo. Seguono, allo stesso modo in quella navata, tre altri grandi archi, ognuno dei quali include due più piccoli, sostenuti da sei colonne come descritto sopra. Questa navata maggiore, così come le predette laterali, è costruita con una volta a botte.».
49. ↑  Dopo il secondo conflitto mondiale fu denominata "piazza della Libertà".
50. ↑  Il contenuto del corpo degli statuti antecede di 250 anni esatti la pubblicazione a stampa, la cui esecuzione potrebbe essere stata incentivata da un evento commemorativo. Nel 1297, gli "anziani del popolo" di Alessandria organizzarono un testo unificato degli Statuti, incaricando una commissione di giuristi per il riordino di testi preesistenti, alcuni dei quali del XII secolo. Oltre agli Statuti, vennero inserite le "Consuetudini" del 1179 e alcune norme di due gruppi, la “Società di giustizia” e la “Società del popolo”, dei secoli XV e XVI. Il Codex, suddiviso in nove libri, è a volte incompleto e carente ma è stato fondamentale per il diritto locale per circa tre secoli (cfr. Codex Statutorum/1969).
51. ↑  Un esempio di come sarebbe potuta presentarsi la struttura mercatale della cattedrale alessandrina, si riscontra ancora osservando la "loggia dei mercanti" posta sul fianco meridionale della cattedrale di san Giorgio di Ferrara.
52. ↑  Il termine "beale" nel contesto del Codex Statutorum di Alessandria si riferisce a un sistema di canali che attraversava e delimitava la città medievale. Questi canali erano fondamentali per la gestione delle acque, particolarmente in un contesto urbano dove la regolamentazione idrica era essenziale per prevenire inondazioni, facilitare il drenaggio e sostenere le attività agricole e commerciali. Il beale rappresentava una caratteristica geografica preminente, probabilmente sfruttata sia per la difesa della città che per l'irrigazione delle terre circostanti. Nel Codex Statutorum, il beale viene menzionato in diversi punti, delineando l'importanza di questa struttura nell'urbanistica medievale. Il canale non solo definiva i confini della Platea Maior, ma era anche integrato nelle infrastrutture della città attraverso una serie di ponti e passaggi sopraelevati (levatæ) che consentivano il transito e l'accesso agli edifici e ai mercati.
53. ↑  Il 13 settembre del 1450 il duca di Milano Francesco Sforza concede alla città di Alessandria di riscuotere per un triennio le entrate del dazio della scannatura, cioè dei macelli, per la costruzione di un ponte in pietra sul Tanaro. Il duca si impegnò inoltre a versare alla città 500 fiorini all'anno, mentre Alessandria si impegnerà a contribuire alla spesa con 1000 fiorini (cfr. ASTo /1450): «Copia capitulorum et conventionum inter Franciscum Sfortiam vicecomitem Mediolani ducem [...] et Civitatem ac Communitatem Alexandriæ occasione illius submissionis factæ dicto domino» (in italiano: "Copia dei capitoli e delle convenzioni tra Francesco Sforza, visconte e duca di Milano, [...] e la Città e la Comunità di Alessandria in occasione di quella sottomissione fatta al detto signore."). La prima pietra del ponte fu collocata il 25 ottobre 1455 presenti Emanuele Trotti, Alberto Guasco, signore di Alice e Antonio I Guasco, marchese di Bisio. I lavori, svolti tra il 1455 e il 1488, sono affidati agli ingegneri ducali Guiniforte e Pietro Antonio Solari. L'impresa fu caratterizzata da varie difficoltà e numerosi incidenti, tanto che allo scadere del XV secolo risulta innalzata solo una parte delle arcate lapidee, mentre un tronco del ponte rimane ligneo. Due inondazioni di rilievo del Tanaro, nel 1463 e nel 1486 rallentarono in tutte e due i casi il compimento ormai prossimo dell'opera, per cui il ponte fu perfezionato solo al termine del XV secolo. Il 10 agosto 1497 vi fu una deliberazione del Consiglio degli Anziani, amministratori della città, per la ricostruzione di quattro arcate crollate del ponte a causa dell'inondazione del 1486. Il sodalizio al quale vennero affidati i lavori si impegnò a consegnare il ponte entro l'anno 1500: «Capitula quædam facta inter comunitatem Alexandriæ ex parte una et incantatores fabricæ pontis Tanagri ex parte altera, eo quod isti renuebant suis expensis reficere quatuor arcus, qui ceciderant per incursum aquarum. Inter cætera statuitur, ut fabrica pontis consummetur ad annum 1500, quo Iubilei festivitas celebratur» (cfr. Liber Crucis, p. 300.)
54. ↑  In italiano: "Nel frattempo e fino a quando (il ponte sul Tanaro) non sarà completato, la costruzione e la fabbricazione del campanile rimarranno sospese".
55. ↑  In italiano: "Il primo giorno di marzo, Marco dei Capitanei di Alessandria, Vescovo, morì e fu sepolto nella Chiesa Cattedrale, in onore della quale esiste un epigramma inciso sul suo sepolcro di marmo, dove si legge: [...]".
56. ↑  In italiano: "Il suo corpo fu sepolto nella cappella maggiore del tempio, chiamato Cattedrale, in un sepolcro di marmo di non ignobile struttura, sulla cui facciata si leggono questi versi: [...]".
57. ↑  Il documento citato rientra nella copia manoscritta dell'articolo relativo ad "Alessandria" compilato dal marchese Guasco per "Delle città d'Italia e sue isole adjacenti" di Cesare Orlandi.
58. ↑  In italiano: In questo sepolcro di marmo sono racchiuse le ossa del vescovo Marco / nobile e padre della città / Queste sedi divine erano state un tempo vedove e prive / quando le necessità della tavola erano sentite. / Qui viene mandato un pastore, acceso da un mirabile amore / che cerca ricchezze sparse e rinnova l'antico. / Doni ai templi, e con l'onore della divina lode / insegna al clero le opere di bene che restano. / Ah, infine, consumato dalla vecchiaia e dalla morte, riposa, / specchio del cuore, onore della religione. / Ora l'anima, trionfando in una patria migliore nei cieli, / godendo con i cori angelici delle opere beate. / Il primo giorno di marzo, anno del Signore 1478.
59. ↑  In italiano: "colui che realizzò l'ornamento e l'opera marmorea per l'altare della Beata Vergine Maria nella chiesa maggiore".
60. ↑  Manca documentazione specifica in merito, ma l'ipotesi che le absidi laterali siano state sopraelevate deriva dall'analisi della "Veduta del domo d'Alessandria per di dietro", conservata presso la Biblioteca Reale (Torino) di Torino e riprodotta in questa voce, che mostra chiaramente le absidi laterali munite di piccole cupole con lanternino. Si ritiene plausibile che le modifiche all'absidiola nord siano state iniziate dalla famiglia Sacco. Tali lavori di trasformazione si collocano tra il XVI e il XVII secolo. Nel 1592 il vecchio sito della cappella della Purificazione venne destinato ad accogliere il simulacro della Madonna della Salve, che da quel momento prese tale denominazione (cfr. La Cattedrale di Alessandria, p. 14).
61. ↑  In italiano: "Desidero che il mio sepolcro sia nella cappella di san Perpetuo, di cui ho il diritto di patronato, nella chiesa maggiore della città di Alessandria; e se al momento della mia morte la cappella non sarà stata costruita come ho previsto, dato che sono state poste le fondamenta con il permesso e l'autorizzazione concessi a me dai canonici e dal capitolo della suddetta chiesa e dai presidenti della suddetta città, desidero che il mio corpo sia trasportato alla chiesa della pace nei sobborghi di Milano".
62. ↑  In italiano: "Sia tenuto a erogare a beneficio della detta cappella, e della sua costruzione e degli ornamenti, ogni anno quanto si percepirà oltre trecento scudi fino a che non sia completata la detta cappella, insieme agli ornamenti.".
63. ↑  In italiano: "Un'ancóna per il detto altare, nella quale si spendano almeno duecento scudi, e gli adeguati ornamenti di tale altare, e gli abiti dei cappellani per la celebrazione degli uffici divini, almeno cento scudi, e una croce d'argento, due calici, e un turibolo del valore di cento scudi".
64. ↑  In italiano: "Mi sta molto a cuore il perfezionamento della detta cappella, già da me iniziata.".
65. ↑  Il problema della successione diretta si manifesta chiaramente nel testamento di Agostino Domenico Sacco, redatto nel 1557. Nel documento, Agostino Domenico, non avendo eredi diretti, nomina come suo erede universale Antonio Dal Pozzo, figlio di sua sorella Monaca. Inoltre, consapevole della necessità di stabilire una linea di successione ben definita, designa ulteriormente due potenziali successori: Pietro Camillo Cane e Fabrizio Cane-Bisnati (cfr. ASAl, Notarile, notaio Antonio Lanzavecchia, mazzo 706, 8 luglio 1557).
66. ↑  In italiano: "Egli lasciò [una donazione] alla Cappella di santa Caterina [...] appena fondata nella chiesa di san Pietro, la chiesa principale di Alessandria, da lui, il testatore, e dal signor Cristoforo Ghilini".
67. ↑  In italiano: "Piano e alzato della Cattedrale di Alessandria secondo le misure che sono state prese su ordine del Cittadino Crac S., Direttore delle Fortificazioni da parte del Genio, incaricato della demolizione, e dall'Architetto Casalini, delegato dal Comune proprietario della suddetta Cattedrale per fungere da base alle richieste e alle pretese del suddetto Comune in rimborso: il tutto in seguito all'invito del Prefetto del Dipartimento."
68. ↑  5 ventoso anno XI.
69. ↑  In italiano: "2º Il preventivo estimativo della Cattedrale. 3º. Il suo piano e il suo rilievo sono disegnati geometricamente. Questo disegno è firmato dall'architetto del Comune e dal Direttore delle fortificazioni, i quali hanno collaborato a questo scopo, ma quest'ultimo non ha voluto firmare il preventivo estimativo, poiché dal disegno si può calcolare la quantità dei materiali risultanti dalla demolizione, e il preventivo di quanto si è potuto spendere per costruire e decorare la chiesa è estraneo alle sue funzioni.".
70. ↑  4 ventoso anno XI.
71. ↑  25 nevoso anno XI.
72. ↑  80 tavole superficiali corrispondono a circa 3040 m², la giornata supera i 3800 m².
73. ↑  «Il fabbricato dell'intiero tempio era di disegno si può dire semigotico, o germanico senza archi acuti, e le colonne erano proporzionate: le finestre della facciata erano rotonde, intagliate ed incavate» (cfr. Tommaso Canestri, p. 16).
74. ↑  Lungo il lato meridionale, cominciando dall'ingresso, dopo la Cappella di san Giuseppe si affacciavano le cappelle della santissima Annunziata, dei santi Carlo e Agostino, del santissimo Crocifisso e dei santi Carlo e Ambrogio.
75. ↑  Seguendo il fianco settentrionale, oltre l'ingresso laterale contiguo alla torre civica, erano presenti le cappelle della beata vergine dell'Uscetto, di santa Caterina e dei santi Cristoforo e Giuliano..
76. ↑  Non è del tutto chiaro a chi Casalini si stia riferendo, se a uno dei Pozzi ticinesi, artisti attivi in Piemonte nella prima metà del XVIII secolo (cfr. Schede Vesme /I, pp. 859-865), o al gesuita Andrea Pozzo, noto per le sue opere prospettiche. Tuttavia, ciò appare come una possibile confusione, considerando che i documenti disponibili indicano come autori degli affreschi nella cappella il bolognese Gian Antonio Giovannini, per l'architettura, e l'astigiano Gian Carlo Aliberti, per le figure.
77. ↑  Nella parte settentrionale, si trova la cappella di fondo della navata minore, dedicata alla beata vergine della Salve, affiancata da una cappella laterale intitolata a san Francesco Saverio. Sul lato meridionale, la cappella di fondo dell'altra navatella ospita l'altare privilegiato di sant'Andrea, e la cappella laterale simmetrica è dedicata a san Liborio.
78. ↑  È chiaramente valutato in questo contesto l'intero apparato decorativo medievale, che include le strutture dei portali, i rilievi figurati sulle lunette corrispondenti, i capitelli interni con decorazioni zoomorfe e vegetali, i piccoli capitelli dei portali e della loggia dell'abside centrale, nonché le varie fasce ornamentali e le cornici con archetti pensili.
79. ↑  Patronato della famiglia Ghilini
80. ↑  Patronato della famiglia Ghilini
81. ↑  Patronato della famiglia Sacco
82. ↑  Patronato della famiglia Lanzavecchia
83. ↑  Patronato della famiglia Gallia
84. ↑  Patronato della famiglia Varzi Castellani de Merlani
85. ↑  Patronato della famiglia Guasco Gallarati
86. ↑  Patronato della famiglia Dal Pozzo
87. ↑  Altare sovrastato dal gruppo marmoreo di Filippo Parodi formato dal Crocifisso abbracciato da due angioletti e adorato dai Santi Baudolino e Pio
88. ↑  Sopra l'altare era posto il miracoloso simulacro ligneo del XV sec.. L'altare è stato recuperato e inserito nella nuova cattedrale come altare della cappella della BMV del Rosario. L'identificazione è resa possibile dall'iscrizione apposta al centro del paliotto; conferma si trova inoltre nell'Inventario del 1840 in cui è menzione dell'altare "già della Salve in marmo nero" nella cappella di San Luigi: dal 1810 anno dell'inaugurazione della nuova Cattedrale al 1874 intitolata a San Luigi Gonzaga, la cappella fu dedicata al Rosario nel 1878 a conclusione dei restauri di Edoardo Arborio Mella (1874 - 1878)
89. ↑  Al centro, Carlo Ciceri, ai lati Deodato Scaglia e Alberto Mugiasca.
90. ↑  Il dipinto era collocato nella navata sinistra, sulla parete tra la cappella dei Santi Cristoforo e Giuliano e la porta della sagrestia capitolare, veniva esposto sull'altare maggiore nel giorno della festa del santo. Le notizie sono desunte dalla Visita del vescovo G. T. De Rossi del 1760; il dipinto è inoltre registrato negli inventari dei beni del Capitolo del 1773 e 1780. In un più recente inventario del 1816 è registrato "Un Altare di marmo col quadro serviente per incona col ritratto di San Giovanni Nepomuceno". Nella nuova Cattedrale, inaugurata nel 1810, il complesso era verosimilmente collocato nella quinta cappella entrando a destra, dal 1810 al 1874 dedicata al Santo. Con i restauri di Edoardo Arborio Mella (1874 - 1878) la cappella venne abolita per creare un atrio e relativa porta laterale e l'altare fu trasferito nel luogo definitivo sempre all'interno della cattedrale..
91. ↑  Il dipinto, raffigurante una "Madonna con Bambino", fu ritrovato nel 1542, secondo la tradizione, venne abbandonato da uno sconosciuto. Era collocato nella Cappella di San Silvestro, contigua alla porta laterale sinistra, donde la denominazione di "Madonna dell'Uscetto". Un primo cenno si trova nella Visita di Gerolamo Confalonieri, delegato del vescovo Ottavio Paravicini, del 1594: "Sancti Siluestri nunc vulgo dicitur Madonna del Uschietto"; nella Visita di monsignor Giuseppe Tommaso De Rossi del 1760 è inoltre una minuziosa descrizione della cappella. Venne conservata nella nuova Cattedrale a partire dal XIX secolo.
92. ↑  Secondo la tradizione è proveniente dalla Chiesa di Santa Maria di Castello e risalirebbe all'XI secolo, ma i caratteri stilistici inducono a posticipare la datazione al XV secolo. Era collocato nell'andito della porta laterale sinistra come risulta dalle Visite dei vescovi M. Arboreo Gattinara (1730) e G. T. De Rossi (1760) "transitus undeque depictus qui ducit extra Ecclesiam, ineoque visitavit Simulacrum SS. mi Cricifixi"; è menzionato nello stesso luogo nell'Inventario degli arredi della Cattedrale redatto nell'occasione della demolizione. La collocoazione nella nuova Cattedrale risale al 1810, anno della sua inaugurazione. Il Crocifisso fu rivestito in lamina di rame dall vita in giù nel XVIII secolo per proteggerlo dai fedeli che asportavano frammenti per devozione personale.
93. ↑  Ai fianchi della statua, conservata nella nuova cattedrale, i pannelli laterali, dispersi, del polittico della Purificazione del XVI secolo, con i Santi San Perpetuo e San Girolamo a sinistra e i Santi San Teobaldo e Santa Caterina a destra.
94. ↑  Il coro è conservato nella chiesa dei Santi Alessandro e Carlo di Alessandria. È di forma semicircolare e a doppio ordine di stalli; gli schienali dell'ordine maggiore presentano specchiature mistilinee e sono separate da putti.
95. ↑  Il gruppo marmoreo fu realizzato anch'esso nel 1695, come l'altare maggiore, con i fondi del lascito del vescovo Alberto Mugiasca e consacrato il 31 ottobre di quell'anno dal successore Carlo Ottaviano Guasco. È descritto in tutte le Visite settecentesche. Nella nuova cattedrale fu smembrato con l'utilizzo dei santi ad affiancare il Crocifisso ligneo quattrocentesco nella cappella a questo intitolata; fu quindi in tempi successivi ricomposto nell'ambulacro.
96. ↑  Il coperchio è l'unico pezzo superstite del sepolcro del vescovo Marco Cattaneo de' Capitani, che le fonti descrivono come opera «di bellissima scoltura, ornata da' vaghi bassi riglievi all'intorno». Scrive inoltre Guasco nel 1781: «Questo marmoreo sepolcro fu dissegnato, ed eseguito per il prezzo di 100 ducati d'Oro, dall'Ingegnere di Milano Maestro Boniforte Solario, come si comprende dall'Istromento di quittanza per la sudetta somma, pagatagli sotto il dì 7 di maggio 1484 da Lorenzo de Fileto Pontremolese, Capellano per l'addietro del Vescovo defunto». Alla medesima fonte attinge Chenna nel 1785, che però riporta altrimenti il nome dello scultore, ascrivendo la realizzazione del sarcofago ad un certo "Pier Antonio de Solerio". Accogliendo la versione del Chenna, Sant'Ambrosio (in "Rivista di Storia Arte e Archeologia per la provincia di Alessandria", 1898) ha identificato lo scultore con Pietro Antonio Solari, architetto e scultore sforzesco largamente attivo nella Milano della seconda metà del XV secolo.
97. ↑  Piano d'appoggio: superficie intarsiata, profilo sagomato; colonna di sostegno: sagomata con volutelle laterali e fronte intarsiato. Le due consolle gemelle sono collocate simmetricamente a ridosso delle pareti laterali del presbiterio della nuova cattedrale. Provengono dalla cappella della Beata Vergine della Salve. Si riscontrano analogie stilistiche con l'altare già della cappella della Salve della cattedrale antica poi traslata nella cappella del Rosario della nuova cattedrale.
98. ↑  I resti dell'architrave fanno parte di una serie di ritrovamenti alla luce delle indagini archeologiche, effettuate nella piazza principale di Alessandria tra il 2002 e il 2003, per sondare quanto rimanga ancora nel sottosuolo della antica cattedrale.
99. ↑  Forse proveniente dalla Cattedrale stessa, dopo la demolizione del 1803, fu trasportato e murato nel luogo ove si trova entro la prima metà del XIX secolo. La tradizione vuole che rappresenti il miracolo alessandrino di San Francesco che, in occasione di un suo passaggio per la città, ammansisce una lupa feroce.
100. ↑  Probabile frammento della primitiva Cattedrale romanica. Dopo la demolizione della Cattedrale fu trasportata e murata sull'estremità sinistra della nuova Cattedrale dal 1815. La tradizione vuole che rappresenti Gagliaudo, astuto contadino eroe dell'epos locale, col carico di una "formaggetta lodigiana".
101. ↑  Crocifissione di Cristo con San Giovanni Evangelista e committente. Nel mezzo è il Crocifisso, sulla destra è rappresentato di profilo il donatore in ginocchio, San Giovanni è in piedi sulla sinistra rappresentato di tre quarti. Il bassorilievo è verosimilmente l'elemento superstite di un più complesso apparato marmoreo. Secondo Giuseppe Amato (cfr. La Cattedrale di Alessandria. Storia e descrizione, Alessandria, p. 17) proverrebbe dalla Cappella di San Bartolomeo, dalla fine del Cinquecento detta del Crocifisso, di patronato della famiglia Varzi Castellani de Merlani, n. 13 di questo rilievo. Salvato dalla demolizione fu trasportato nella nuova Cattedrale inaugurata nel 1810 e murata a lato della porta della sagrestia.

### Bibliografiche
1. ↑  Giulio Ieni, II.
2. ↑  Geo Pistarino, p. 14.
3. 1 2 3 4  Geo Pistarino, p. 17.
4. 1 2  Geo Pistarino, p. 18.
5. ↑  Giovanni Battista Moriondo /II, p. 144.
6. ↑  Fabbricieri della Cattedrale, cc. 7v-8r.
7. 1 2  Giulio Ieni, I.
8. ↑  Geo Pistarino, p. 19.
9. ↑  Liber Crucis, p. 93.
10. ↑  Archivio di Stato.
11. ↑  Giovanni Battista Moriondo /II, col 546, 44-45.
12. ↑  Liber Crucis, p. 278.
13. ↑  Francesco Cognasso, p. 46.
14. ↑  Romeo Pavoni, p. 123.
15. ↑  Cesare Baronio, p. 404.
16. ↑  Codice 5077.
17. ↑  Roberto Livraghi, p. 11.
18. ↑  Giuseppe Cappelletti, pp. 534-535.
19. 1 2  Codex Statutorum.
20. ↑  Codex Statutorum, p. 351.
21. ↑  Giovanni Battista Moriondo /I, n. 240, coll. 258-259 («Indulgentiæ multorum Episcoporum pro Ecclesia maiori Alexandrina», 9 marzo 1289).
22. ↑  Giovanni Battista Moriondo /I, n. 248, col. 258 («Indulgentia Nicolai PP. IV. Pro Ecclesia ut supra», 9 dicembre 1289).
23. ↑  Giovanni Battista Moriondo /I, n. 250, col. 259 («Indulgentiæ Othonis Archiepiscopi Medionalinsis etc.», 10 dicembre 1292).
24. 1 2  Giovanni Battista Moriondo /I, col. 580, 52-53.
25. ↑  Girolamo Ghilini, pp. 53-2.
26. ↑  Guglielmo Schiavina, anno 1585, col. 278/b-c.
27. ↑  La cattedrale di Alessandria, p. 10.
28. 1 2  Giovanni Isidoro De Piaggia, p. 26.
29. ↑  Giuseppe Antonio Chenna, II, p. 30.
30. 1 2  Raffaele Lumelli, col. 603, 34-52.
31. ↑  Guglielmo Schiavina, anno 1585, col. 599/c.
32. ↑  Guglielmo Schiavina, anno 1587, col. 600/b-c.
33. ↑  Girolamo Ghilini, p. 170, n. 3.
34. ↑  Relatio Status Ecclesiæ Alexandrinæ.
35. ↑  Giuseppe Antonio Chenna, II, p. 38.
36. ↑  Giuseppe Antonio Chenna, II, p. 33.
37. ↑  Fabbricieri della Cattedrale, сс. 49г-49v, 62г-62v («Supplica del Sig.r Claro Fabriciere per la nova Sacristia che li Sig.ri Capitolari intendono fare», 24 maggio 1695).
38. ↑  Fabbricieri della Cattedrale, c. 77r e segg. («Concessione de Sig.ri di Provisione di fare una nova Sacristia al Revd.mo Capitolo della Cathedrale», 28 maggio 1695).
39. ↑  Fabrica Musices Sacrarum («Memoria riguardo alla Fabbrica progettata d'una ruova Sacristia [...] impedita da alcuni particolari nell'anno 1695 [...]»).
40. ↑  Giuseppe Antonio Chenna, I, pp. 324-327.
41. ↑  Giuseppe Amato, p. 27.
42. ↑  Visita Pastorale mons. De Rossi, cc. 20v-21r.
43. ↑  Giuseppe Antonio Chenna, I, p. 326.
44. ↑  Giuseppe Antonio Chenna, II, pp. 32, 33.
45. ↑  Giuseppe Antonio Chenna, II, pp. 38, 39, 36.
46. ↑  Fabbriceria della Cattedrale /V («Alli Sig.i Siliprandi, e Peruchetti Pittori d' Architettura, per aver dipinto i contorni a due Cartelloni, ne quali vi sono espresse le immagini di San Pietro [...]», [confesso n. 170, 21 giugno 1769]; «Al Sig.r Felice Andrietti Pittore per aver dipinto le imagini di detti Cartelloni da esporsi nella festa di S. Pietro», [confesso n. 171, 22 giugno 1769].
47. ↑  Giovanni Battista Rossi, p. 90.
48. ↑  Fabbriceria della Cattedrale /II, anno 1765.
49. ↑  Fabbriceria della Cattedrale /III, anno 1766.
50. ↑  Fabbriceria della Cattedrale /VI, anno 1768.
51. ↑  Giovanni Isidoro De Piaggia, p. 25.
52. 1 2  Archivio Ferrari di Castelnuovo.
53. 1 2 3 4 5 6 7 8 9  Extrait des Registres des Délibérations des Consuls de la République.
54. ↑  Convocati del Consiglio Municipale, cc. 104v-105г.
55. ↑  Consiglio Municipale /II.
56. ↑  Storia di Alessandria /III, nota 1, pp. 530, 531.
57. ↑  Demolizione della cattedrale antica di Alessandria, p. 136.
58. ↑  Demolizione della cattedrale antica di Alessandria, p. 135.
59. ↑  Demolizione della cattedrale antica di Alessandria, p. 137.
60. ↑  Inventario cattedrale.
61. ↑  Giovanni Battista Rossi, pp. 26, 27.
62. ↑  5 ventoso anno XI.
63. ↑  La cattedrale di Alessandria, p. 18.
64. ↑  Antico Duomo, nota 2, pp. 161, 162.
65. ↑  Girolamo Ghilini, p. 3-1170/1.
66. ↑  Giuseppe De Conti.
67. ↑  Giuseppe Antonio Chenna, p. 349.
68. ↑  D.A.F. De Sade, pp. 41-42.
69. 1 2 3 4  Annibale Civalieri.
70. 1 2 3 4  Il Campanile della Cattedrale antica, p. 160.
71. 1 2  Il Campanile della Cattedrale antica, p. 161.
72. ↑  Girolamo Ghilini, p. 186-1608/4.
73. ↑  Fabbricieri della Cattedrale, c. 97.
74. ↑  Girolamo Ghilini, p. 213-1629/19.
75. ↑  Guglielmo Schiavina, anmo 1478, col. 462b-c.
76. ↑  Girolamo Ghilnii, p. 107-1478/2,3.
77. ↑  Giuseppe Amato, p. 38.
78. ↑  Carlo Guasco.
79. ↑  Giuseppe Antonio Chenna, I, pp. 258, 259.
80. ↑  Diego Sant'Ambrogio, p. 178.
81. 1 2  Fulvio Cervini, p. 18.
82. ↑  Touring Club Italiano, p. 144.
83. ↑  Tarcisio Bertone.
84. 1 2  Zelia Pastore.
85. ↑  Girolamo Ghilini, p. 112, n. 3.
86. ↑  Lorenzo Burgontio, p. 22 segg.
87. ↑  Filippo Ansaldi, p. 39 segg.
88. ↑  Giuseppe Antonio Chenna, II, p. 34.
89. ↑  Girolamo Ghilini, p. 112, n. 4.
90. ↑  Girolamo Ghilini, p. 173, n. 1.
91. ↑  Filippo Ansaldi, pp. 17, 18.
92. ↑  Girolamo Ghilini, p. 279-1648/31.
93. ↑  Giuseppe Antonio Chenna, II, p. 36.
94. ↑  Filippo Ansaldi, pp. 17-18.
95. ↑  Canonicato della famiglia Sacco.
96. ↑  ACCAl, sez. II, fald. 7, fasc, 35.
97. ↑  La cattedrale di Alessandria, pp. 13, 14.
98. ↑  Giovanni Giussani.
99. ↑  Antonella Perin /I, p. 112.
100. ↑  Giuseppe Antonio Chenna, II, p. 37.
101. 1 2  Antonella Perin /I, p. 113.
102. ↑  Testamento Sacco 1557.
103. ↑  Visita Pastorale mons. Confalonieri.
104. 1 2  Pietro Casalini /II.
105. ↑  La cattedrale di Alessandria, p. 108.
106. ↑  Dichiarazione di dote.
107. ↑  L'iscrizione di S. Pio V, p. 159.
108. ↑  L'iscrizione di S. Pio V, p. 160.
109. ↑  Francesco Guasco, tav. I.
110. ↑  Gerolamo Sappa, notaio.
111. ↑  Girolamo Ghilini, p. 93, n. 2.
112. ↑  Giuseppe Antonio Chenna, II, p. 39.
113. ↑  Girolamo Ghilini, p. 93.
114. ↑  Girolamo Ghilini, p. 107.
115. ↑  Storia di Alessandria /IV, p. 118.
116. ↑  Girolamo Ghilini, p. 112.
117. ↑  Girolamo Ghilini, p. 120.
118. ↑  Storia di Alessandria /IV, p. 343.
119. ↑  Girolamo Ghilini, p. 140.
120. ↑  Storia di Alessandria /IV, p. 161.
121. ↑  Girolamo Ghilini, p. 141.
122. ↑  Girolamo Ghilini, p. 149.
123. ↑  Storia di Alessandria /IV, p. 513.
124. ↑  Girolamo Ghilini, p. 150.
125. ↑  Girolamo Ghilini, p. 154.
126. 1 2  Girolamo Ghilini, p. 159.
127. ↑  Storia di Alessandria /IV, p. 123.
128. ↑  Storia di Alessandria /IV, p. 163.
129. ↑  Girolamo Ghilini, p. 163.
130. ↑  Storia di Alessandria /IV, p. 437.
131. ↑  Girolamo Ghilini, p. 166.
132. ↑  Storia di Alessandria /IV, p. 436.
133. ↑  Girolamo Ghilini, pp. 168-169.
134. ↑  Storia di Alessandria /IV, p. 125.
135. ↑  Girolamo Ghilini, p. 168.
136. ↑  Girolamo Ghilini, p. 182.
137. ↑  Storia di Alessandria /IV, p. 446.
138. ↑  Girolamo Ghilini, p. 184.
139. ↑  Girolamo Ghilini, p. 215.
140. ↑  Storia di Alessandria /IV, p. 168.
141. ↑  Girolamo Ghilini, p. 227.
142. ↑  Storia di Alessandria /IV, p. 439.
143. ↑  Girolamo Ghilini, p. 232.
144. ↑  Storia di Alessandria /IV, p. 130.
145. ↑  Girolamo Ghilini, p. 312.
146. ↑  Francesco Gasparolo /II, p. 238.
147. ↑  Storia di Alessandria /IV, p. 173.
148. ↑  Storia di Alessandria /IV, p. 135.
149. ↑  Francesco Gasparolo /II, p. 239.
150. ↑  Storia di Alessandria /IV, p. 137.
151. ↑  Storia di Alessandria /IV, p. 242.
152. ↑  Pietro Casalini /I, pp. 131-133.
153. ↑  Archivio Valizzone.
154. ↑  Convocati del Consiglio Municipale, cc. 115v-118г.

### Documenti d'archivio e manoscritti
- (LA) Liber Crucis, in ASCAL, Serie IV, n. 4302, cc. 56v-57r, Alessandria.
- (LA) Codice 5077, in Formularius Cancellariæ Curiæ Romanæ, s. XV, ff. 76-77, Österreichische Nationalbibliothek, Vienna.
- (LA) Gerolamo Sappa, notaio, Testamento di Giacomo Ghilini, in ACCAL, Fund. Erect. Beneficiorum (1389-1796), tomo unico, fasc. 2, c. 1, copia settecentesca dell'originale, 13 settembre 1434.
- (LA) Relatio Status Ecclesiæ Alexandrinæ facta per Ill.mum el R.mum D.D. Cardinalem Paravicinum eiusdem Ecclesiæ Episcopum, in ASVCV, S. Congr. Concili, Visitationes ad limina, Alexandrin., m. 27A, fol. 141.
- (LA) ASTo, sezione Corte, paesi di nuovo acquisto, provincia dell'Alessandrino, mazzo 1, 1450.
- (LA) Atto citato nel testamento del 15 ottobre 1549 custodito in ACCAl, sezione II, fasc. 108/1, in ASMi, Notarile, Giovanni Giussani, 8083, n. 4668, 19 aprile 1544.
- (LA) Dichiarazione di dote della cappella della Purificazione di Beata Maria Vergine con il titolo anche di San Gerolamo e di San Perperuo, in ACCAl, sezione II, fasc 108/1, Fondazione della cappellania di San Perperuo, 14 gennaio 1552.
- (LA) Testamento di Agostino Domenico Sacco, fratello di Giacomo Filippo, rogato al notaio Agostino Inviziati di Alessandria, 8 luglio 1557, in ACCAl, sezione II, fasc 108/1, Fondazione della cappellania di San Perperuo.
- (LA) Visita Pastorale di monsignor Girolamo Gallarati, in ACVAL, VIII.L.1, fascicolo 1, 1565.
- Visita Pastorale di monsignor Gerolamo Confalonieri, in ACVAL, Visite pastorali, faldone 1, fasc. 5, 1594.
- (LA) Visita Pastorale di monsignor Giovanni Mercurino Antonio Arborio di Gattinara, in ACVAL, VIII.L.4, 1730.
- (LA) Fabrica Musices Sacrarum, in ACCAL, tomo unico, fasc. 15, 1732.
- (LA) Visita Pastorale di monsignor Giuseppe Tomaso de Rossi, in ACVAL, VIII.L.6, 1760.
- (LA) Fabbricieri della Cattedrale, in ASAL, ASCAL, s. I, Atti Municipali, vol. 1776, tomo I.
- Libro delle Entrate et spese fatte per la Capella & Reliquie della SS.ma Croce della Cattedrale di Alessandria, in ASAL, ASCAL, s. III, cat. 11, Culto, m. 1803, fasc. s.n., (1719 - 1730).
- Libro mastro della Compagnia S. Croce & S. Spina eretta nella Cattedrale, in ACCAL, (dal 1743).
- Libro de Redditi della Veneranda Compagnia del SS.mo Sacramento della Cattedrale della presente Città d'Alessandria, in ACCAL, (dal 1754).
- Libro d'Enttrata ed Uscita della Veneranda Compagnia de RR. Sig.ri Sacerdoti detti del Suffragio eretta nella Cappella di S. Giuseppe della Cattedrale [...], in ACCAL.
- (LA) Fabbriceria della Cattedrale (1746-1757), in ASAL, ASCAL, s. III, cat. 11, Culto, reg. 1765.
- (LA) Fabbriceria della Cattedrale (1757-1764), in ASAL, ASCAL, s. III, cat. 11, Culto, reg. 1765.
- (LA) Fabbriceria della Cattedrale (1758-1767), in ASAL, ASCAL, s. III, cat. 11, Culto, reg. 1765.
- (LA) Fabbriceria della Cattedrale (1758-1767), in ASAL, ASCAL, s. III, cat. 11, Culto, reg. 1766.
- (LA) Fabbriceria della Cattedrale (1767-1771), in ASAL, ASCAL, s. III, cat. 11, Culto, reg. 1767.
- (LA) Fabbriceria della Cattedrale (1771-1781), in ASAL, ASCAL, s. III, cat. 11, Culto, reg. 1765.
- Giuseppe De Conti, Viaggio d’Italia, in BCCM, ms. 091/156, c. 6 v., manoscritto autografo, 1775.
- Carlo Guasco di Castelletto, Memorie riguardanti le Fiere di S. Giorgio, e di S. Francesco solite celebrarsi nella Città d'Alessandria dall'Anno di lor principio e stabilimento MDXXV sino al presente, manoscritto, ~1781,  Biblioteca Civica di Alessandria, n. di acc. 54718.
- (LA) De Cathedrali & Collegiatis (1780-1800), in ACVAL, VII.I.9, tomo III, cc. 7r-12г.
- (LA) ASAL, ASCAL, serie I, Atti Municipali, vol. 105: Convocati di Ragioneria, t. 16 (1790).
- Lettera di Luigi Aliora, in ASAL, Archivio Ferrari di Castelnuovo, b. 43, Lettere dell'agente, 1802.
- ASAL, ASCAL, s. III, cat. 1, Città e sua amministrazione, vol. 117:, Convocati del Consiglio Municipale, t. 52, 17 settembre 1802-26 agosto 1803.
- (FR) Extrait des Registres des Délibérations des Consuls de la République, in ASAL, IGDAL, m. 200, Affari speciali dei Comuni, “Alessandria intra Muros” (1814-1825), fasc. s.n., Alessandria.
- Pietro Casalini, Rilievo della Cattedrale, in ASAL, IGDAL m.200:, Affari speciali dei Comuni, "Alessandria intra muros" (1814-1825), fasc. s.n, Alessandria, 1803.
- Copia dell'Inventaro de gli effetti, mobili, ed arredi spettanti a questa Cattedrale, e ricevuto Rattazzi Segretaro dell'Ufficio di Pace, in ASAL, ASCAL, s. III, cat. 11, Culto, m. 1804: Antica Cattedrale - Demolizione, fasc. s.n., 1804.
- ASAL, ASCAL, s. III, Archivio Valizzone, cart. 2261/1: Edifici Religiosi, n. 261.
- Beneficio e Canonicato della famiglia Sacco, Registro di Strumenti, copie e memorie, in ACCAl, sez. 11, fald. 2, fasc. 1.

### Fonti edite
- (LA) Codex Statutorum Magnifice Communitatis Atque Diœcæsis Alexandrinæ [Codice degli statuti della magnifica comunità e diocesi di Alessandria], Alessandria, Francesco Moscheni & F.lli, 1547.
- (LA) Giovanni Battista Moriondo, Monumenta Aquensia, pars I, Torino, Tipografia Regia, 1789.
- (LA) Giovanni Battista Moriondo, Monumenta Aquensia, pars II, Torino, Tipografia Regia, 1790.
- (LA) Raffaele Lumelli, De origine, atque historia Civitatis Alexandriæ, in Giovanni Battista Moriondo, Monumenta Aquensia, pars I, Torino, Tipografia Regia, 1789,  pp. cc. 533-626.
- (LA) Georg Heinrich Pertz (a cura di), Reconciliatio Cæsareæ, in Monumenta Germaniæ Historica, II, Hannover, 1837.
- (LA) Guglielmino Schiavina, Annales Alexandrini [Annali Alessandrini], in Historiæ Patriæ Monumenta, tomo XI, scriptores, IV, Torino, Stamperia reale, 1853.
- (LA) Francesco Gasparolo (a cura di), Codex qui Liber Crucis nuncupatur e Tabulario Alexandrino, in Monumenta Alexandrina, Roma, Tipografia poliglotta vaticana, 1889.
- (LA) Mario E. Viora (a cura di), Codex Statutorum Magnifice Communitatis Atque Dioecæsis Alexandrinæ [Libro degli Statuti della illustre città e diocesi di Alessandria], ristampa anastatica, Torino, Bottega d'Erasmo, 1969  [1547].

### Annalistica e storiografia
- (LA) Cesare Baronio, Alexandria aucta episcopatu [Alessandria elevata a sede vescovile], in Annales ecclesiastici a Christo nato ad annum 1198, Odoricus Raynaldus, Giacomo Laderchi, Augustin Theiner, vol. 19, Parigi, Barri-Ducis, 1864.
- (LA) Gabriele Pennotto, Generalis totius Sacri Ordinis Clericorum Canonicorum Historia Tripartita, Colonia, Gerhardum Grevenbruch, 1630.
- Girolamo Ghilini, Annali di Alessandria, Milano, Gioseffo Marelli, 1666.
- Lorenzo Burgontio, Le notizie istoriche in Onore di Maria Santissima della Salve, Alessandria, Alessandria, Antonio Vimercati, 1738.
- Cesare Orlandi, Delle città d'Italia e sue isole adjacenti, vol. 1, Perugia, Stamperia Augusta, presso Mario Riginaldi, 1770.
- Giuseppe Antonio Chenna, Del Vescovato de' Vescovi e delle Chiese della Città e Diocesi d'Alessandria, Alessandria, Ignazio Vimercati Stampatore, 1786.
- Tommaso Canestri, La storia del vescovato e de’ vescovi e delle chiese della Città e Diocesi d’Alessandria di Giuseppe Antonio Chenna, continuata, accresciuta e corretta dal parroco Tommaso Canestri, Torino, 1835.
- Filippo Ansaldi, Notizie storiche del miracoloso simulacro della Salve, venerata nella cattedrale di Alessandria, in Accademia degli Immobili, coll. VII, seconda edizione, con correzioni ed aggiunte, Alessandria, Luigi Guidetti, 1843,  pp. 9-24.
- Carlo A-Valle, Storia di Alessandria dall'origine ai nostri giorni, vol. 1, Torino, Tipografia fratelli Falletti, 1853.
- Carlo A-Valle, Storia di Alessandria dall'origine ai nostri giorni, vol. 2, Torino, Tipografia fratelli Falletti, 1853.
- Carlo A-Valle, Storia di Alessandria dall'origine ai nostri giorni, vol. 3, Torino, Tipografia fratelli Falletti, 1854.
- Carlo A-Valle, Storia di Alessandria dall'origine ai nostri giorni, vol. 4, Torino, Tipografia fratelli Falletti, 1855.
- Giuseppe Cappelletti, Le Chiese d'Italia dalla loro origine sino ai nostri giorni, Venezia, 1858.
- Guglielmo Schiavina, Annali di Alessandria, a cura di Carlo A-Valle, Alessandria, Barnabè e Borsalino, 1861.
- Giovanni Battista Rossi, Cenni storici-critici illustrativi sulle varie vicende della Cattedrale di Alessandria dalla sua fondazione sino ai presenti restauri, Alessandria, 1877.

### Pubblicazioni moderne
- Annibale Civalieri, L'antica cattedrale e la piazza del duomo, in Rivista di Storia Arte Archeologia per le provincie di Alessandria e Asti, n. 1, Alessandria, Società di Storia Arte Archeologia - Accademia degli Immobili, 1893,  pp. 151-156.
- Demolizione della cattedrale antica di Alessandria (PDF), in Rivista di storia, arte, archeologia della provincia di Alessandria, anno VI, fascicolo XVII, Alessandria, Società di storia, arte e archeologia per la provincia di Alessandria, gennaio-marzo 1897.
- Diego Sant'Ambrogio, Una statua di Pietro Antonio Solari del 1489 nella Cattedrale di Alessandria (PDF), in Rivista di storia, arte, archeologia della provincia di Alessandria, anno VII, fascicolo XXI, Alessandria, Società di storia, arte e archeologia per la provincia di Alessandria, gennaio–marzo 1898.
- Il Campanile della Cattedrale antica di Alessandria (PDF), in Rivista di storia, arte, archeologia della provincia di Alessandria, anno VII, fascicolo XXII, Alessandria, Società di storia, arte e archeologia per la provincia di Alessandria, aprile-giugno 1898.
- L'iscrizione di S. Pio V sull'esterno della Cattedrale (PDF), in Rivista di storia, arte, archeologia della provincia di Alessandria, anno VII, fascicolo XXII, Alessandria, Società di storia, arte e archeologia per la provincia di Alessandria, aprile-giugno 1898.
- Pietro Casalini, Copia di relazione fatta dall'architetto Casalini all'epoca della demolizione della vecchia Cattedrale di Alessandria (PDF), in Rivista di storia, arte, archeologia della provincia di Alessandria, anno X, fascicolo II, Alessandria, Società di storia, arte e archeologia per la provincia di Alessandria, aprile-giugno 1901.
- Francesco Gasparolo, La vecchia Cattedrale di Alessandria (appunti) (PDF), in Rivista di storia, arte, archeologia della provincia di Alessandria, anno XIII, fascicolo XII-XIV (serie II), Alessandria, Società di storia, arte e archeologia per la provincia di Alessandria, gennaio-giugno 1904,  pp. 187-204.
- Francesco Gasparolo, Sepolcri di alessandrini illustri, in Rivista di Storia, Arte, Archeologia della Provincia di Alessandria, anno XXI, fascicolo LXVIII (Serie II), Alessandria, Gazzotti & C., ottobre-dicembre (1912) 1913.
- Antico Duomo (PDF), in Rivista di storia, arte, archeologia della provincia di Alessandria, anno XXXVII, fascicolo XLV-XLVI (serie III), Alessandria, Società di storia, arte e archeologia per la provincia di Alessandria, gennaio-giugno 1928,  pp. 157-164.
- Francesco Guasco di Bisio, Famiglie Ghilini, Lanzavecchia, Gavigliani, Straneo, in Tavole genealogiche di famiglie nobili alessandrine e monferrine dal secolo IX al XX, vol. 6, opera postuma riveduta e pubblicata dal figlio Emilio, Casale, Tipografia Cooperativa Bellatore, Bosco & C., 1930.
- Andrea Scansetti, L'orologio del Palazzo Municipale di Alessandria, in Rivista di storia, arte, archeologia della provincia di Alessandria, anno XLII, quadreno II, Alessandria, Società di storia, arte e archeologia per la provincia di Alessandria, aprile-giugno 1933,  pp. 273-281.
- Francesco Cognasso, La fondazione di Alessandria (PDF), in Rivista di Storia Arte Archeologia per le provincie di Alessandria e Asti, quaderno unico, Alessandria, Società di Storia Arte Archeologia - Accademia degli Immobili, 1969,  pp. 23-73.
- Alessandro Baudi di Vesme, L'arte in Piemonte dal XVI al XVIII secolo, volume IV, Schede Vesme, Torino, Società Piemontese di Archeologia e Belle Arti, 1982.
- Romeo Pavoni, Le origini dello stemma di Alessandria (PDF), in Rivista di Storia Arte Archeologia per le provincie di Alessandria e Asti, quaderno unico, Alessandria, Società di Storia Arte Archeologia - Accademia degli Immobili, 1985,  pp. 117-123.
- Giovanni Isidoro De Piaggia, Domenico e Giuseppe, architetti Caselli in Alessandria, in Rassegna Economica della Provincia di Alessandria, n. 3, Alessandria, Camera di commercio industria artigianato e agricoltura di Alessandria, 1986,  pp. 17-30.
- Giuseppe Amato, La Cattedrale di Alessandria. Storia e descrizione, Alessandria, Centro Stampa della Diocesi, 1986.
- Carlenrica Spantigati (a cura di), La cattedrale di Alessandria, Giulio Ieni, Maria Grazia Vinardi, Susanna Maglietta, Giulio Massobrio, Agata Barberis, Alessandria, Cassa di Risparmio di Alessandria, 1988.
- Piemonte e Valle d'Aosta, Guide verdi, Milano, Touring Club Italiano, 1996.
- Geo Pistarino, La doppia fondazione di Alessandria (1168, 1183), in Rivista di Storia Arte Archeologia per le provincie di Alessandria e Asti, volume unico, Alessandria, Società di Storia Arte Archeologia - Accademia degli Immobili, 1997,  pp. 5-36.
- Gian Maria Panizza e Roberto Livraghi (a cura di), Tornare alla luce. Le fondamenta di San Pietro, Atti della giornata di studi sull'antico duomo di Alessandria e i più recenti ritrovamenti in piazza della Libertà (Alessandria, 9 maggio 2003), Alessandria, Edizioni dell'Orso, 2005.
- Antonella Perin, Una traccia per la storia dell'architettura del XVI secolo nell'alessandrino. Cristoforo Lombardi, gli Stampa e i Sacco: precisazioni e problemi aperti, in Gelsomina Spione e Angelo Torre (a cura di), Uno spazio storico. Committenze, istituzioni e luoghi nel Piemonte meridionale, Torino, UTET, 2007,  pp. 98-133.
- Fulvio Cervini, Di alcuni crocifissi 'trionfali' del secolo XII nell'Italia settentrionale (PDF), in Arte medievale, anno VII, n. 1, Cinisello Balsamo, Silvana Editoriale S.p.A., 2008,  pp. 9-32, ISBN 9788836619184.
- Roberto Livraghi (a cura di), Gli inizi della chiesa alessandrina, Alessandria, Diocesi di Alessandria, 2011.

### Poetica, narrativa
- D.A.F. De Sade, 1974.